# Palermo
Palermo (AFI: /paˈlɛrmo/ ; Palermu in siciliano, [paˈlɛɾmʊ]; Palìeimmu, Paleimmu o Palìaimmu in dialetto palermitano) è un comune italiano di 624 974 abitanti, quinto in Italia per popolazione, capoluogo della Regione Siciliana e dell'omonima città metropolitana.
La città, che si estende sulla Conca d'oro ai piedi del Monte Pellegrino, è circondata da sud-est a nord-ovest dall'anfiteatro naturale dei monti di Palermo e si affaccia sul suo omonimo golfo nel Mar Tirreno.
Il sito è abitato sin dalla preistoria, ma la vera e propria fondazione della città è attribuita ai fenici tra il VII e il VI secolo a.C.. La sua storia e il succedersi di numerosi popoli e civiltà hanno conferito alla città un imponente patrimonio artistico ed architettonico. Con Enrico VI e Federico II fu capitale del Sacro Romano Impero, che rappresentò uno dei periodi di massimo splendore per la città . Nel XII e XIII secolo la città fu il centro propulsore dell'arte e dell'architettura arabo-normanna, i cui principali monumenti fanno parte del sito seriale Palermo arabo-normanna e le cattedrali di Cefalù e Monreale, dichiarato patrimonio dell'umanità dall'UNESCO nel 2015. Fu poi luogo di formazione del Rinascimento siciliano, del Barocco siciliano e una delle capitali dell'Art Nouveau in Italia e in Europa. Per le numerose testimonianze architettoniche liberty, la città fa parte dell'Itinerario culturale del Consiglio d'Europa Réseau Art Nouveau Network. Diversi edifici, tra chiese e palazzi, sono riconosciuti monumenti nazionali. A Palermo, all'interno del Palazzo Reale, ha sede l'Assemblea regionale siciliana, la più antica assise parlamentare in attività al mondo. Nello stesso palazzo, presso la Magna Curia dell'imperatore Federico II, nacque la scuola poetica siciliana, cui si deve la prima produzione lirica in un volgare italiano (l'aulico siciliano) e l'invenzione del sonetto.
Palermo fu prima capitale dell'Emirato di Sicilia. Divenne poi capitale del neonato Regno di Sicilia, acquisendo così i titoli di Prima Sedes, Corona Regis et Regni Caput, che mantenne fino alla sua dissoluzione nel 1816. Dall'8 dicembre 1816, nelle prime fasi di vita del Regno delle Due Sicilie, Palermo fu capitale di questa nuova entità statale per circa un anno, prima che lo divenisse Napoli. La città mantenne comunque lo status di città capitale dell'isola siciliana. Al centro di numerose rivolte popolari lungo i secoli, Palermo fu protagonista dello scoppio della celeberrima rivolta dei Vespri siciliani nel 1282 e della rivoluzione siciliana del 1848 che riportò la Sicilia nuovamente stato indipendente. Tra le più rinomate località europee durante la Belle Époque, a seguito della perdita della vita di circa tremila cittadini tra il centro e le campagne e della devastazione urbanistica subita dai bombardamenti statunitensi del 1943, la città è stata fregiata con la medaglia d'oro al valore militare. Nel secondo dopoguerra la città è stata fortemente segnata dall'acuirsi del fenomeno della mafia, il cui contrasto da parte dello Stato ha condotto al Maxiprocesso e alle stragi politico-mafiose del 1992. La città è stata insignita Capitale italiana della cultura nel 2018.
Palermo riveste anche un forte peso nell'immaginario collettivo della Sicilia nel mondo: luogo d'origine della lingua e della letteratura siciliana, oltre che di una rinomata tradizione culinaria, la città è depositaria di alcune delle più importanti e famose tradizioni artistiche dell'isola, come l'Opera dei Pupi e il Carretto siciliano. Molto noti sono anche i mercati storici di Ballarò, Vucciria e Capo.
Dal 1050 all'Ottocento Palermo si è posizionata stabilmente tra le dodici città più popolose dell'Europa occidentale, risultando la più popolosa in assoluto nel corso del XIII secolo. Oggi Palermo costituisce il centro di un'area metropolitana di oltre un milione di abitanti estesa da Partinico a Termini Imerese. Fa parte della rete Eurocities delle più grandi città europee, inoltre data la sua rilevanza internazionale la città di Palermo nel 2020 ha raggiunto il rango di città globale nella categoria Sufficiency.

## Geografia fisica

### Territorio

#### Orografia

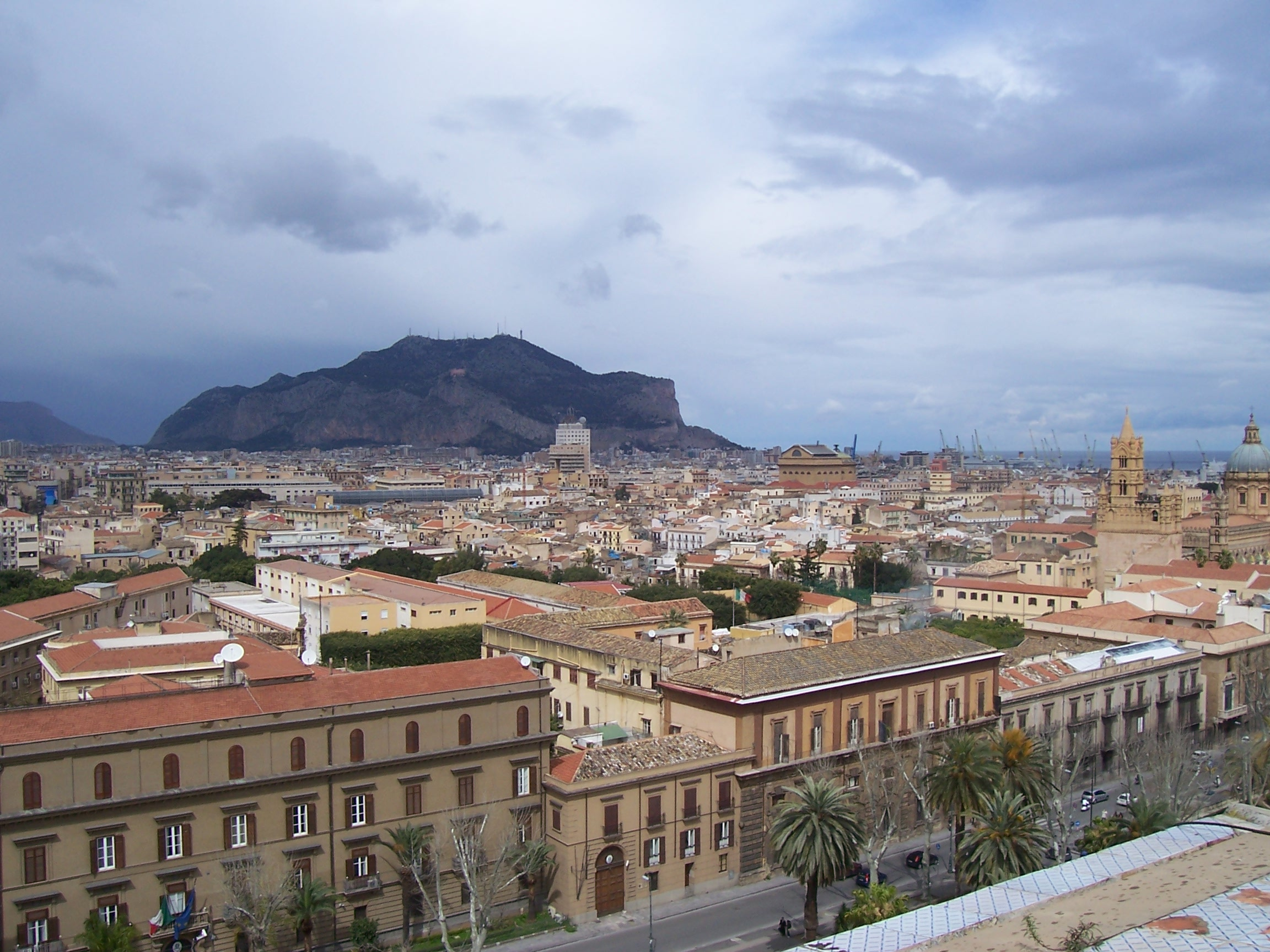
Monte Pellegrino, che, con i suoi 606 metri di altitudine, è visibile da tutta la città

Palermo sorge all'interno di una pianura di circa 100 km², la Conca d'Oro, stretta tra il golfo e i monti calcarei che prendono nome dalla città. Alcune conformazioni rocciose si spingono verso la costa, creando una vera spaccatura fisica tra diversi quartieri. La città ricade in zona sismica 2, ossia di sismicità moderata.

#### Idrografia
L'idrografia della Conca d'Oro di Palermo è stata radicalmente modificata nel corso della storia. Il primo insediamento abitato venne costruito tra due fiumi, il Kemonia e il Papireto, non più visibili in superficie; sono evidenti le loro tracce nella toponomastica e nella conformazione delle vie. Il fiume Oreto, unico fiume a scorrere ancora nel XXI secolo tra le strade cittadine, si trovava ben oltre le mura cittadine.
Erano presenti anche molti torrenti stagionali, che contribuivano a creare zone paludose o comunque ricche di acqua come la zona di San Lorenzo e l'area di Mondello. Sono presenti alle pendici del Monte Grifone alcune gole, chiamate valloni, quali il vallone di Croceverde e quello di Belmonte Chiavelli, che in caso di maltempo incanalano le discese alluvionali.

### Clima
Secondo la classificazione dei climi di Köppen, il clima di Palermo appartiene al gruppo denominato Csa: clima mediterraneo con la stagione estiva asciutta e calda e inverno tiepido e piovoso. Le stagioni intermedie hanno temperature molto gradevoli. L'estate è arida e calda, generalmente torrida, anche se frequentemente ventilata grazie alla presenza delle brezze marine.
Non di rado il vento africano scirocco fa impennare la temperatura (picco storico di 47,0 °C registrati all'Osservatorio astronomico di Palermo registrato nel 2023, con tassi di umidità che scendono anche sotto il 15%; in inverno possono registrarsi massime superiori ai 20 °C (spiccano i picchi termici del febbraio 2010 e del novembre 2014, dove si sfiorarono i 30 °C per più giorni).
| Palermo Boccadifalco       | Mesi  | Mesi  | Mesi  | Mesi  | Mesi   | Mesi   | Mesi   | Mesi   | Mesi   | Mesi  | Mesi  | Mesi  | Stagioni | Stagioni | Stagioni | Stagioni | Anno  |
| Palermo Boccadifalco       | Gen   | Feb   | Mar   | Apr   | Mag    | Giu    | Lug    | Ago    | Set    | Ott   | Nov   | Dic   | Inv      | Pri      | Est      | Aut      | Anno  |
| -------------------------- | ----- | ----- | ----- | ----- | ------ | ------ | ------ | ------ | ------ | ----- | ----- | ----- | -------- | -------- | -------- | -------- | ----- |
| T. max. media (°C)         | 14,7  | 14,5  | 16,4  | 18,7  | 23,3   | 27,2   | 29,8   | 30,5   | 27,5   | 23,5  | 19,0  | 15,8  | 15,0     | 19,5     | 29,2     | 23,3     | 21,7  |
| T. min. media (°C)         | 8,9   | 8,5   | 9,6   | 11,4  | 15,3   | 19,2   | 21,7   | 22,7   | 20,1   | 16,7  | 12,9  | 10,2  | 9,2      | 12,1     | 21,2     | 16,6     | 14,8  |
| Precipitazioni (mm)        | 97,5  | 109,9 | 78,2  | 65,1  | 36,2   | 17,9   | 6,7    | 31,8   | 65,3   | 105,6 | 117,5 | 123,7 | 331,1    | 179,5    | 56,4     | 288,4    | 855,4 |
| Giorni di pioggia          | 9,0   | 9,6   | 8,7   | 8,6   | 4,1    | 1,9    | 1,2    | 2,4    | 5,4    | 8,2   | 10,4  | 12,0  | 30,6     | 21,4     | 5,5      | 24,0     | 81,5  |
| Umidità relativa media (%) | 67    | 65    | 62,5  | 60,5  | 61,0   | 59,0   | 57,0   | 58,0   | 61,0   | 64,0  | 65,0  | 67,0  | 66,3     | 61,3     | 58,0     | 63,3     | 62,3  |
| Vento (direzione-m/s)      | S 6,2 | S 6,3 | S 5,9 | W 5,6 | NE 4,8 | NE 4,5 | NE 4,4 | NE 4,5 | NE 4,6 | S 5,0 | S 6,0 | S 6,4 | 6,3      | 5,4      | 4,5      | 5,2      | 5,4   |

Il periodo più piovoso per la città è compreso fra ottobre e marzo. L'acme pluviometrica si ebbe durante l'alluvione del febbraio 1931 e ammontò a circa 395 mm in 39 ore. In periodo autunnale improvvisi nubifragi possono abbattersi sulla città con anche 130 mm di pioggia in poche ore, come accadde il 16 settembre 2009, in cui si ebbero alluvioni nelle frazioni di Belmonte Chiavelli e Croceverde-Giardina.

I centri meteo d'informazione nazionale utilizzano i dati dell'aeroporto di Punta Raisi, per indicare la situazione di Palermo; ma l'aeroporto (diviso dalla città da alcuni rilievi) si trova a circa 22 km e registra di norma in inverno minime più alte e in estate massime più contenute.
Temperature minime negative ogni tanto sono registrate nelle zone periferiche pedemontane. Sono, invece, un fenomeno quasi sconosciuto in pieno centro cittadino, la zona più calda della città, in cui solo la stazione meteo dell'Osservatorio astronomico (situata a 75 metri di altitudine) ha registrato minime negative durante le nevicate del febbraio 1895 (−1,9 °C), dell'8 gennaio 1981 (−0,5 °C), e quelle del 30-31 gennaio e 1º febbraio 1999 (fino a −0,2 °C). Le altre stazioni hanno sempre registrato minime positive.
Le precipitazioni nevose sono rare ed effimere, in genere circoscritte alle zone pedemontane. Il maggiore evento nevoso dal dopoguerra fu quello dell'8 gennaio 1981.

## Origini del nome

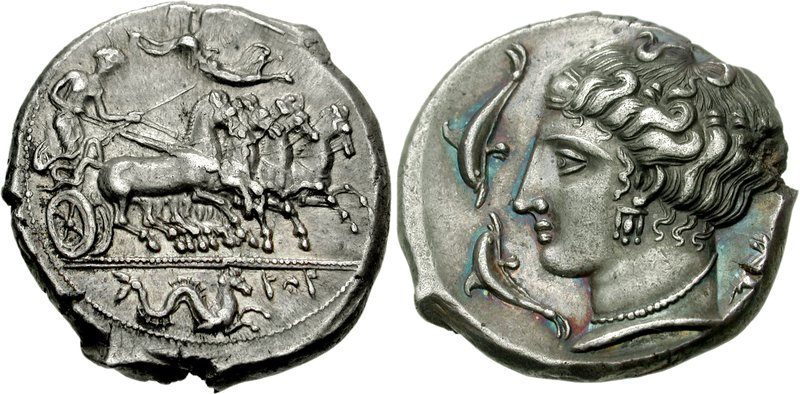
Tetradramma di Panormos (prototipo "siracusano").

La città di Palermo veniva chiamata Zyz (pronuncia /ˈziːz/) dai fenici (significa il fiore). Il nome attuale deriva dal greco antico πᾶς?, pâs, "tutto" e ὅρμος, hórmos, "porto", «ampio porto», per la presenza dei due fiumi Kemonia e Papireto che creavano un enorme approdo naturale, e divenne Panormus con i Romani. Gli arabi pronunciavano il nome della città Balarm, dizione che venne parzialmente adottata nella forma ufficiale Balermus del periodo normanno. Palermo viene acquisito definitivamente in età moderna.

## Storia

### Età antica

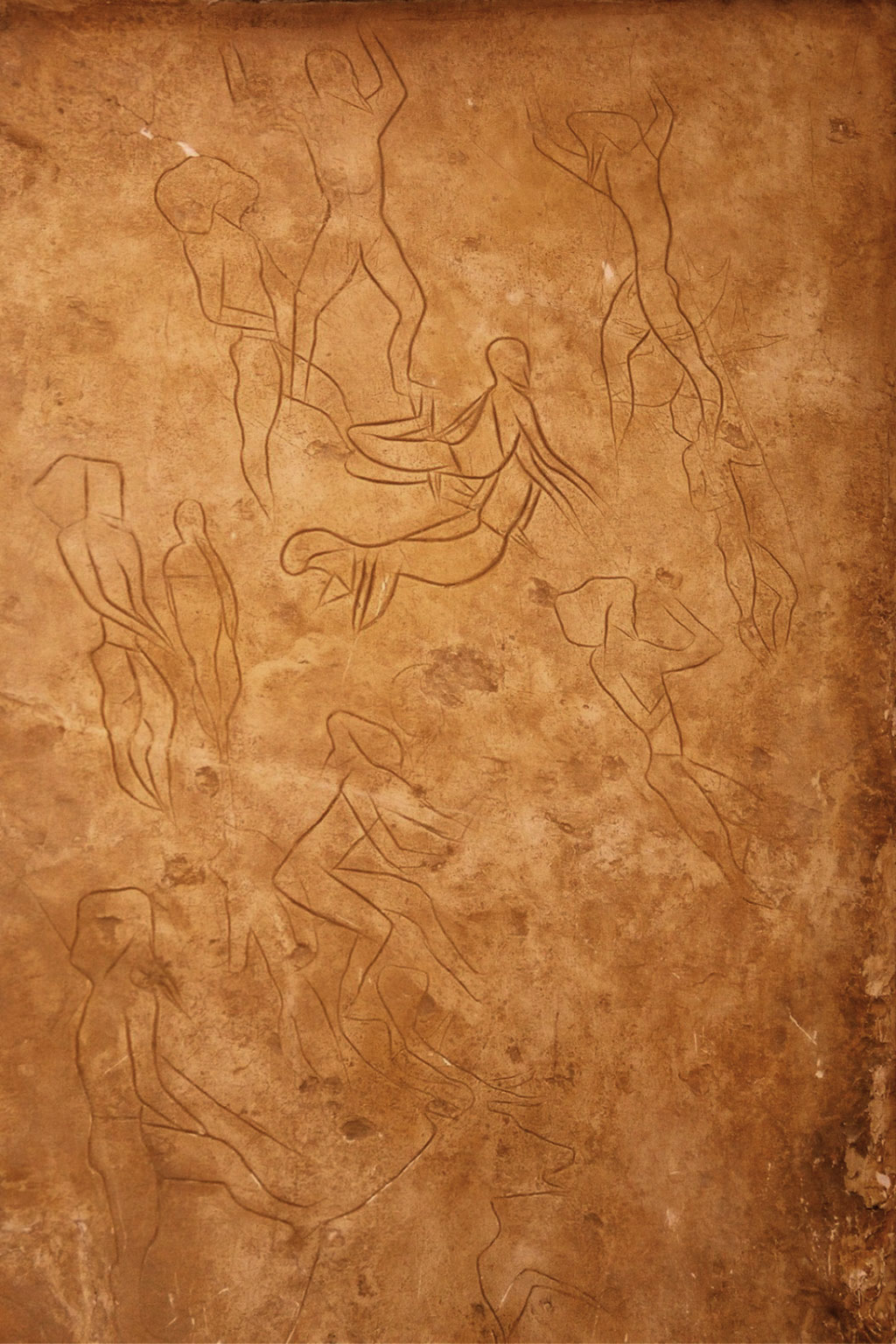
Graffiti preistorici, databili fra l'Epigravettiano finale e il Mesolitico, nella Grotta dell'Addaura

La zona conserva resti di presenza umana sin dal paleolitico. Sul fianco nord-orientale del monte Pellegrino, le grotte dell'Addaura conserva alcune cavità abitate 10000 anni dal presente, dove si conservano incisioni e disegni databili ad un'epoca compresa tra l'epigravettiano finale e il mesolitico, raffiguranti figure antropomorfe e zoomorfe graffite nella roccia, considerati un unicum nel contesto dell'arte paleolitica.
La zona in origine fu un insediamento sicano con cui i fenici intrattenevano rapporti commerciali. Quest'ultimi, data la posizione strategica e la conformazione che la rendeva un grande porto naturale facilmente difendibile, vi fondarono la città tra l'VII e il VII secolo a.C., probabilmente con il nome di Zyz. Precedentemente l'area era stata un centro commerciale e logistico per la Sicilia nord-occidentale.
I Greci, stanziati nella Sicilia orientale e solo in minima parte in quella occidentale, si avvicinarono raramente a Palermo: nel 409 a.C. il generale siracusano Ermocrate effettuò un'incursione durante la quale il territorio venne saccheggiato e 500 dei suoi abitanti vennero uccisi davanti alle mura, le quali, però, non vennero attaccate. Nel 397 a.C. il tiranno di Siracusa Dionisio I, durante la guerra contro l'isola di Mozia colonia cartaginese, attaccò e saccheggiò Palermo, rimasta fedele a Cartagine. Infine, secondo Polibio, Pirro, in guerra contro Cartagine, conquistò Palermo, principale roccaforte punica in Sicilia dopo la distruzione di Mozia.
Nel 254 a.C. la città venne conquistata dai Romani che riuscirono a sottrarla ai Cartaginesi di Amilcare Barca, costretti a rifugiarsi alle falde del monte Pellegrino durante la prima guerra punica, nella battaglia di Palermo. I tentativi di riconquista dei Cartaginesi risultarono vani e la città divenne una conquista romana col nome di Panormus. Sotto il governo di Roma Palermo continuò a ricoprire il ruolo di porto strategico nel Mediterraneo, vivendo un periodo di tranquillità e agiatezza, tanto che la città crebbe e si dotò di splendidi edifici per spettacoli noti da epigrafi e testi antichi e in parte ancora individuabili. Palermo fu città romana fino a quando le invasioni barbariche causarono il saccheggio e la devastazione della città.

### Età medievale

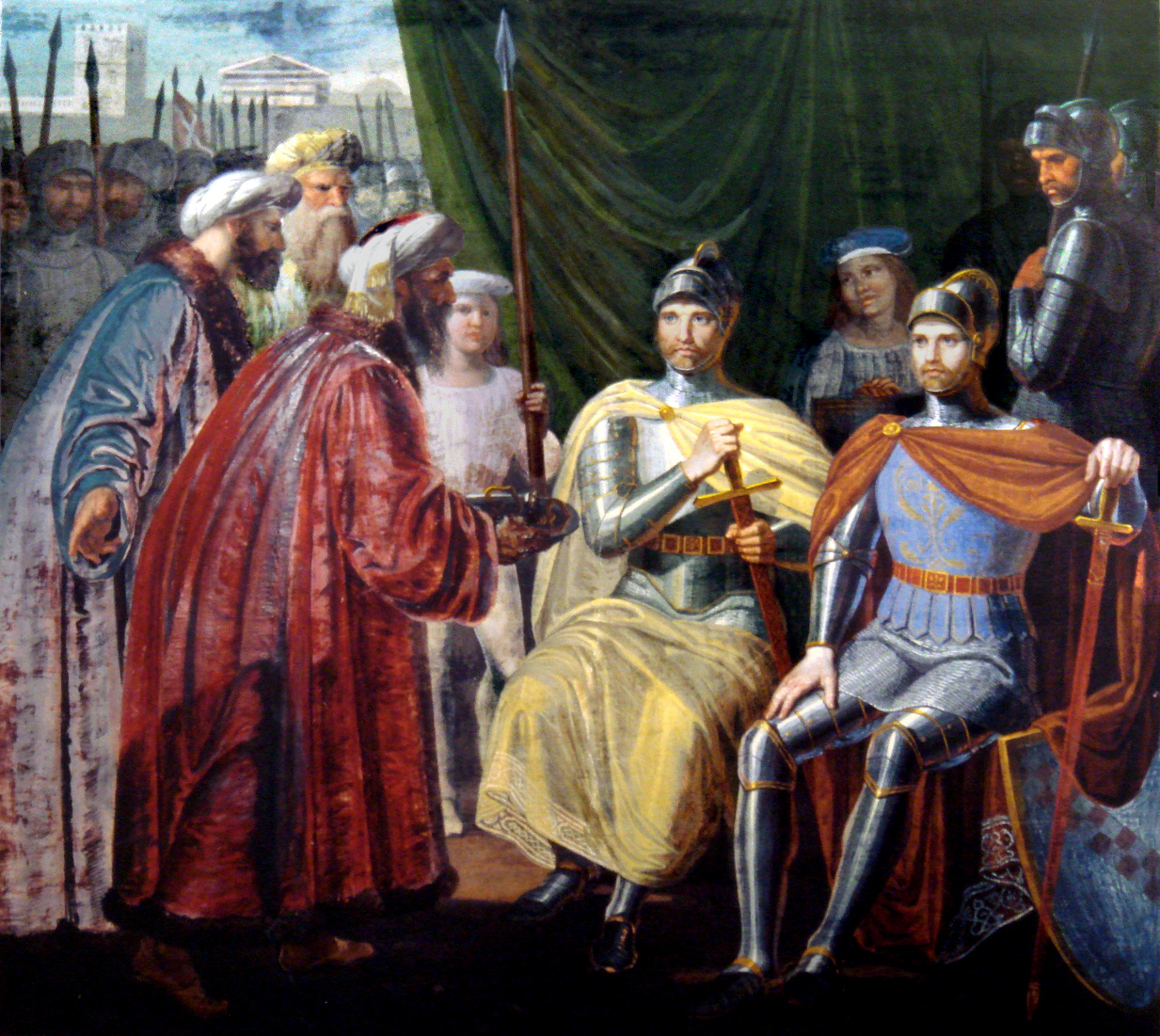
Ruggero I riceve le chiavi della città di Palermo (dipinto nella sala gialla di Palazzo dei Normanni)

Dopo la caduta dell'Impero romano d'Occidente, nel 535 la Sicilia fu in gran parte devastata con l'arrivo dei Vandali nell'occidente dell'isola. La ricostruzione di Palermo avvenne grazie ai Bizantini, che tennero Palermo per tre secoli.
Con la conquista della città, comandata da Belisario, la Sicilia divenne una provincia periferica dell'Impero d'Oriente.
Nel IX secolo i musulmani dal Nordafrica invasero la Sicilia: la conquista, fu iniziata nell'827 e Palermo fu presa nell'831. I governatori musulmani spostarono la capitale della Sicilia da Siracusa a Palermo e la città fu dotata di tutte le strutture burocratiche e dei servizi necessari a una capitale. Gli arabi introdussero i primi agrumeti, formando la Conca d'Oro e aprendo così una nuova possibilità di sviluppo economico. Nel 948 in città si registravano oltre duecentomila abitanti, figurando tra le città più popolose del mondo.
La città divenne la prospera capitale del nuovo emirato kalbita nel 948, ma l'autonomia incoraggiò le lotte dei cristiani per l'indipendenza, fino ad aprire la via alla conquista normanna. Nel 1071/1072, dopo mesi d'assedio, Ruggero I d'Altavilla, primo conte normanno, espugnò Palermo. 
Nel 1098 i Normanni completarono la conquista del resto dell'isola: la capitale, prima della Gran Contea di Sicilia, poi del Regno di Sicilia, restò a Palermo, ma gli abitanti calarono drasticamente (60 000), per scendere infine a 51 000 nel 1330. L'arrivo dei Normanni a Palermo portò alla costruzione di un numero considerevole di edifici cristiani e la città raggiunse il massimo splendore sotto il governo di Ruggero II. Dopo il regno normanno in Sicilia salirono sul trono gli Hohenstaufen (dal 1194 al 1266), che fecero di Palermo un centro amministrativo imperiale. Alla morte di Federico II (1250), Palermo e la Sicilia persero importanza nel panorama politico: il potere si spostò a Napoli, con Carlo d'Angiò e gli Angioini (dal 1266 al 1282). Proprio a Palermo nel 1282 ebbe inizio la guerra del Vespro contro i francesi. Al termine della guerra, la corona della Sicilia venne offerta al ramo cadetto degli aragonesi, e Palermo ne divenne la capitale.

### Età moderna

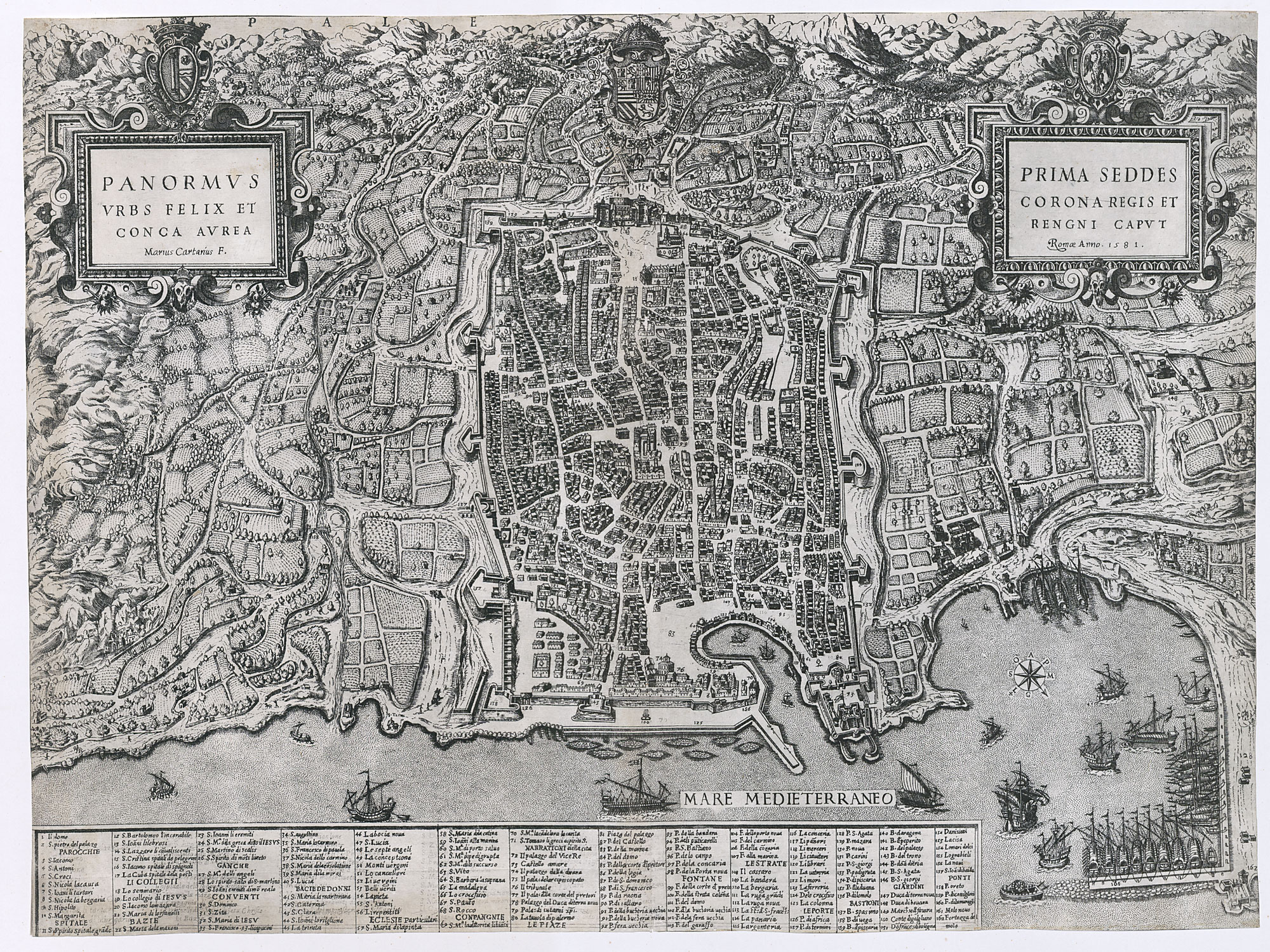
Mappa di Palermo del 1581

La dominazione del Regno di Spagna, che pose a Palermo la sede del Viceré, ponendo un confine politico, culturale e religioso contro il mondo islamico, portò come conseguenza l'isolamento e l'impoverimento della Sicilia. L'agricoltura dell'isola fu spinta verso la coltivazione del grano duro, necessario alla flotta spagnola per il sostentamento degli equipaggi, e, quindi, oltre a produrre meno reddito, generava carestie da eccesso di esportazione. Scoppiarono molte rivolte, che, però, avevano più come bersaglio l'organismo, incaricato della ripartizione e raccolta di imposte e tasse e composto di nobili siciliani, che il re di Spagna. I due secoli di dominio spagnolo a Palermo terminarono nel 1713 con il Trattato di Utrecht, che segnò la fine della guerra di successione spagnola.
Nel 1734 la città divenne dominio dei Borboni, che mantennero il Regno di Sicilia e di Napoli separati. Nel 1816 i regni vennero riuniti nel Regno delle Due Sicilie: Palermo perse lo status di capitale, divenendo secondo centro amministrativo dopo Napoli. Tuttavia Palermo continuò a possedere il titolo di capitale della parte isolana del regno.

### Età contemporanea

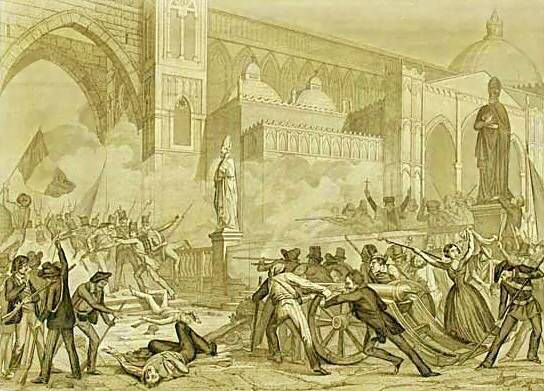
La rivoluzione siciliana a Palermo, il 12 gennaio 1848, miccia che innescò i moti in tutta Europa

La primavera dei popoli, conosciuta anche come rivoluzione del 1848, o moti del 1848, cominciò proprio a Palermo il 12 gennaio di quell'anno e rappresentò la prima miccia dell'esplosione europea. L'insurrezione siciliana portò alla dichiarazione di indipendenza e alla restaurazione del Regno di Sicilia. Seguì una rivoluzione a Napoli, il 27, che costrinse, due giorni dopo, Ferdinando II a promettere una Costituzione, promulgata l'11 febbraio.
Riconquistata la Sicilia con l'esercito, il sovrano ripristinò l'assolutismo e nell'isola si consolidò l'ostilità anti borbonica.

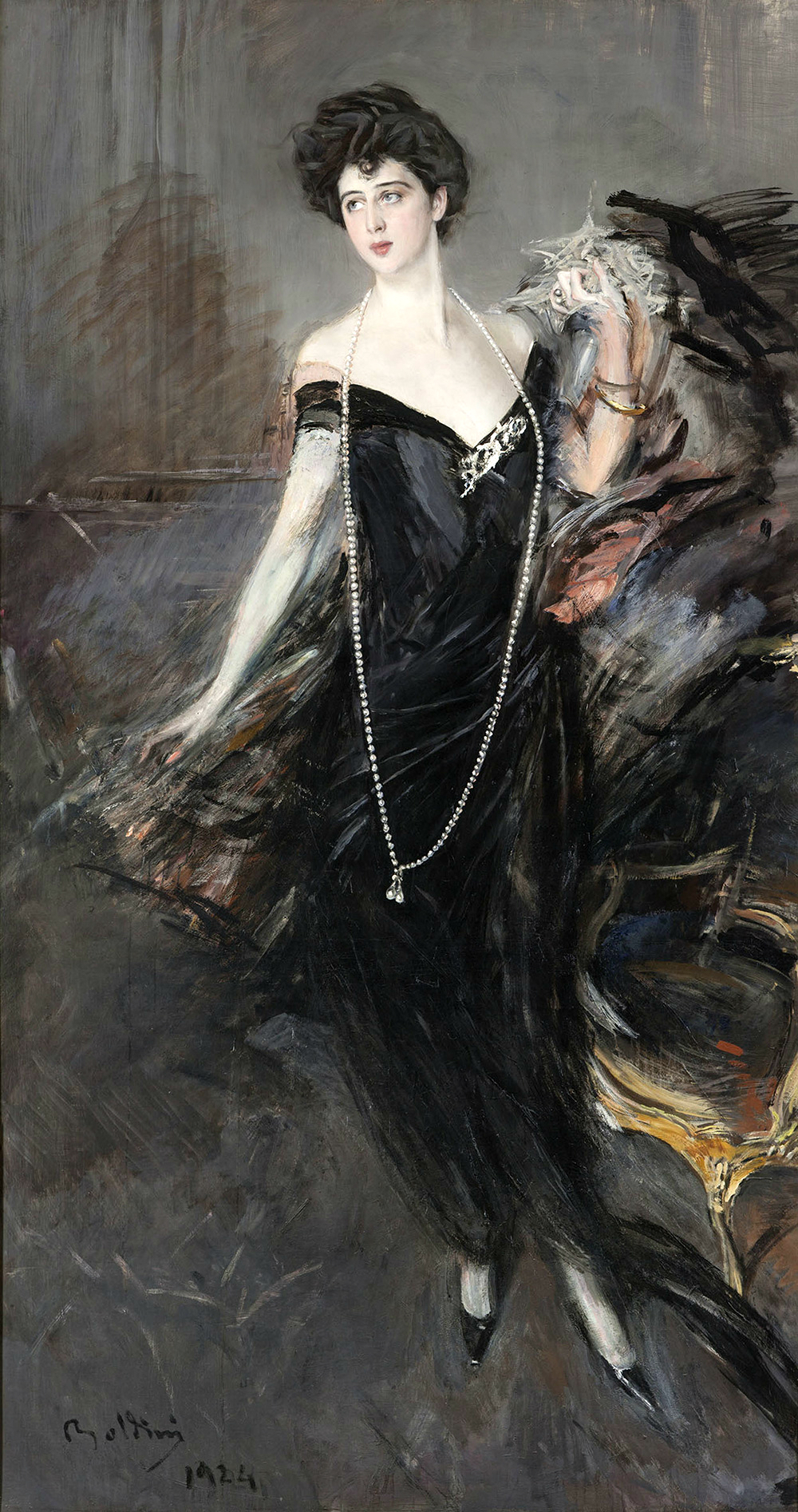
Donna Franca Florio, simbolo della belle époque palermitana, ritratta da Giovanni Boldini

Nel 1860, dopo che a Palermo si era verificata la rivolta della Gancia repressa nel sangue dai borbonici, avvenne lo sbarco dei garibaldini a Marsala, che raggiunsero Palermo il 27 maggio, entrando in città dalla porta Termini. In tale occasione avvenne il bombardamento della città da parte dell'esercito borbonico con perdite tra i civili e distruzione. Nel 1866 la città fu protagonista della rivolta del sette e mezzo contro il nuovo Regno d'Italia da parte di ex garibaldini delusi, filo borbonici, repubblicani e persone affamate, con conseguente bombardamento operato dalla flotta, che distrusse non poche strutture architettoniche. Tuttavia la politica fiscale del governo sabaudo non mutò, sino a portare al regicidio di Umberto I.
Nel primo ventennio del XX secolo Palermo attraversò un'epoca florida, con un breve ma intenso periodo liberty, caratterizzato prevalentemente da architetture di gusto eclettico. Protagonisti di questa stagione furono i Florio, una famiglia di tradizione industriale, che rese protagonista la città in ambito internazionale nella cosiddetta Belle Époque. Non interessata dal primo conflitto mondiale, Palermo subì notevoli distruzioni a causa dei bombardamenti durante la seconda guerra mondiale, fino a essere occupata nel luglio 1943 dalle truppe alleate del generale statunitense George Patton.

Giovanni Falcone e Paolo Borsellino

La città fu teatro, nell'ottobre del 1944, della Strage del pane, episodio che diede di fatto il via alla stagione dell'EVIS, conclusasi con la concessione dello status di Regione a Statuto speciale alla Sicilia, che ha reso Palermo, ancora una volta, il centro della burocrazia e della politica regionale. A partire dalla fine degli anni '50 la principale organizzazione malavitosa siciliana, Cosa Nostra, grazie al boom economico e al processo di urbanizzazione della popolazione contadina, conosce una fase di crescita, riuscendo ad infiltrarsi nella spesa pubblica, nelle opere edilizie di ricostruzione post bellica e di espansione della città. È l'epoca del sacco di Palermo, l'espansione incontrollata della città verso nord, anche a costo dell'abbattimento di ville liberty. Dagli anni 60 agli anni 80, si ebbero 3 guerre di mafia con centinaia di morti tra i componenti della mafia. In quel periodo e in seguito furono colpiti anche imprenditori come Libero Grassi, giornalisti, medici come Paolo Giaccone, magistrati come Giovanni Falcone e Paolo Borsellino, poliziotti come Ninni Cassarà e il patrimonio culturale italiano, cosa che portò a una forte risposta dello Stato e della società civile e ad un conseguente arretramento del potere mafioso. Si parlò dunque di "primavera di Palermo", sia per la notevole attività portata avanti, non senza polemiche e scelte controverse, dall'allora sindaco Leoluca Orlando mirata alla promozione e al recupero dell'immagine della città in Italia e nel mondo, mortificata dalla lunga sequela di omicidi e crimini mafiosi, sia per la promozione di una cultura della legalità anche in ambito culturale ed educativo con la nascita di associazioni e comitati cittadini.
Nel marzo 2015 alcuni giuristi, attivisti dei diritti umani, amministratori pubblici e organizzazioni non governative sottoscrivono la Carta di Palermo per sollecitare la comunità mondiale a una revisione della legislazione sul permesso di soggiorno e delle politiche legate ai fenomeni migratori, sostenendo la mobilità umana internazionale come diritto inalienabile della persona. Nel novembre 2015 Palermo è entrata a far parte del programma Safer Cities lanciato nel 1996 dall'Agenzia UN-Habitat delle Nazioni Unite, assumendone la co-presidenza mondiale.

### Simboli

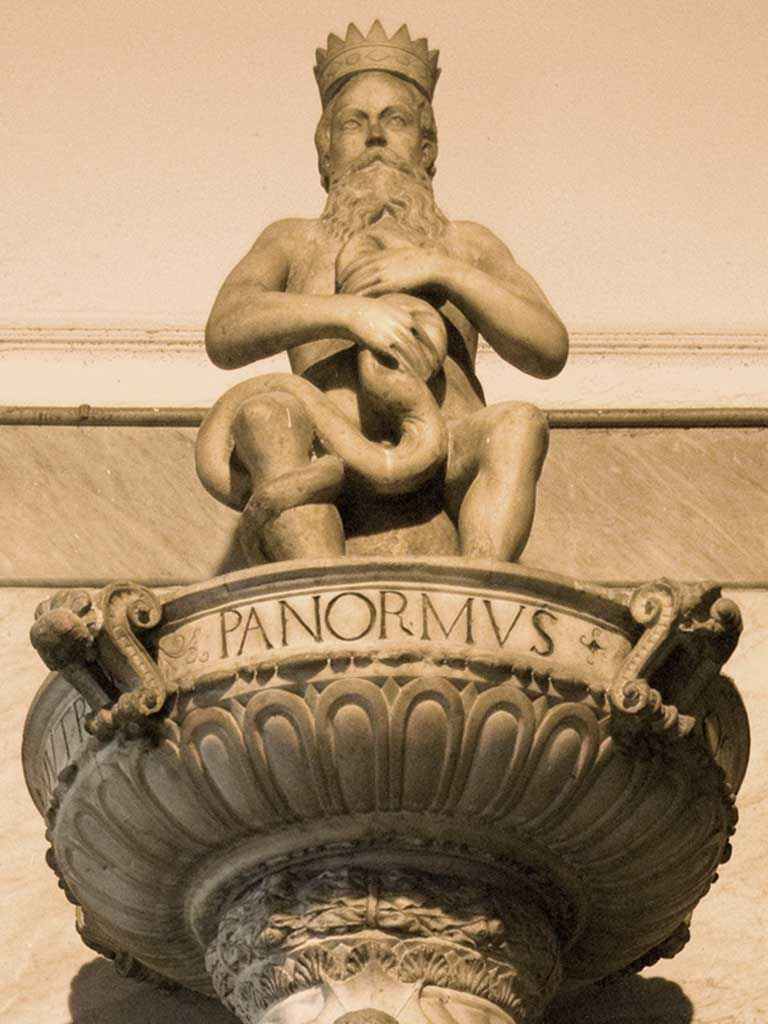
Il Genio di Palazzo Pretorio

Stemma del comune

Gonfalone del Comune

Lo stemma del comune di Palermo è stato ufficialmente riconosciuto con decreto del Capo del Governo del 18 maggio 1942 ed è descritto dallo statuto comunale:
L'origine dello stemma non è certa, alcune fonti lo fanno risalire a una concessione del 1154 di re Guglielmo I di Sicilia mentre altre all'epoca romana.
La descrizione del gonfalone è la seguente:

Altra bandiera in uso

Stemma civico nel disegno come da decreto di riconoscimento del 18 maggio 1942

Inoltre la città usa una bandiera trinciata che riprende i colori dello stemma, cioè giallo (nella parte superiore) e rosso (nella parte inferiore).
Un altro simbolo della città è il Genio di Palermo, antico nume tutelare del luogo.

## Monumenti e luoghi d'interesse
Il maggior numero di monumenti della città è dislocato all'interno del centro storico; altri sono distribuiti in tutto il territorio palermitano: ville storiche, torri d'avvistamento, tonnare, graffiti rupestri, antiche chiese o palazzi nobiliari.

### Siti protetti dall'UNESCO
Le residenze arabo-normanne, la cattedrale e altre chiese, insieme al duomo di Monreale e a quello di Cefalù, sono state inserite nella lista dei patrimoni dell'umanità dall'UNESCO il 3 luglio del 2015 nel sito seriale "Palermo arabo-normanna e le cattedrali di Cefalù e Monreale".
I sette complessi monumentali palermitani che hanno tale riconoscimento sono:
- Il Palazzo dei Normanni con la Cappella Palatina
- La Chiesa di San Giovanni degli Eremiti
- La Chiesa di Santa Maria dell'Ammiraglio o della Martorana
- La Chiesa di San Cataldo
- La Cattedrale
- La Zisa
- Il Ponte dell'Ammiraglio

Altri complessi architettonici con caratteristiche e tracce arabo normanne non rientrano formalmente nel sito seriale UNESCO, non rispondendo interamente ai suoi criteri: la Cuba Soprana, inglobata dalla settecentesca Villa di Napoli, la Cubula, la Cappella di S. Maria l'Incoronata, San Giovanni dei Lebbrosi, la Chiesa dei Vespri, la Chiesa di Santa Cristina la Vetere, il Palazzo dell'Uscibene, i Qanat e i Bagni di Cefalà Diana.

### Monumenti nazionali
Quattro beni monumentali sono riconosciuti e tutelati come monumenti nazionali:
- La casa natale di Francesco Ferrara (r.d. n. 860 del 18/03/1928)
- La Chiesa di Santa Maria dell'Ammiraglio (nota come Chiesa della Martorana) (r.d. del 15/08/1869)
- La Chiesa di San Giovanni degli Eremiti (r.d. del 15/08/1869)
- La Chiesa di Santa Maria Maddalena (r.d. n. 462 del 14/07/1891)

### Architetture religiose
All'interno del Palazzo dei Normanni si trova la sontuosa Cappella Palatina, fatta costruire da Ruggero II dopo l'incoronazione avvenuta nel 1130. 

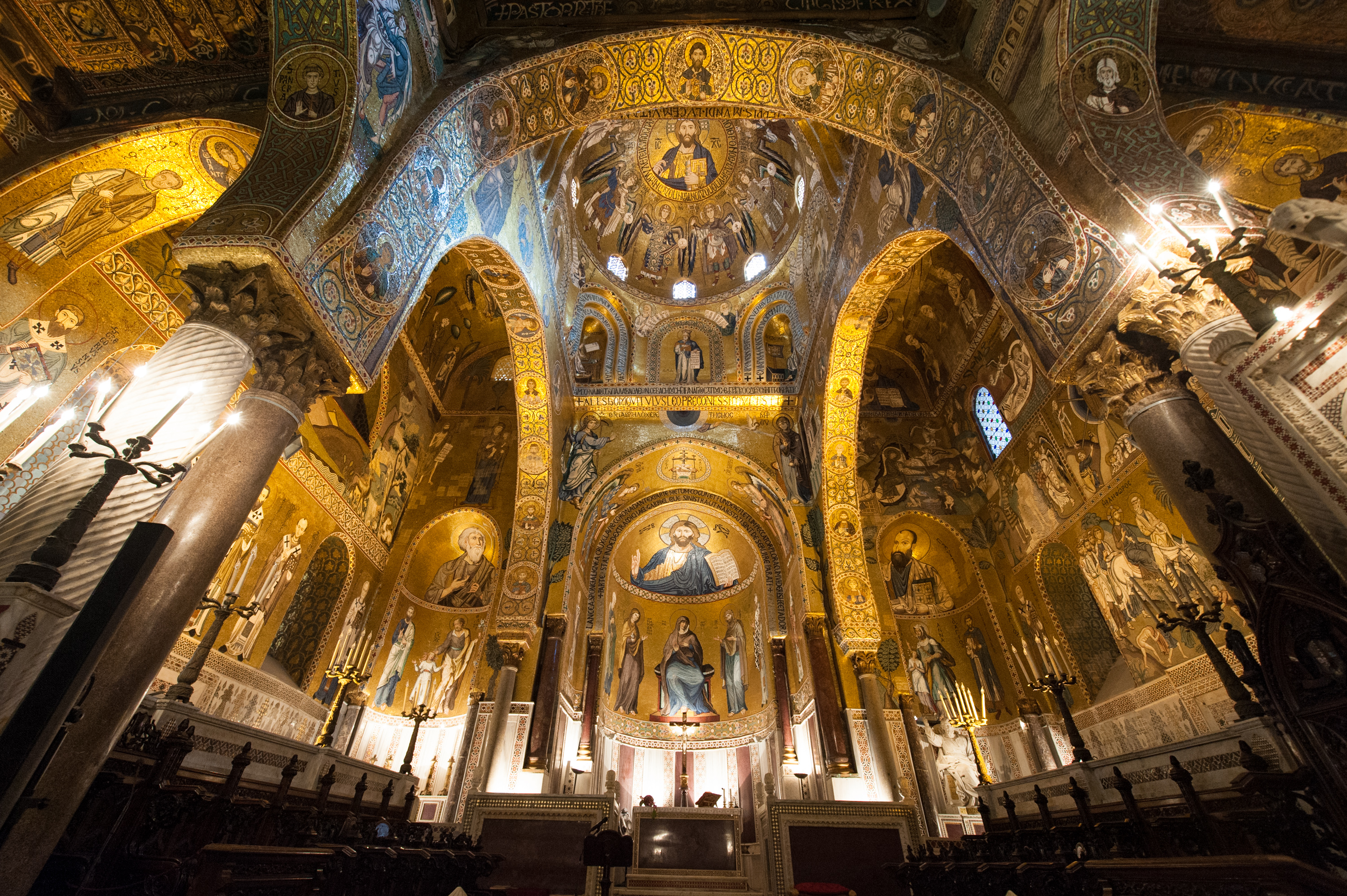
Cappella Palatina

 Essa rappresenta una straordinaria sintesi di forme architettoniche latine, mosaici bizantini e muqarnas islamiche considerate tra le massime espressioni dell'arte iranica e fatimida. Vicino è ubicata la chiesa di San Giovanni degli Eremiti; con le sue cupole rosse (dipinte così nel XIX secolo) è diventata uno dei simboli della città. Notevoli anche la chiesa della Martorana dalla ricchissima decorazione a mosaico del più puro stile bizantino, la chiesa di San Cataldo 

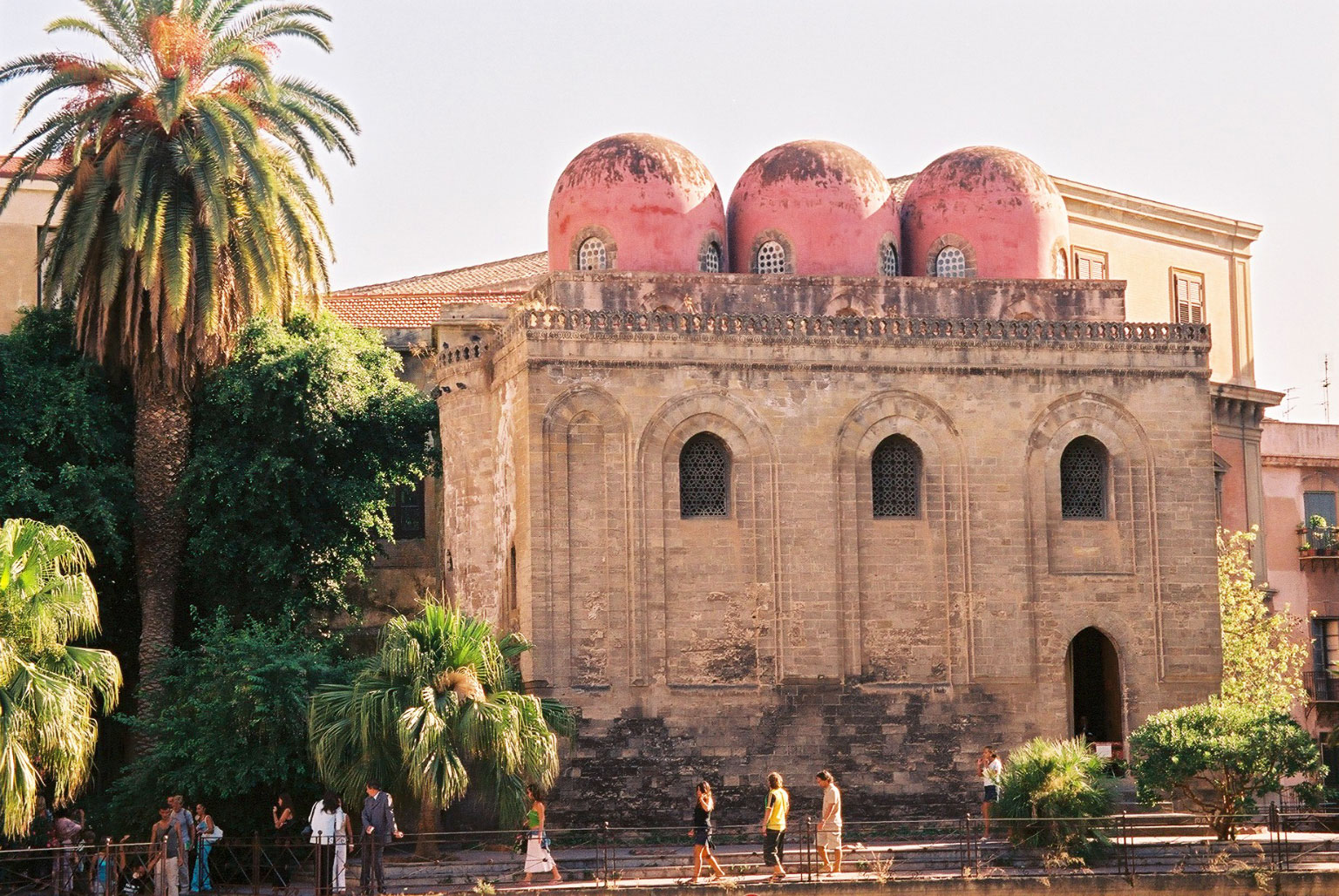
Chiesa di San Cataldo

 del 1160, dalla facciata tripartita sormontata da grosse cupole realizzate su tamburo e la basilica La Magione, conosciuta anche come chiesa della Santissima Trinità, che presenta una pianta a forma basilicale a tre navate, sorrette da colonne; mentre internamente la costruzione si presenta molto squadrata e movimentata da una serie di archi ogivali, tipici dell'architettura normanna, che girano intorno alla chiesa.

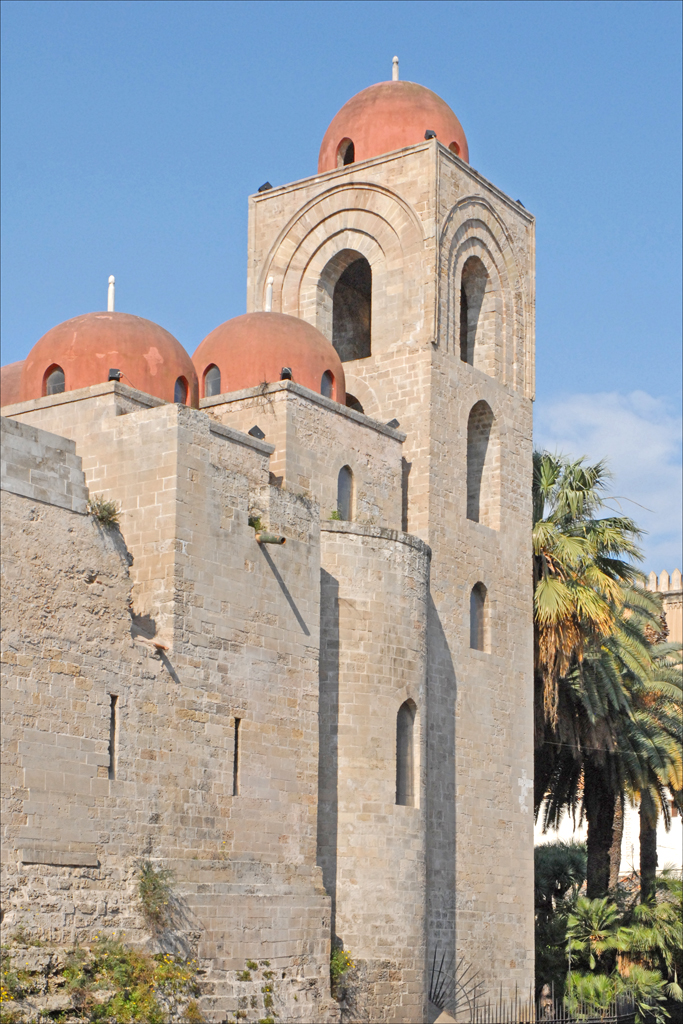
La Chiesa di San Giovanni degli Eremiti

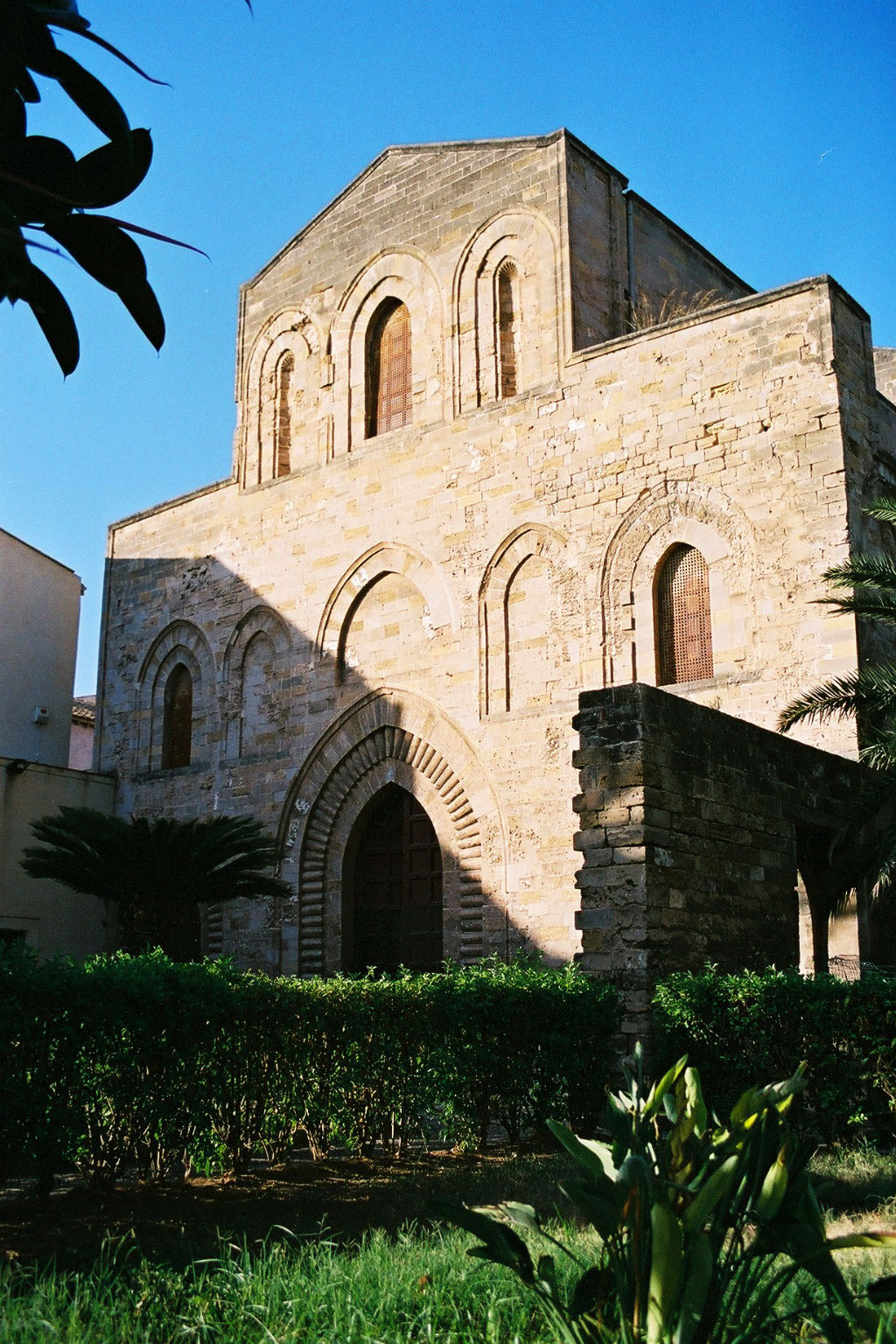
Basilica della Santissima Trinità del Cancelliere, detta La Magione

Sul Càssaro, oggi Corso Vittorio Emanuele II, si affaccia lo splendido complesso della cattedrale, eretta nel 1185 su un'area pianeggiante precedentemente occupata da una moschea araba.
La commistione artistica presente nell'edificio, sembra ripercorrere l'intera storia cittadina, con un portale laterale e delle torrette campanarie in stile gotico trecentesco, una facciata principale quattrocentesca, un'abside con decorazioni arabo-normanne, una cupola e cupolette laterali tardo barocche e numerosi inserzioni neogotiche dei primi anni del XIX secolo tra cui le parti basse del prospetto meridionale (oltre al nuovo transetto) e il gruppo di campanili sul Palazzo Arcivescovile di Emmanuele Palazzotto.
Per restaurare e rimodernare la basilica, l'interno venne ricostruito in stile neoclassico alla fine del XVIII secolo. Vi sono conservati i sarcofagi di Federico II, Ruggero II, Arrigo VI, Costanza d'Altavilla e Costanza d'Aragona, oltre alla corona d'oro di Costanza di Sicilia, preziosi ornamenti e gioielli reali esposti nel tesoro della Cattedrale. La torre più imponente della cattedrale ospita 8 campane ambrosiane.

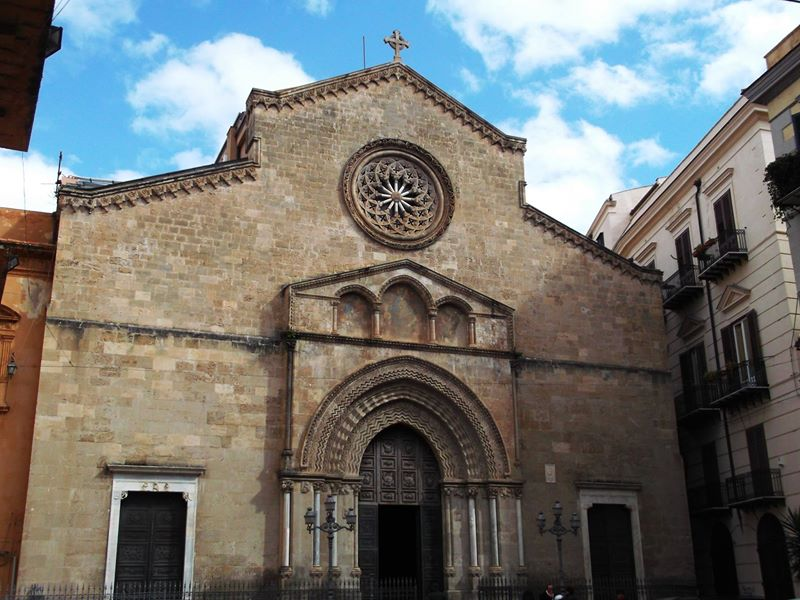
Basilica di San Francesco d'Assisi

Nell'arco del XII e XIII secolo, in maniera particolare durante la dominazione angioina, in città si sviluppò lo stile architettonico del gotico, di cui sono esempi: la chiesa di San Francesco d'Assisi, con sovrapposizioni di linguaggi artistici diversi, tanto che in età barocca l'edificio, al suo interno, venne ricoperto da stucchi e affreschi da Pietro Novelli e nel 1723 Giacomo Serpotta adornò i pilastri con le statue delle Virtù.
Appartengono al periodo compreso tra la fine del XV e gli inizi del XVI secolo la chiesa della Gancia, la chiesa di San Francesco di Paola, la chiesa di Santa Maria della Catena, e la chiesa di Santa Maria la Nova.
Tra le chiese barocche sono degne di menzione: la chiesa del Santissimo Salvatore; la chiesa della Madonna dei Rimedi; la chiesa di Santa Caterina; la chiesa di San Matteo al Cassaro, che conserva le spoglie di Giacomo Serpotta e Vito D'Anna; la chiesa dell'Immacolata Concezione al Capo, con un interno straordinariamente ricco di decorazione marmorea policroma; la chiesa di San Giuseppe dei Teatini, di cui una delle facciate costituisce uno dei quattro prospetti architettonici dell'Ottagono del Sole; la chiesa del Gesù o Casa Professa, rivestita al suo interno da bassorilievi marmorei posti sulla tribuna e Putti, tutti su modelli di Giacomo Serpotta, esperto in "barocco sacro".

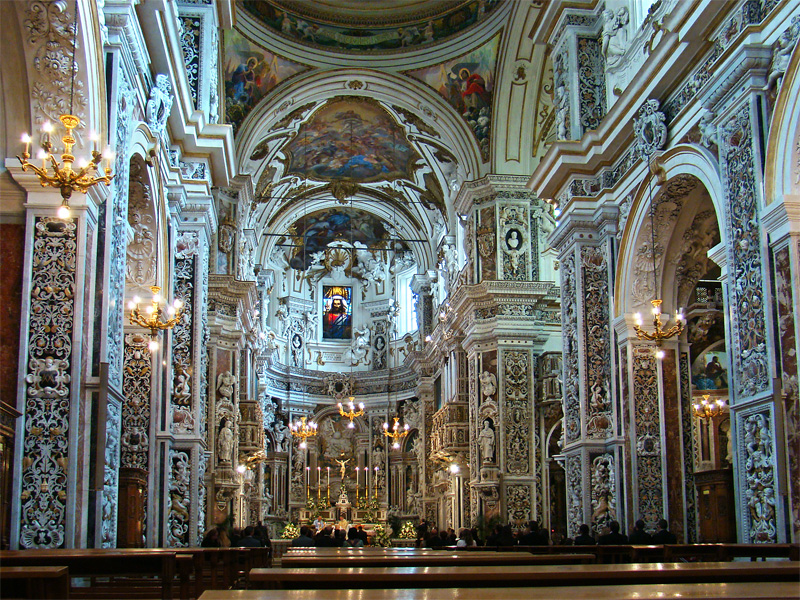
Interno della chiesa del Gesù, detta Casa Professa

 La chiesa di San Domenico, con il caratteristico fronte formato da un telaio di colonne, di dimensioni maggiori di quelle della Cattedrale stessa, maestosa e dalla facciata sgargiante domina l'omonima piazza, con al centro la colonna dell'Immacolata, creando così una grande sintonia tra piazza e facciata della chiesa. Dalla metà del XIX secolo la chiesa è adibita a Pantheon dei siciliani illustri.

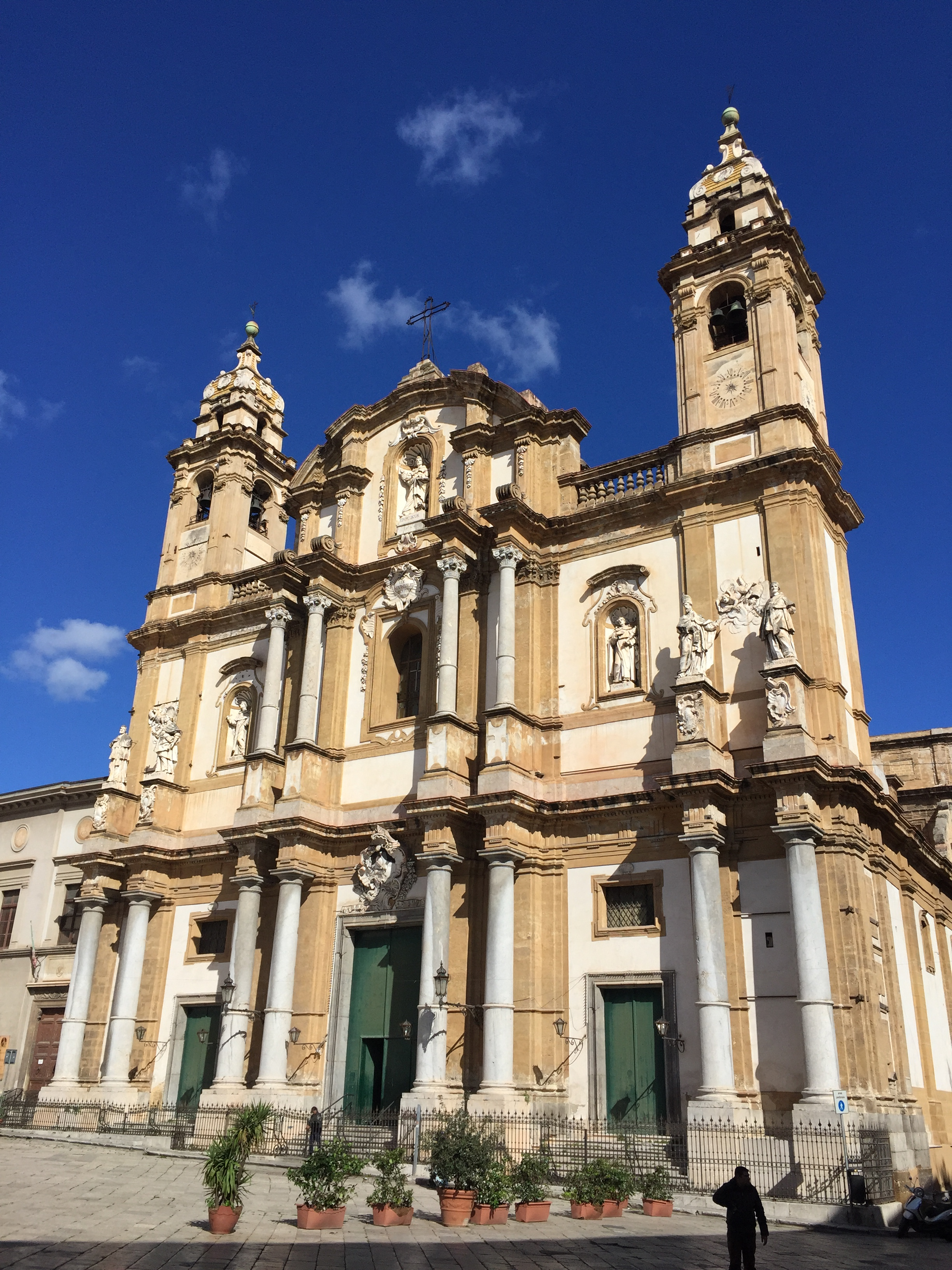
Chiesa di San Domenico

La seicentesca chiesa del Carmine Maggiore, nello storico quartiere Albergheria, è una basilica a croce latina con tre navate, sorretta da 12 colonne in pietra di Billiemi con capitelli dorici, e una splendida cupola, costruita nel 1680, ricca di elementi scultorei e completamente rivestita nella parte esterna da maioliche smaltate con colori, che richiamano lo stile arabo, unica nel suo genere non solo a Palermo, ma in tutta la Sicilia.
Una menzione a parte merita la chiesa di Santa Maria dello Spasimo, costruita a partire dal 1509, dove era conservato lo Spasimo di Sicilia: è un suggestivo teatro all'aperto e vi si allestiscono spesso mostre ed eventi. Ospita inoltre gli uffici della Fondazione The Brass Group, il Museo del jazz, la Scuola Popolare di Musica, il Ridotto, denominato anche Blue Brass e la Scuola Europea d'Orchestra Jazz.
Un particolare interesse ha il santuario di Santa Rosalia sito sul Monte Pellegrino, costruito nel 1626 in una grotta, già sede di un santuario dedicato a Tanit, e presunto luogo di ritrovamento del corpo di Santa Rosalia, patrona principale della città.

### Architetture civili

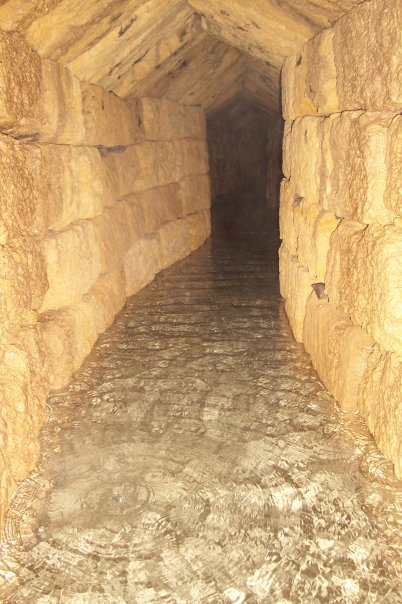
Qanat Gesuitico Basso

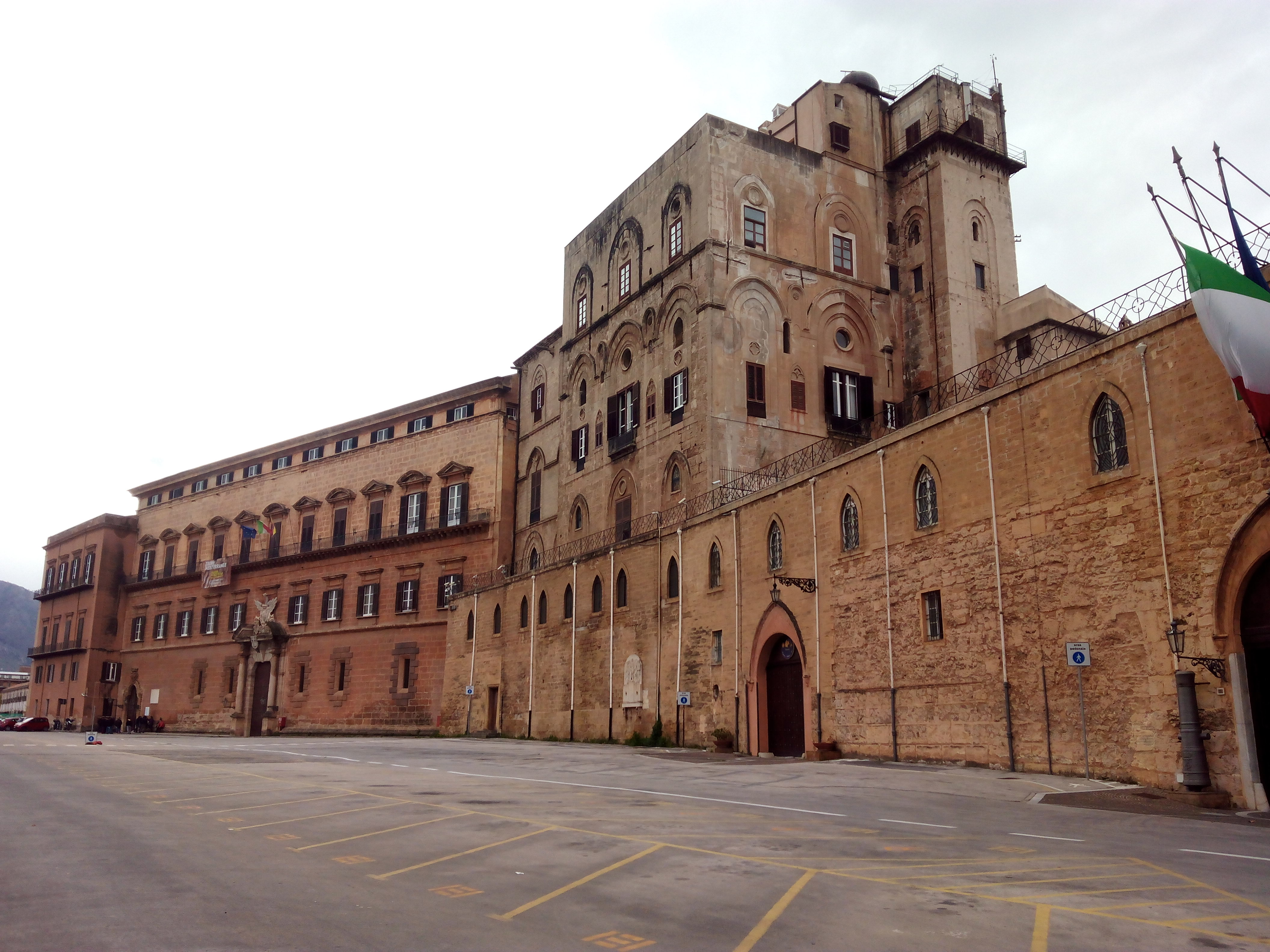
Palazzo dei Normanni, sede del Parlamento siciliano

Di particolare interesse sono i Qanat, imponente opera di ingegneria idraulica costruita nel sottosuolo della città a cavallo tra la dominazione araba e il periodo normanno. Al periodo normanno risalgono diversi castelli e palazzi costruiti dai sovrani normanni. Fra questi ricordiamo il Palazzo dei Normanni, la più antica residenza reale d'Europa, dimora dei sovrani del Regno di Sicilia e sede imperiale di Federico II e Corrado IV, oggi sede dell'Assemblea Regionale Siciliana; e le residenze di villeggiatura: il Palazzo della Zisa 

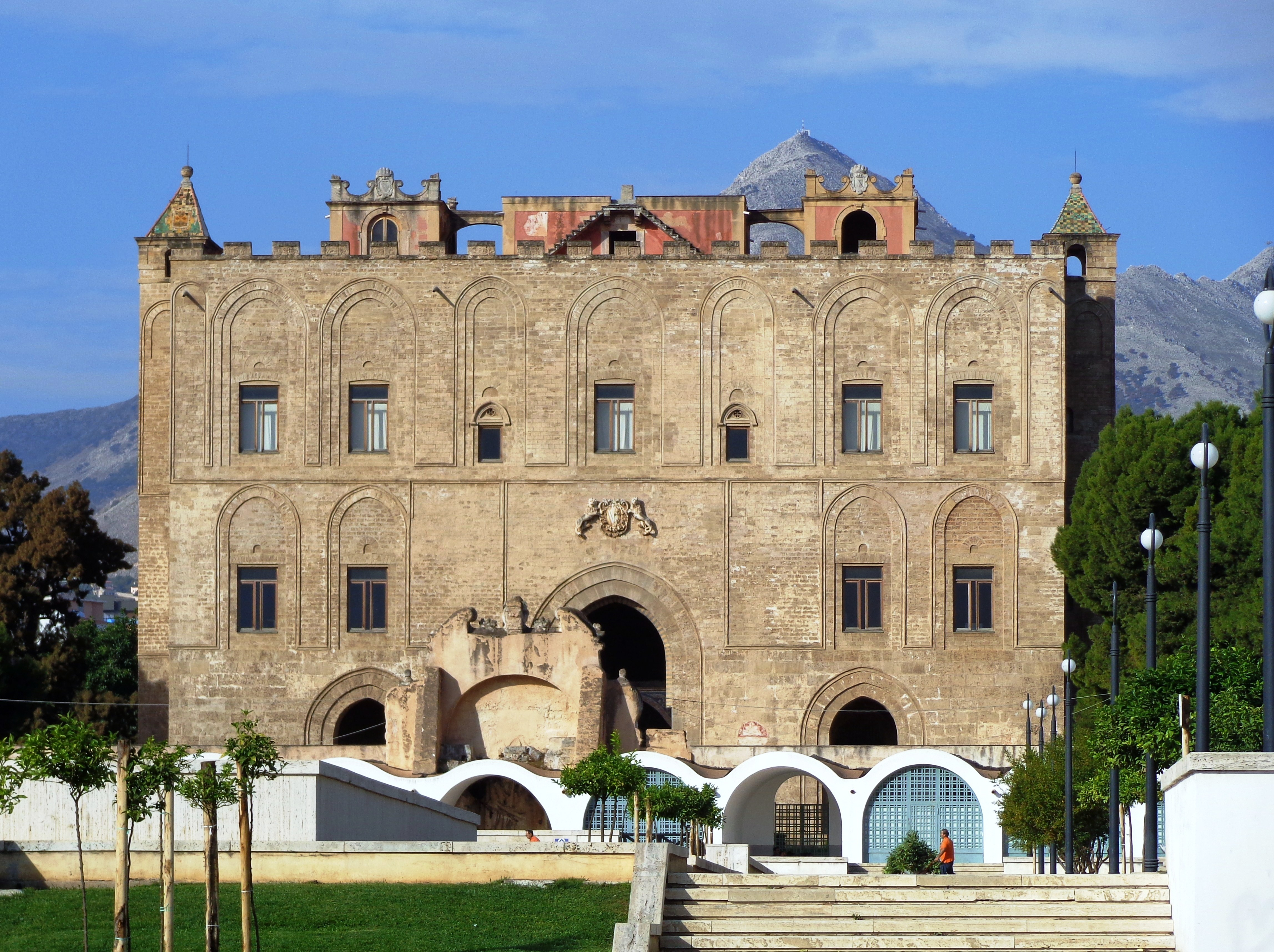
La Zisa: Facciata

 e il suo sistema di fontane; il Palazzo della Cuba; il castello di Maredolce, sito all'interno del Parco della Favara; il Castello dell'Uscibene.

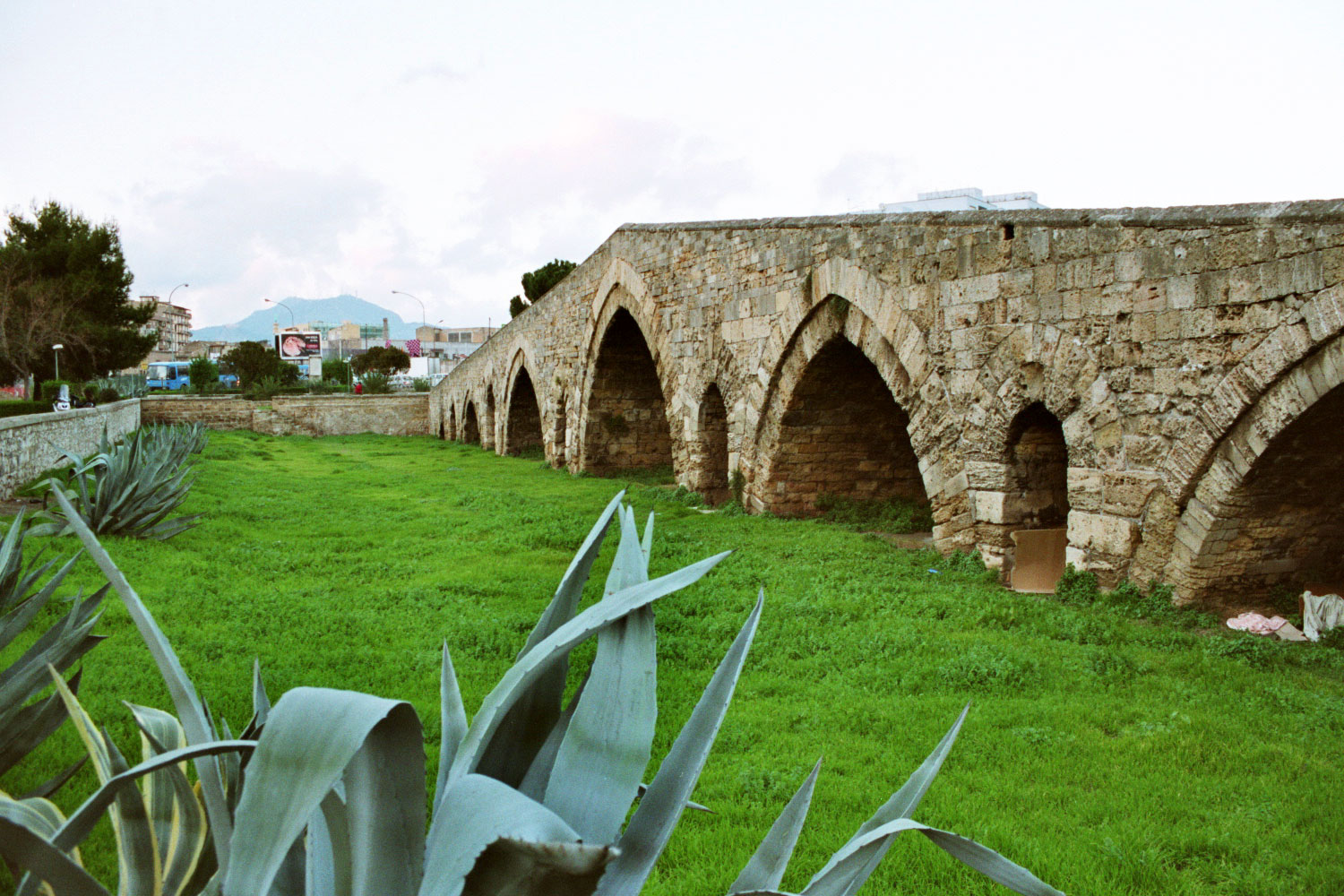
Ponte dell'Ammiraglio

 Agli edifici arabo-bizantino-normanni va affiancato il Ponte dell'Ammiraglio, del 1131, a dodici archi. Durante il dominio aragonese, la città si arricchisce di pregevoli palazzi nobiliari e chiese caratterizzati da un tipico gotico proveniente dal Regno di Aragona e dalla contea di Catalogna (il gotico catalano). Il Palazzo Sclafani, del 1330, costruito dal conte di Adernò (Adrano) Matteo Sclafani. 

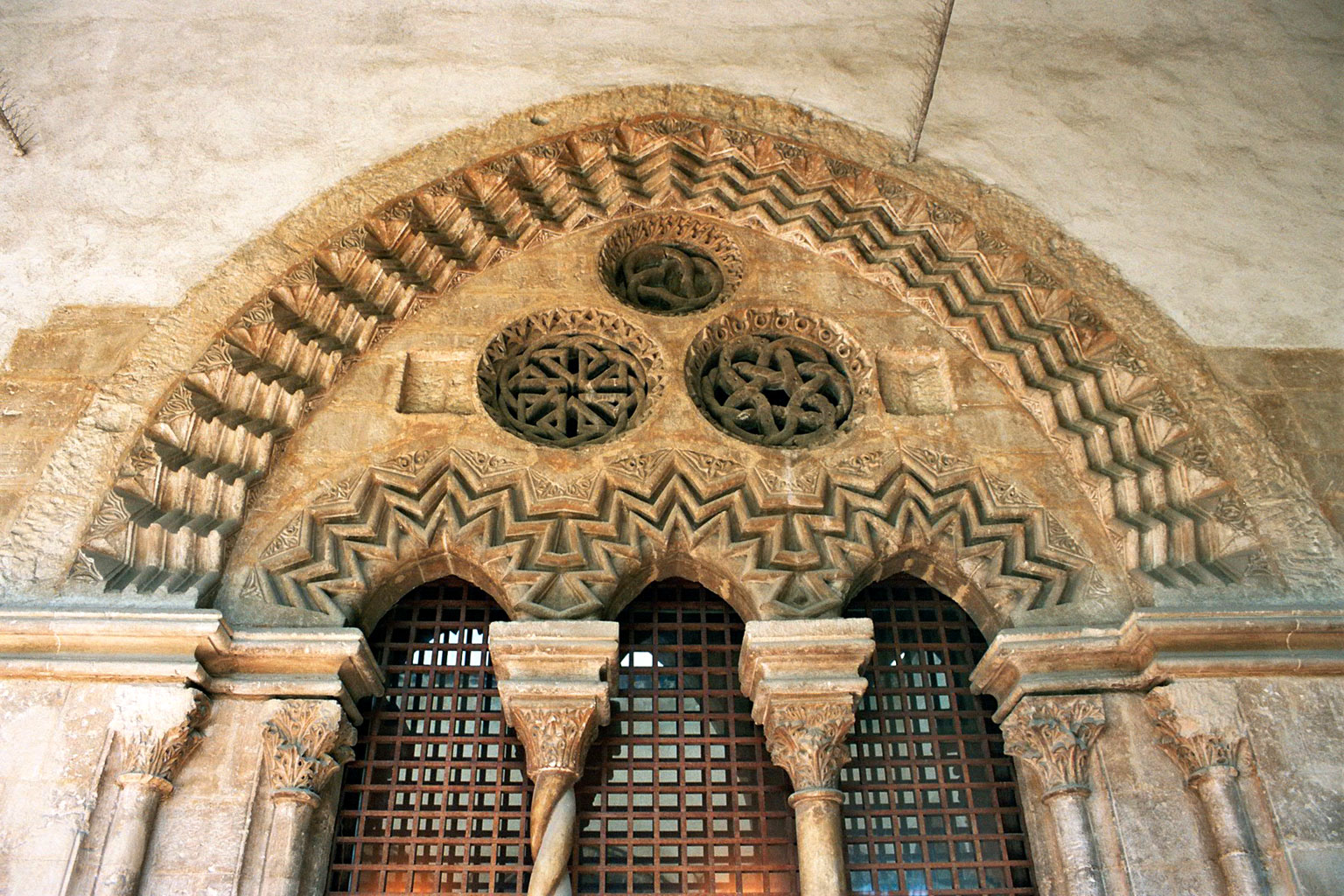
Particolare della facciata di Palazzo Chiaramonte-Steri

Coevo è Palazzo Chiaramonte detto Steri, in piazza Marina, già sede e carcere dell'inquisizione e attualmente sede del rettorato palermitano. Il Palazzo Conte Federico è uno dei più antichi edifici di Palermo. La sua torre arabo-normanna, denominata Torre di Scrigno, è infatti datata al XII secolo. Del 1473 è palazzo Alliata di Pietratagliata; mentre risale al 1490 la costruzione del Palazzo Ajutamicristo, noto per gli sfarzosi interni.

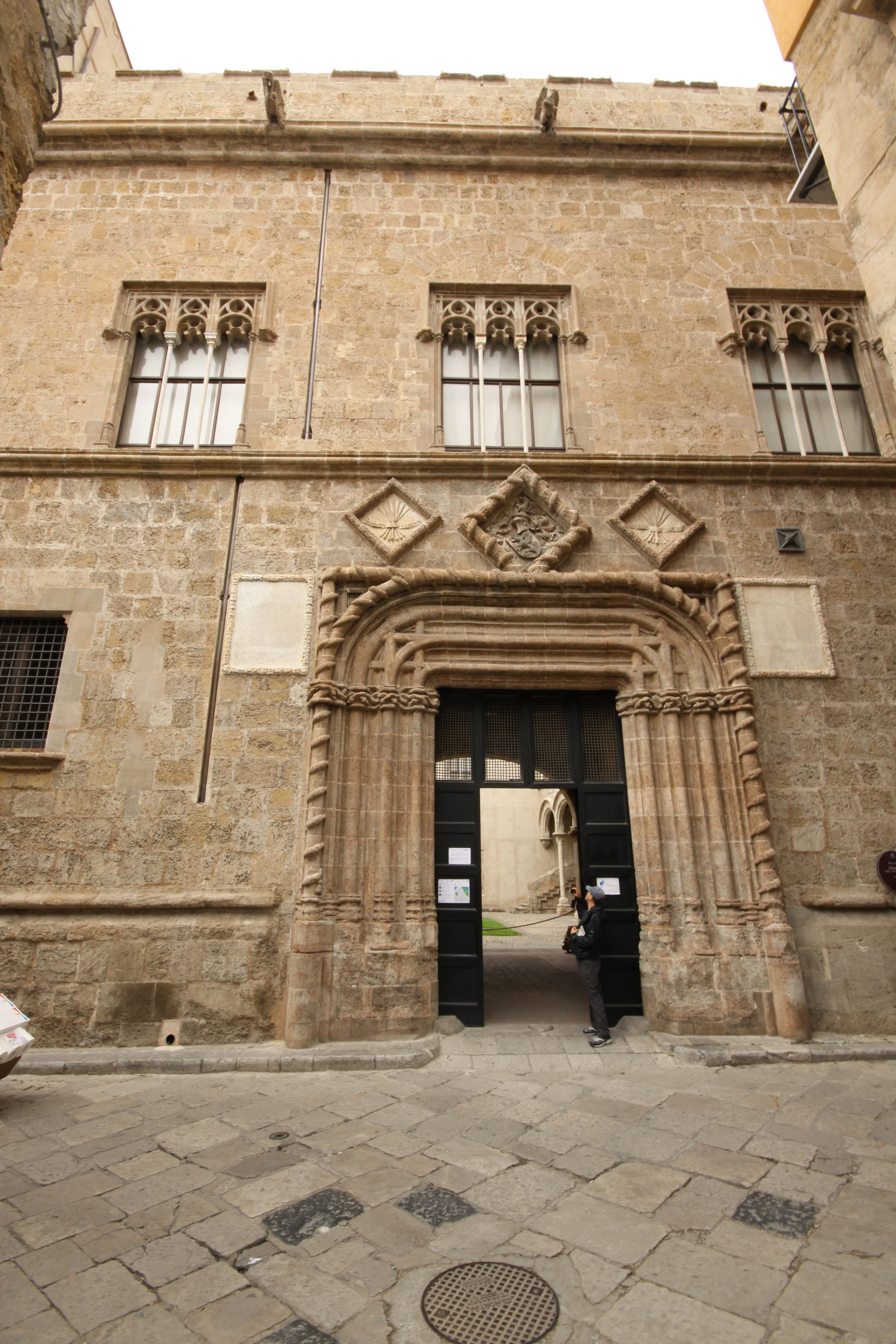
Portale gotico di Palazzo Abatellis

 Nel 1495 venne edificato in stile catalano il Palazzo Abatellis: ospita la Galleria Regionale d'arte Moderna e Medievale. Pure tardo quattrocentesco è Palazzo Bonet, sede della GAM di Palermo.
Tra i numerosi edifici cinquecenteschi vanno menzionati: il Palazzo Alliata di Villafranca, situato nella scenografica Piazza Bologni; il Palazzo Scavuzzo; il Palazzo Castrone-Santa Ninfa; il Palazzo Branciforte; il Palazzo Bordonaro; il nucleo originario di Palazzo Bonocore, tra gli edifici che fanno da cornice a Piazza Pretoria.

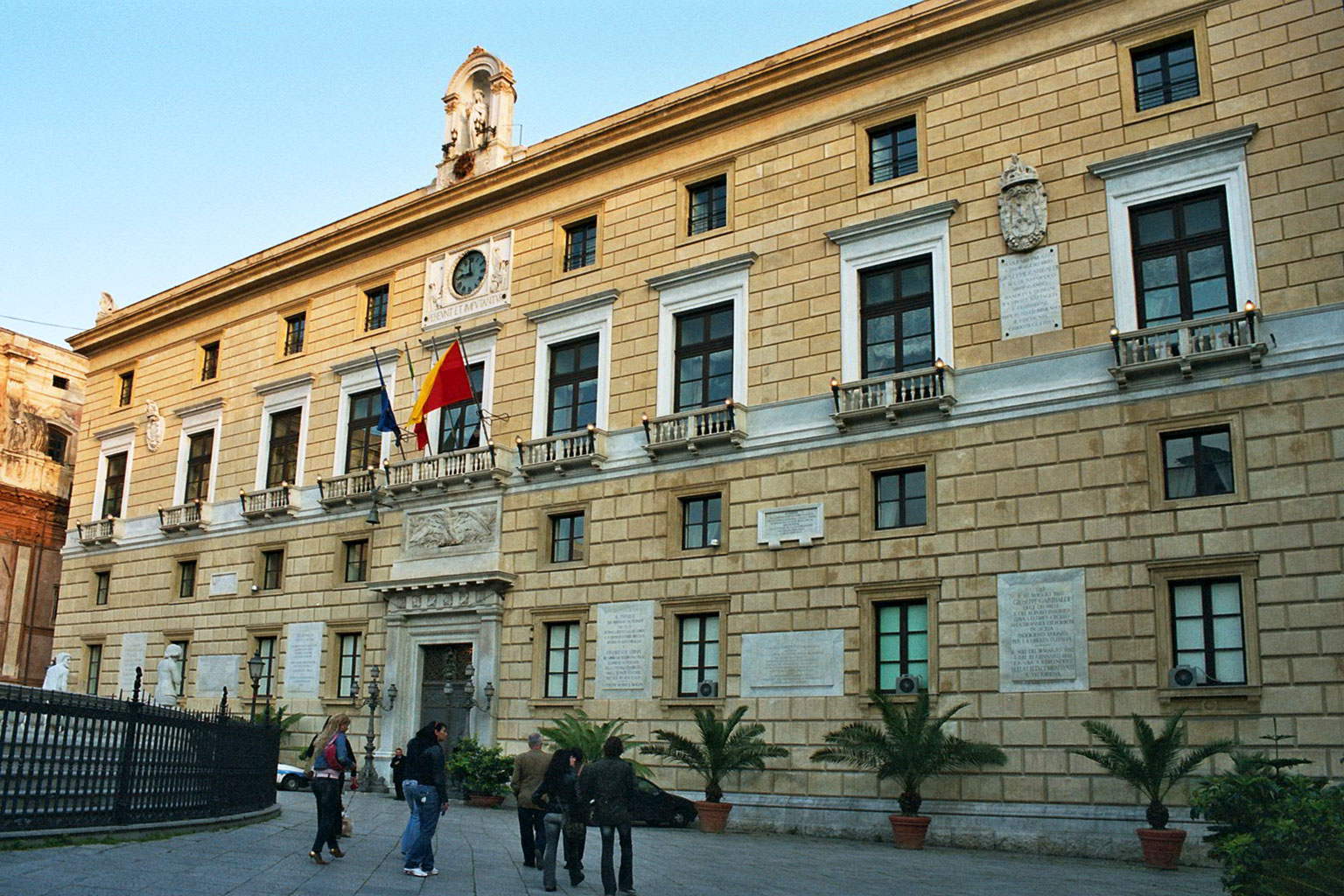
Palazzo Pretorio detto anche Palazzo delle aquile

Nel 1583 fu eretta la Porta Nuova. La versione esistente risale al 1669 ed è caratterizzata da una copertura a piramide ricoperta di maioliche colorate. Tra le tante testimonianze della Palermo barocca anche Palazzo Asmundo.
Palazzo Mirto con parti risalenti al XIII secolo, ma terminato tra la fine del Cinquecento e l'inizio del Seicento, è arredato con opere d'arte che vanno dal XVII al XIX secolo. Del Seicento è anche il Loggiato San Bartolomeo, adiacente a Porta Felice.

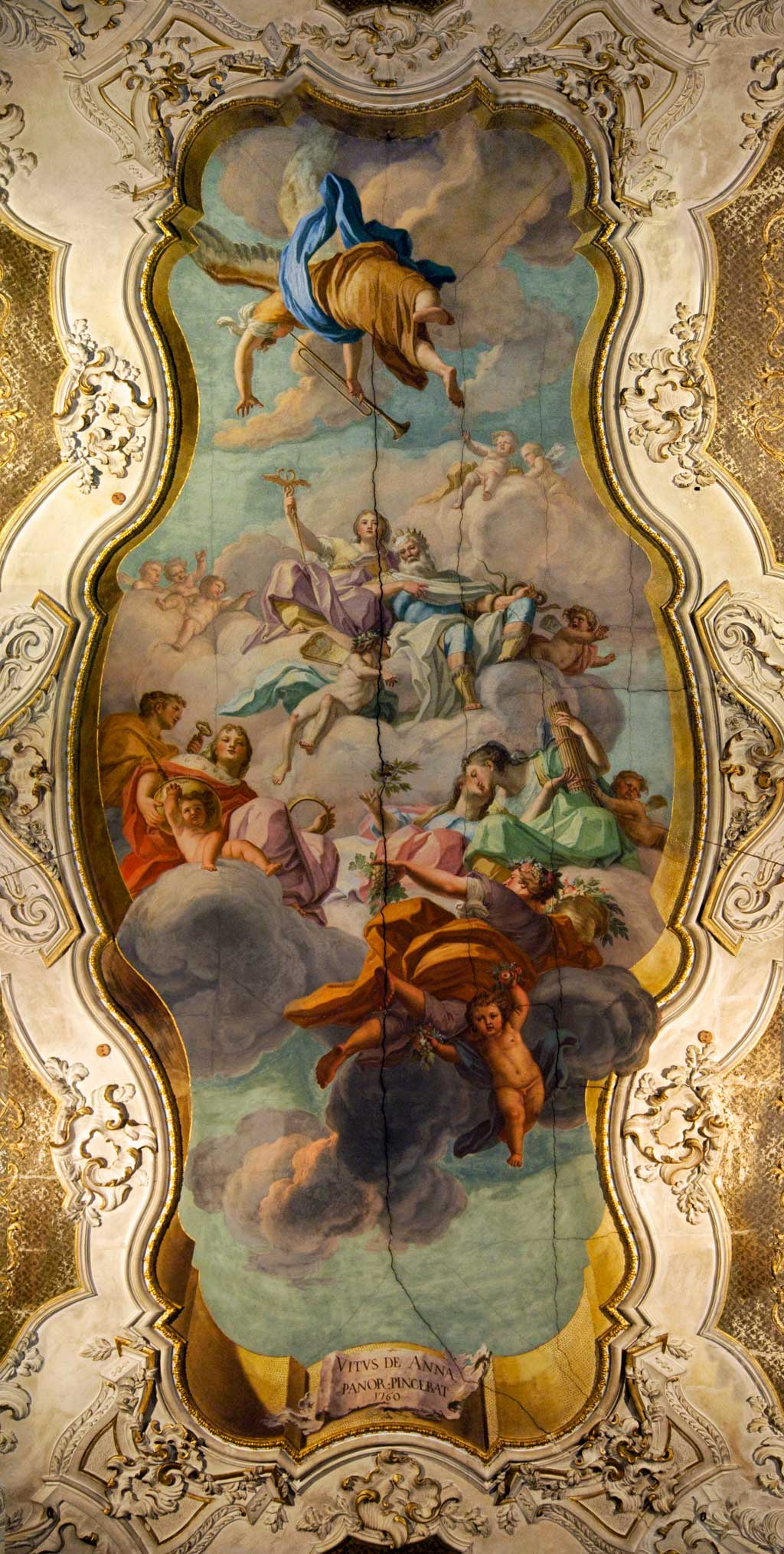
Vito D'Anna, Apoteosi di Palermo, 1760

Palazzo Isnello con una facciata post-barocca al suo interno ospita l'Apoteosi di Palermo, di Vito D'Anna, una delle otto rappresentazioni iconiche del Genio di Palermo. Palazzo Comitini, sitoin via Maqueda e già sede della Provincia Regionale di Palermo, presenta interni ricchi di stucchi, soffitti affrescati e opere d'arte, tra cui due tele di Renato Guttuso. Il Palazzo Valguarnera-Gangi, noto per essere stato scelto dal regista Luchino Visconti come set di una delle più affascinanti scene della celebre pellicola Il Gattopardo: la scena della festa e del ballo, è una delle più importanti dimore nobiliari della Sicilia. Completato nel 1784, Palazzo Riso, è un esempio del passaggio dallo stile tardo Barocco siciliano al Neoclassicismo per opera di Giuseppe Venanzio Marvuglia.
Nel XVIII secolo la zona limitrofa della città muta considerevolmente per il sorgere di numerose ville neoclassiche.
Tra esse vanno ricordate: la maestosa Villa Belmonte all'Acquasanta, realizzata da Giuseppe Venanzio Marvuglia in stile neoclassico; nonché Villa Niscemi, Villa Malfitano Whitaker, Villa Trabia, Villa Camastra, Villa Boscogrande, Villa Lampedusa, Villa Raffo.
Neoclassici sono i due Palchetti della Musica: il primo del 1844, sito nella spianata del Foro Italico, progettato per ospitare i concertini domenicali da Domenico Lo Faso Pietrasanta e da Carlo Giachery; il secondo, del 1875, sito in Piazza Castelnuovo, voluto dalla famiglia Ingham.
Tra la fine del Settecento e il 1814 nasce il Palazzo d'Orléans, oggi sede della Presidenza della Regione Sicilia.

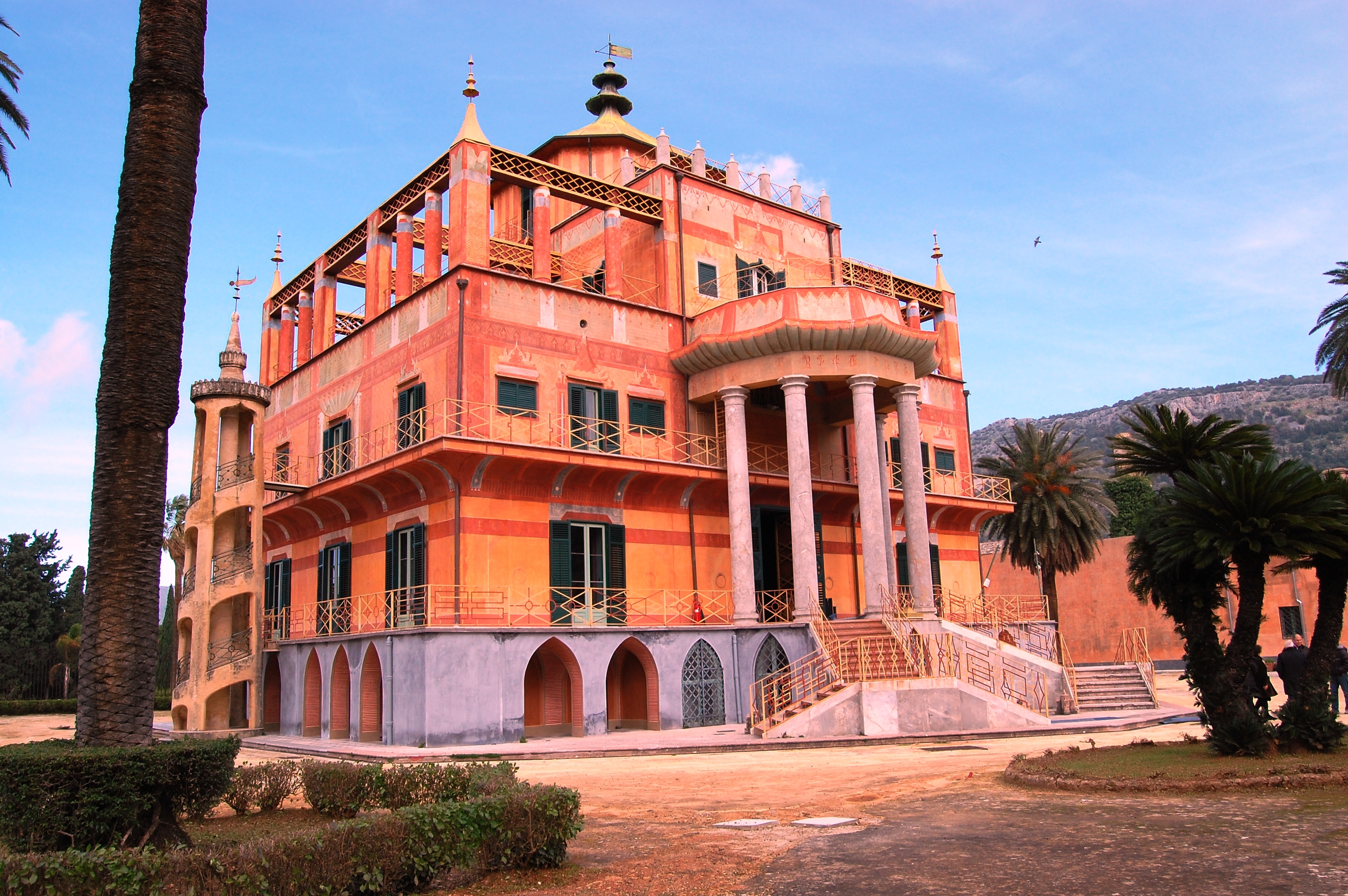
La Palazzina Cinese all'interno del Parco d'Orléans

Particolarmente originale è la Palazzina Cinese di Giuseppe Venanzio Marvuglia, dimora di villeggiatura di Ferdinando IV, che unisce i canoni dell'architettura neoclassica con l'eclettismo del tempo di ispirazione orientale.
All'inizio del XX secolo, la città comincia a estendersi fuori le mura verso nord, soprattutto lungo una nuova strada chiamata via Libertà. In questo quartiere vengono costruite numerose ville e palazzi in stile eclettico e liberty, da parte di molti architetti, tra i quali i fratelli Giovan Battista e Francesco Paolo Palazzotto, ed Ernesto Basile. La città mostra nuovi fermenti in più settori, quali l'economico, l'industriale, il culturale, l'artistico, l'architettonico, ecc., grazie anche all'intraprendenza di più famiglie, come i Florio, i Whitaker, i Sandron, i Ducrot, i Basile, i Rutelli, gli Utveggio, e altre. Si rinnova, dotandosi di nuovi ospedali, teatri, come il celebre Teatro Massimo, il Politeama Garibaldi, il Teatro Biondo e altri edifici pubblici. Il crollo economico della famiglia Florio, segnerà la fine di quest'epoca.

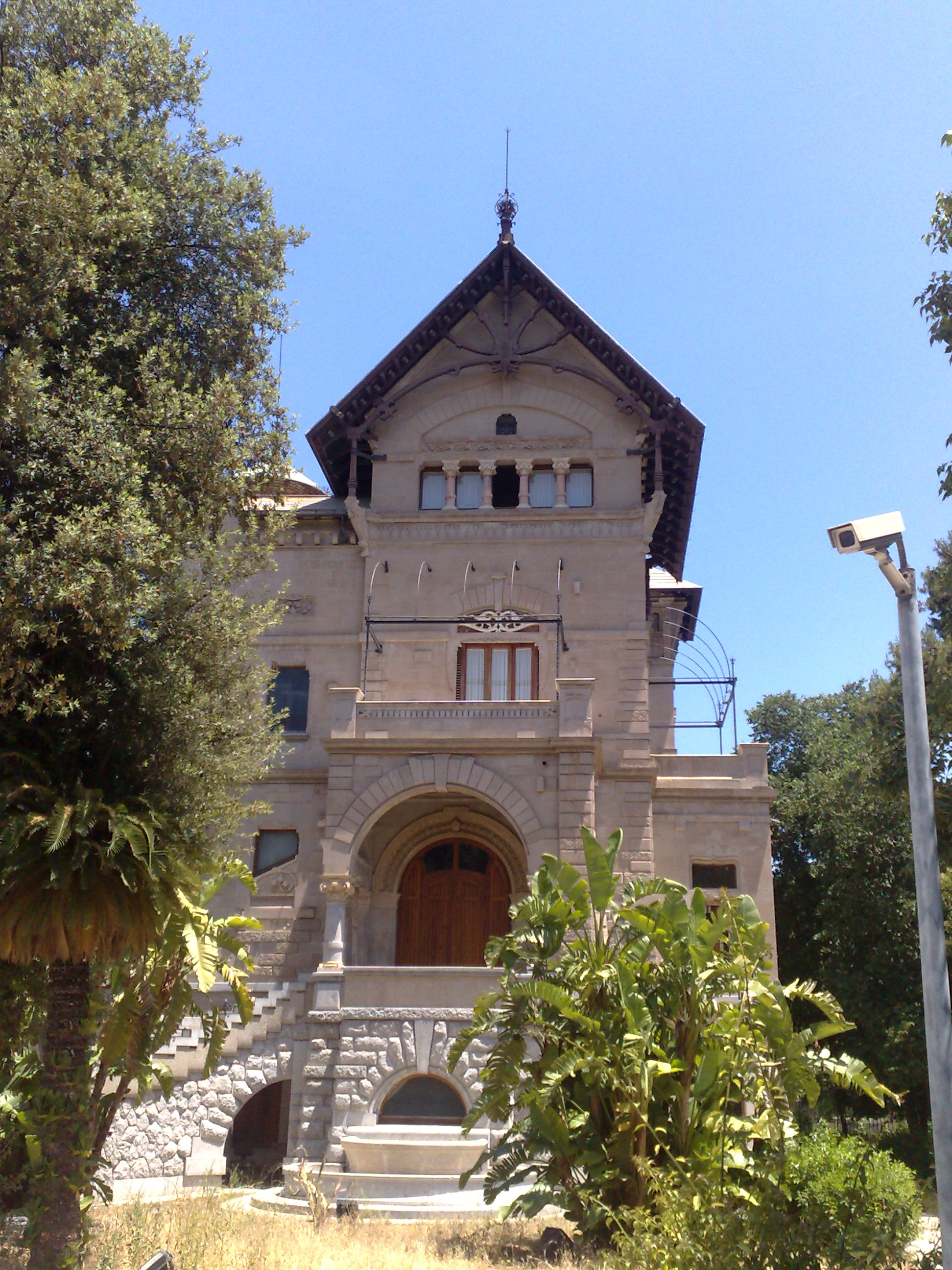
Il Villino Florio all'Olivuzza

Fra i molti villini liberty vanno ricordati il Villino Florio, che con il suo stile eclettico rappresenta un magnifico esempio dell'Art Nouveau, messa in luce da Ernesto Basile, e il Villino Favaloro, progettato dal padre Giovan Battista Filippo Basile. L'esempio più significativo di liberty a Mondello, che diventerà in breve tempo la spiaggia preferita dei palermitani, è lo stabilimento balneare, realizzato nel 1912.

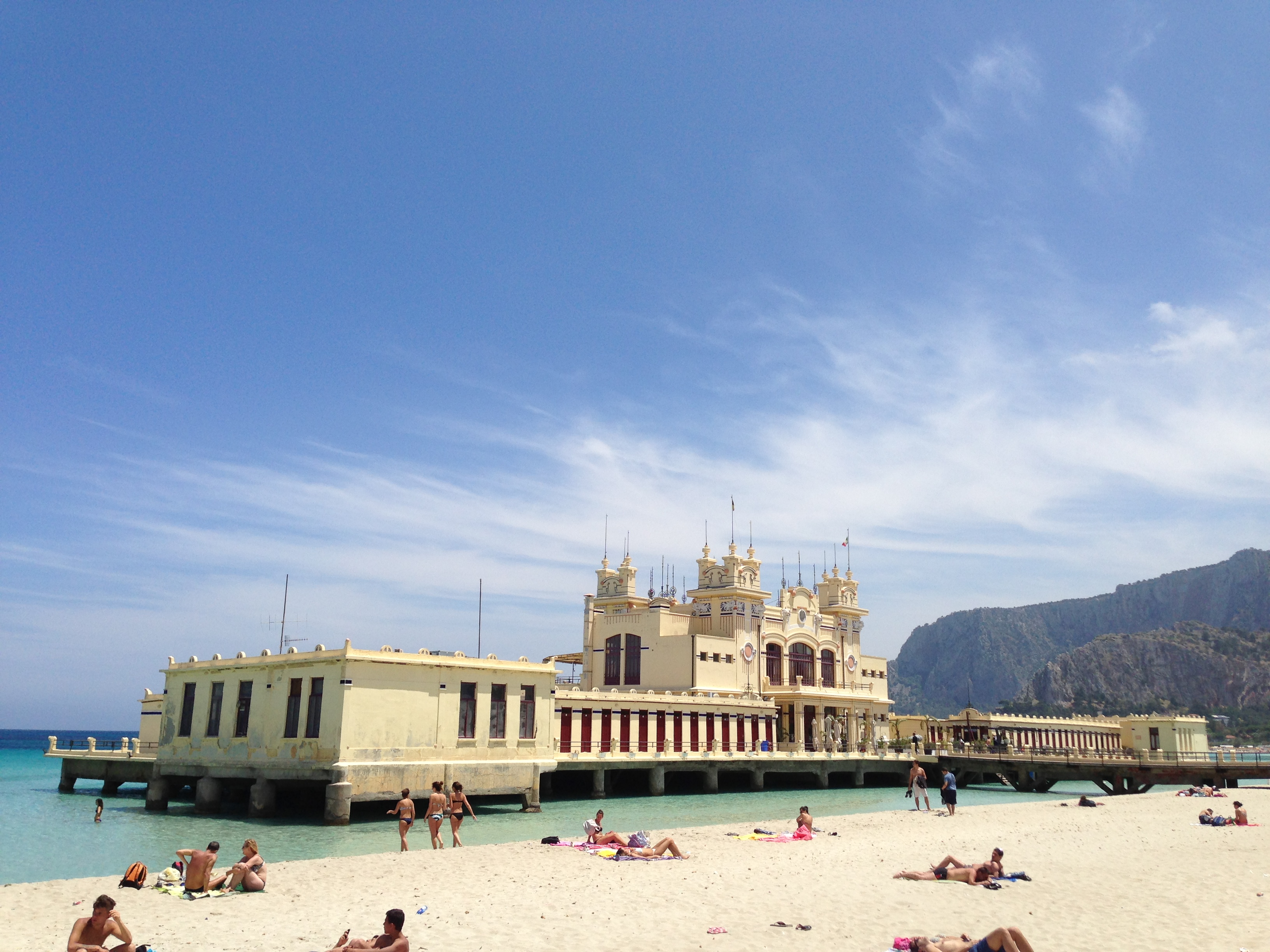
Lo stabilimento balneare di Mondello a palafitta sul mare

Durante l'epoca fascista l'architettura ufficiale, finalizzata all'esaltazione del regime vigente, assume connotati dall'aspetto maestoso, che si ispirano alla romanità e alla cultura latina, tipici del Neoclassicismo, spesso mescolati all'ondata della nuova corrente del Futurismo. Vengono costruiti importanti edifici pubblici quali: il Palazzo di Giustizia (progettato nel 1938 ma ultimato nel 1957 dagli architetti Gaetano ed Ernesto Rapisardi in puro stile razionalista italiano); in via Roma il Palazzo delle Poste e la casa del fascio, oggi Caserma dei Vigili del Fuoco, primi esempi di edifici in cemento armato in città. Degni di nota sono pure l'Ingresso monumentale di via Roma, la Sede del Banco di Sicilia in via Roma e la Casa del Mutilato. Viene pure edificato un quartiere di case popolari, il Littorio, in Via Libertà, con la tecnica dei muri portanti in mattoni di laterizi, estranei all'uso locale, che è rimasto il più razionale esempio di edilizia popolare in città.

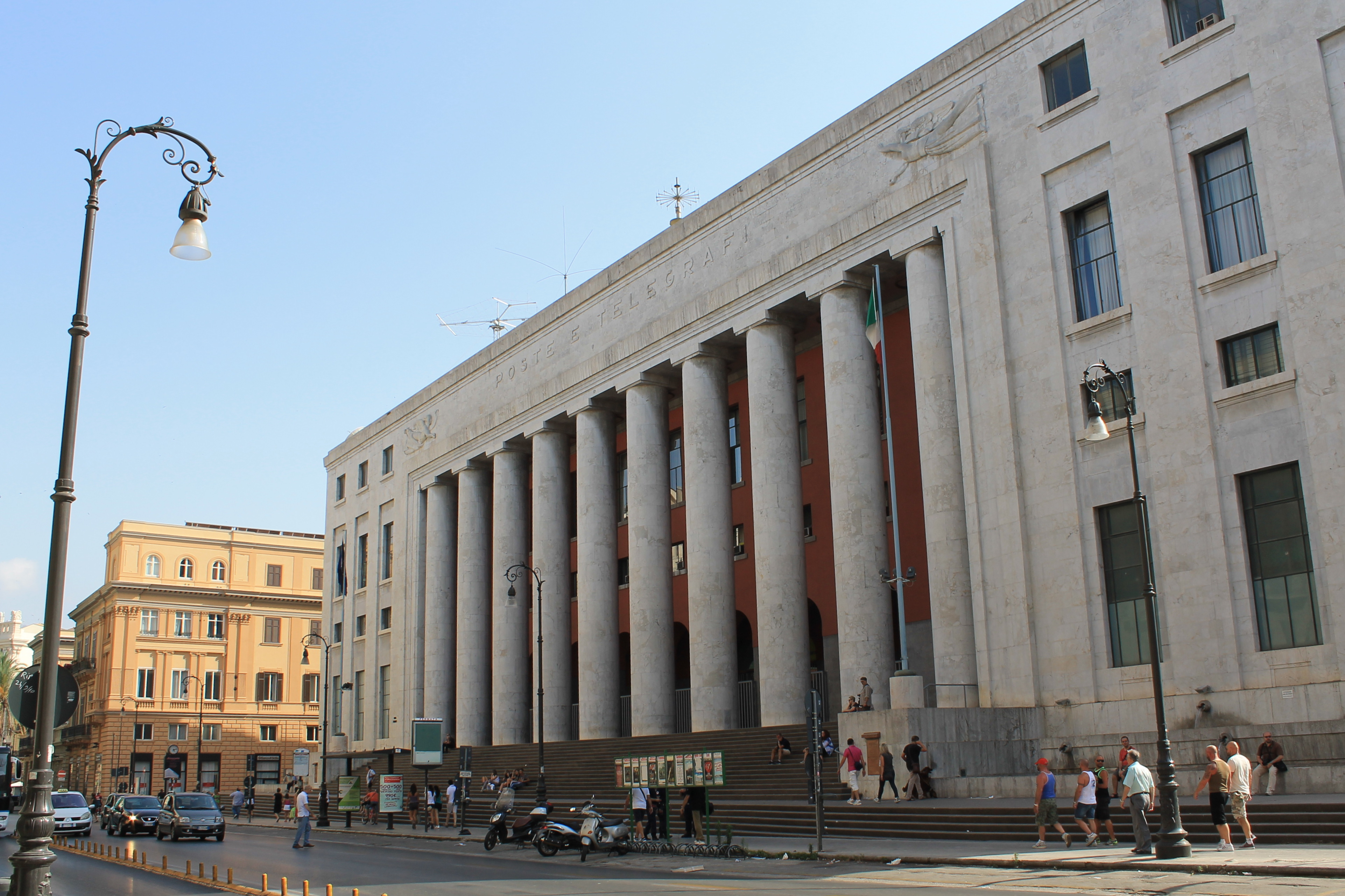
Il Palazzo delle poste

Durante gli anni successivi alla seconda guerra mondiale, a causa della devastazione della guerra, si è avuto l'abbandono da parte dei cittadini del centro urbano originario e lo spostamento verso le periferie, soprattutto verso nord nella "piana dei Colli". L'immigrazione dalla provincia ha determinato un boom della popolazione e, quindi edilizio, senza precedenti, che ha portato alla creazione nuovi quartieri residenziali, composti principalmente da palazzi in cemento armato. A partire dagli anni 50 vengono costruiti vari quartieri di edilizia pubblica residenziale, tra questi nella zona nord della città ZEN (Zona Espansione Nord) e ZEN2, mai completati e rimasti separati dal resto della città. A partire dagli anni 60 viene costruito il polo universitario di viale delle Scienze. 
Gli edifici più alti della città sono il Grattacielo Ina Assitalia (90 metri) nel centro della città in piazzale Ungheria; Torre Resuttana I (63 metri); Torre Resuttana II (60 metri) e Torre Sperlinga (59 metri). Altri edifici di interesse sono: il palazzo della sede dell'Enel del 1961, concepito da Giuseppe Samonà secondo i canoni del Brutalismo; Palazzo Amoroso e la sede della Banca Commerciale Italiana (oggi Intesa Sanpaolo), entrambe opere del celebre gruppo BBPR; la piscina olimpionica comunale, costruita tra il 1963 e 1970; la sede regionale della Rai, edificata nel 1980 e i postmoderni nuovi edifici del tribunale, progettati nel 1981, siti proprio dietro il Palazzo di Giustizia.

#### Mura e porte di Palermo

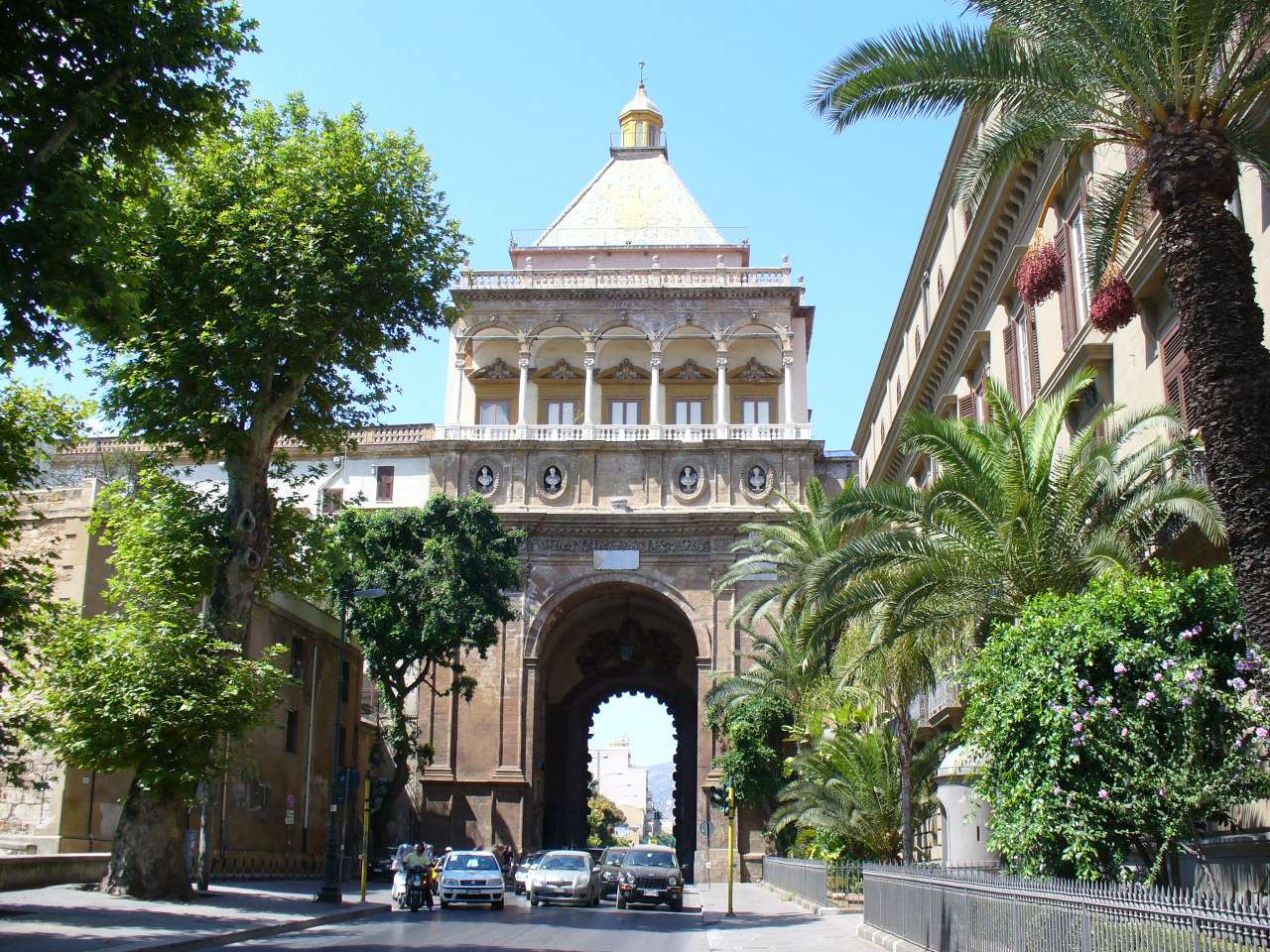
Porta Nuova

Le prime mura furono costruite nel periodo punico, poi ampliate dagli arabi e dai normanni. Tra gli altri reperti, sono visibili alcune porzioni della cinta bastionata cinquecentesca, che, fino alla fine del XVIII secolo, circondava il centro cittadino. In particolare, sono integri alcuni bastioni, porte urbane e piccoli tratti delle cinta murarie, che sono state risparmiate dall'urbanizzazione ottocentesca, oltre che alcune torri di avvistamento.
Di alcune porte sono rimasti solo i nomi. Tra le esistenti ricordiamo: la già citata porta Nuova del 1669; Porta Sant'Agata, costruita in pietra grezza e grossi blocchi di tufo, che presenta una fessura dalla tipica forma del periodo normanno.
L'ingresso più recente di epoca fascista in stile modernista: è l'ingresso monumentale di via Roma.
Lungo la costa, soprattutto quella settentrionale nei pressi delle borgate di Mondello e Sferracavallo, sono presenti alcune torri di avvistamento. Queste strutture difensive, sorte a partire dal tardo Medioevo, avevano lo scopo di avvisare la popolazione dell'arrivo dei pirati ed essendo collegate fra loro da un sistema di comunicazione basato su segnali di fumo, trasmettevano il segnale anche alle località vicine. Nell'entroterra sono visibili tracce di torri e bagli che rappresentavano delle residenze votate alla produzione agraria, ma anche delle strutture difensive e di osservazione.

### Piazze

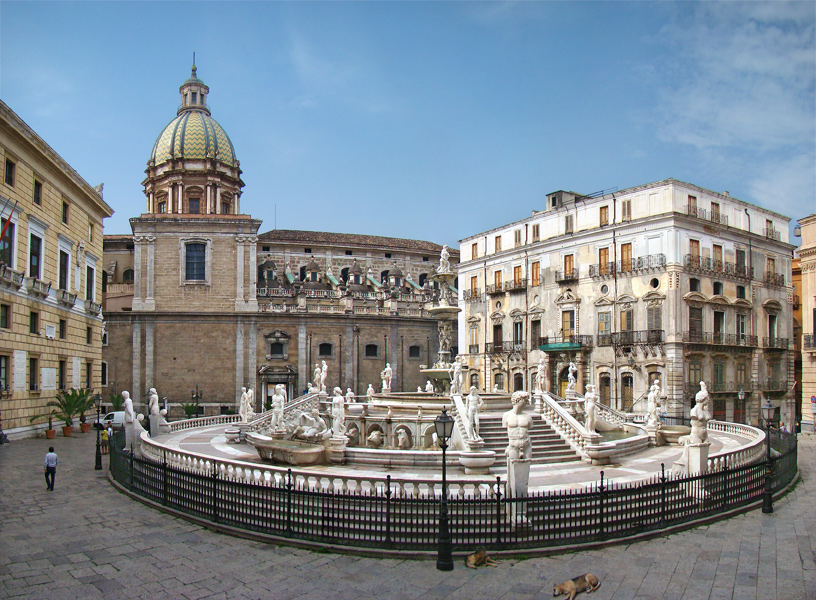
Piazza Pretoria

Piazza Pretoria, incorniciata dal Palazzo delle Aquile, la Chiesa di Santa Caterina, Palazzo Bonocore e, oltre la Via Maqueda, dal prospetto laterale della Chiesa di San Giuseppe dei Teatini, presenta al centro l'imponente fontana rinascimentale di Francesco Camilliani. 
L'incrocio tra via Vittorio Emanuele II (detto Cassaro) e via Maqueda crea la piazza ottagonale, che rappresenta il centro della città antica, Piazza Vigliena (detta anche teatro del sole), racchiusa da quattro prospetti architettonici (conosciuti come quattro canti). Le due strade formano la cosiddetta croce barocca che suddivide la città in quattro parti (detti mandamenti): Kalsa, La Loggia, Seralcadio, Albergheria. 

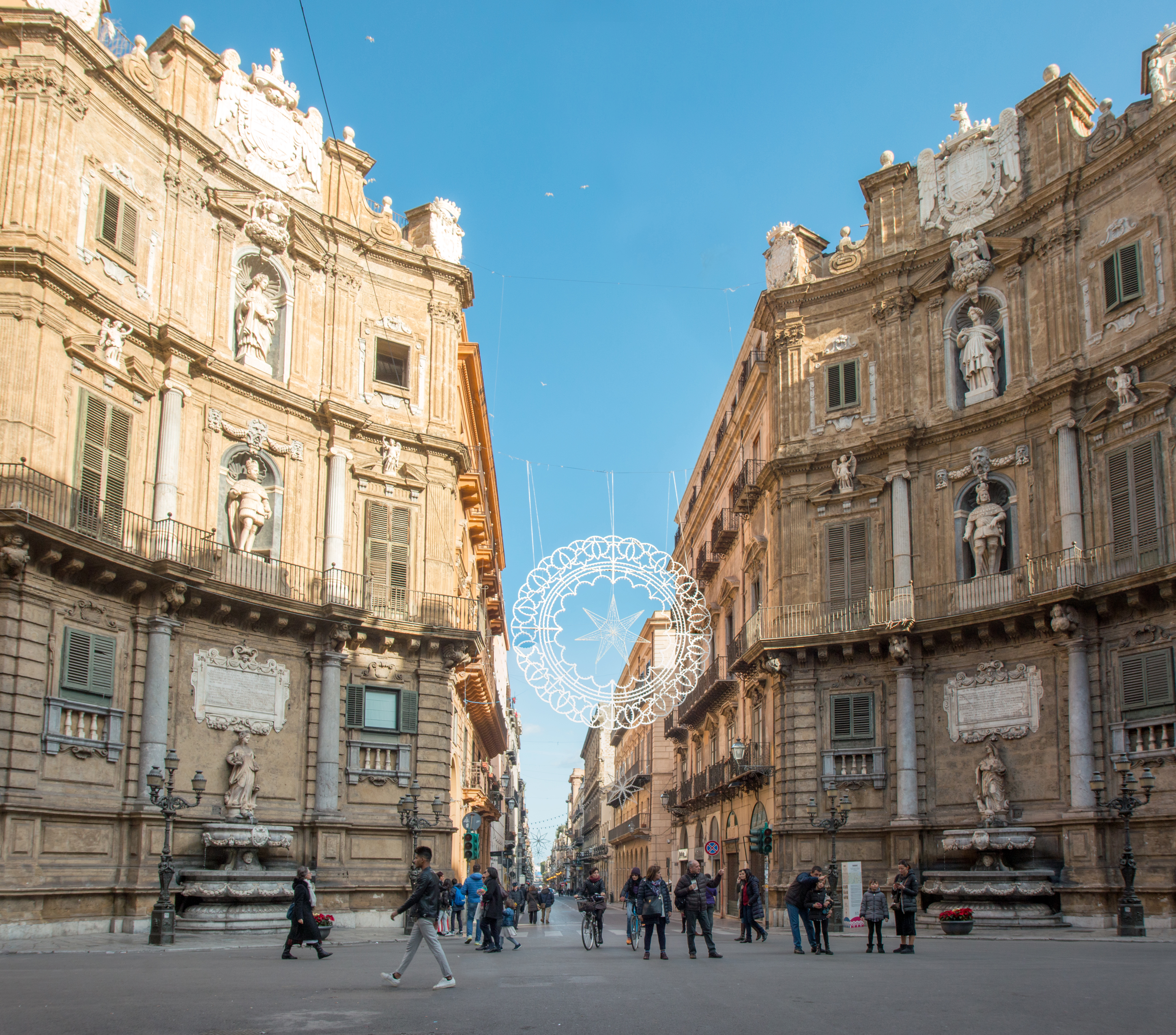
I Quattro Canti: monumento simbolo dei viceré spagnoli.

I canti sono articolati su più livelli, con fontane che rappresentano i fiumi storici della città (Oreto, Kemonia, Pannaria, Papireto), allegorie delle quattro stagioni, statue di sovrani spagnoli (Carlo V, Filippo II, Filippo III e Filippo IV) e infine, nell'ordine superiore, le quattro sante patrone di Palermo (Sant'Agata, Santa Ninfa, Santa Oliva e Santa Cristina), che prima dell'avvento di Santa Rosalia proteggevano ognuna un mandamento di Palermo.
Davanti al Palazzo Steri Chiaramonte si estende l'ampia Piazza Marina, che contiene il Giardino Garibaldi, ridefinito da Giambattista Basile nel 1863 e dominato da imponenti ficus magnolioides. Tra la chiesa di San Domenico e la via Roma si apre piazza San Domenico, con al centro di essa la Colonna dell'Immacolata, del 1726. Tutt'intorno alla colonna, proprio nel centro esatto della piazza, vi è una formazione circolare di statue marmoree raffiguranti alcuni tra i più grandi cardinali del passato della città. Su Corso Vittorio Emanuele II si apre invece la Piazza Bologni, piazza quadrangolare su cui si affacciano palazzo Belmonte-Riso, palazzo Alliata di Villafranca e palazzo Ugo delle Favare. Al centro la statua di Carlo V, opera di Scipione Li Volsi, del 1630. Piazza Castelnuovo e l'adiacente Piazza Ruggero Settimo formano un unico ampio spazio, comunemente chiamato Piazza Politeama, che contiene un Palchetto della Musica. Piazza del Parlamento, antistante il Palazzo dei Normanni, presenta il Teatro Marmoreo di Re Filippo V di Spagna, un gruppo scultoreo monumentale, opera dello scultore barocco Gaspare Guercio e di Carlo D'Aprile, con l'attuale statua, realizzata da Nunzio Morello nel 1856 in sostituzione della precedente, rappresenta Filippo V di Spagna. Piazza Vittorio Veneto, opera di Ernesto Basile, presenta un colonnato a forma di esedra con al centro un imponente monumento dedicato alla Libertà, con alla sommità una statua in bronzo raffigurante la Vittoria alata di Mario Rutelli. A queste si aggiungono Piazza Verdi, Piazza Marina, Piazza della Vittoria, Piazza Giulio Cesare, Piazza Bellini, Piazza Rivoluzione, Piazza Magione, Piazza Garraffello.

### Teatri
- Teatro Massimo Vittorio Emanuele: è il terzo per dimensioni, dopo l'Opéra national di Parigi e Staatsoper a Vienna[64], tra i teatri lirici d'Europa e presenta un'acustica perfetta[65];
- Politeama Garibaldi: progettato da Giuseppe Damiani Almeyda in stile neoclassico "pompeiano", l'ingresso è costituito da un arco di trionfo sormontato dalla quadriga bronzea di Apollo, opera di Mario Rutelli;
- Teatro Garibaldi[66];
- Teatro Biondo: inaugurato nel 1903, è in puro stile ottocentesco, ma dotato di suggestivi arredi in stile liberty;
- Teatro al Massimo;
- Teatro di Verdura: essendo all'aperto, viene utilizzato durante l'estate per le rappresentazioni del Teatro Massimo[67];
- Teatro Santa Cecilia[68]: ospita i concerti e gli eventi culturali della Fondazione Brass Group.
- Teatro Zappalà: venne fondato da Franco Zappalà e da suo fratello Nino;
- Teatro Libero: vi vengono rappresentati spettacoli di sperimentazione;
- Teatro Ditirammu: è il teatro del canto e della tradizione popolare;
- Teatro Lelio: è un teatro contemporaneo della città, situato in una zona residenziale;
- Teatro Bellini: nel quartiere Kalsa, il "Regio Teatro Carolino", costruito nel 1726, fu ribattezzato "Teatro Bellini" solo nel 1848[69].

### Mercati storici

Mercato di Ballarò

Palermo conserva il suo aspetto mediterraneo nei vari mercati storici: i più caratteristici sono la Vucciria, Ballarò e Il Capo.
La Vucciria è sita all'interno del mandamento Castellammare tra via Roma, il Cassaro e la Cala, il vecchio porto cittadino, la cui vicinanza stimolò l'insediamento di mercanti e commercianti genovesi, pisani, veneziani sin dal XII secolo. La presenza di numerosi artigiani si riscontra nella toponomastica. Il termine Bucceria deriva dal francese boucherie, "macelleria". Il mercato era infatti inizialmente destinato al macello e alla vendita delle carni; in seguito del pesce, della frutta e della verdura.
Ballarò è il più antico mercato di Palermo e si estende da piazza Casa Professa ai bastioni di corso Tukory. È uno dei più pittoreschi mercati di grascia, cioè d'alimentari.
Il Capo si sviluppa nel cuore dell'omonimo quartiere: conserva elementi popolari del tipico mercato mediterraneo. Altri mercati storici sono il mercato delle Pulci e dei Lattarini; un mercato dell'usato si trova anche in Piazza Marina.

### Siti archeologici

Mosaici pavimentali di domus romane in piazza Sett'Angeli

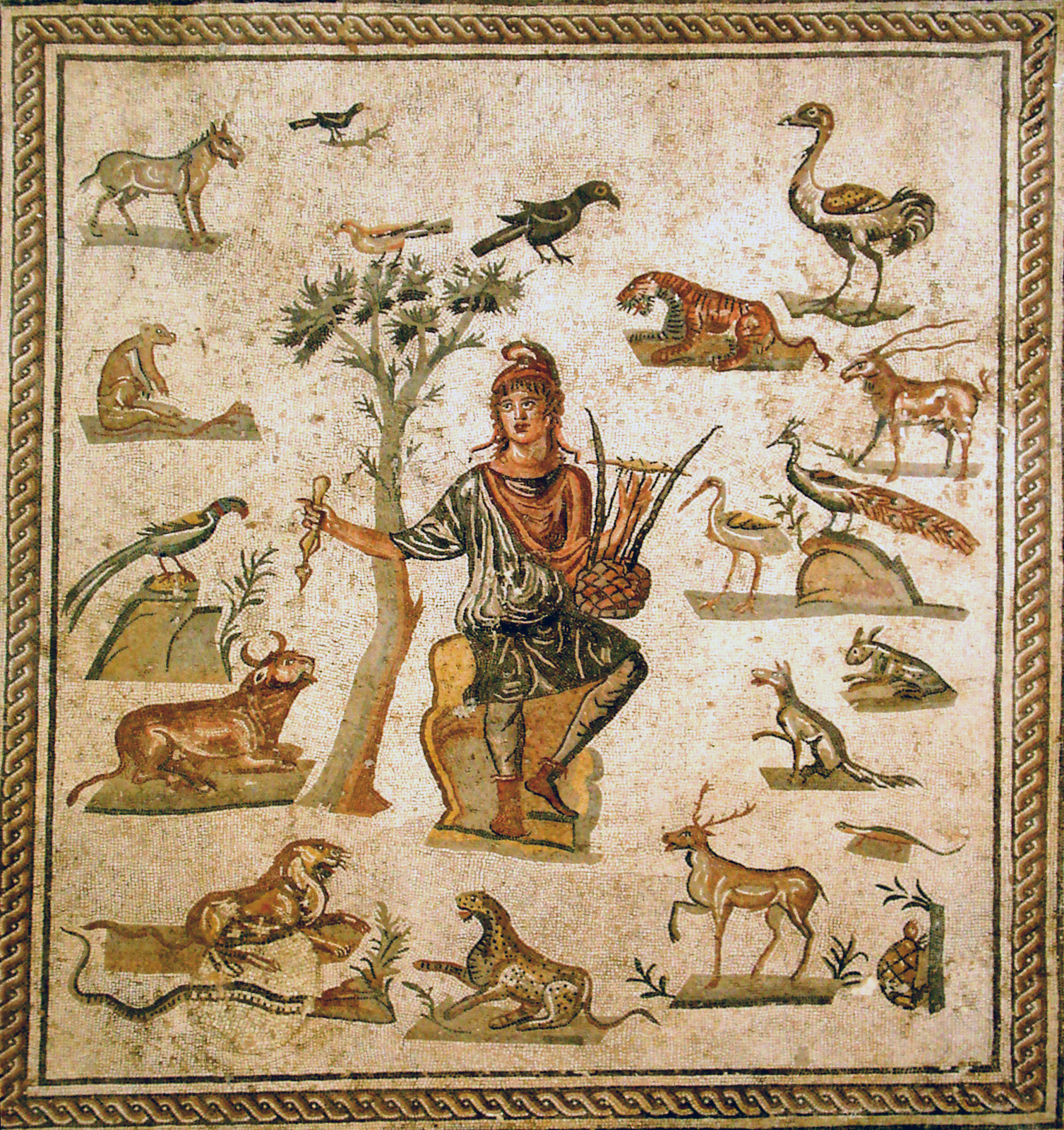
Pavimentazione di una casa romana di Villa Bonanno.

Vi sono tracce puniche in porzioni dell'antica cinta muraria e nella necropoli punico-romana, situata nei pressi di corso Pisani.
Del periodo punico rimane essenzialmente l'impianto urbano della città, corrispondente a un asse urbano principale (il Cassaro) e una viabilità minore che si dirama da questo; sono scarse, invece, le testimonianze tangibili.
All'interno di Villa Bonanno sono visitabili i resti di due domus romane, poste di fronte al Palazzo dei Normanni; altre abitazioni si trovano nei pressi di piazza Pretoria e piazza Sett'Angeli. Quest'ultimo sito presenta stratificazioni, che vanno dal periodo ellenistico-romano a quello bizantino; tra i resti, le pavimentazioni musive di una casa patrizia, un tratto stradale coevo e la parte basamentale di un pilastro di epoca bizantina.
Il Parco archeologico del Castellammare, nei pressi della Cala, include i resti del castello-fortezza di epoca normanna, una necropoli islamica e i resti della Chiesa di Santa Maria di Piedigrotta, quasi interamente rasa al suolo dai bombardamenti del 1943.

### Musei

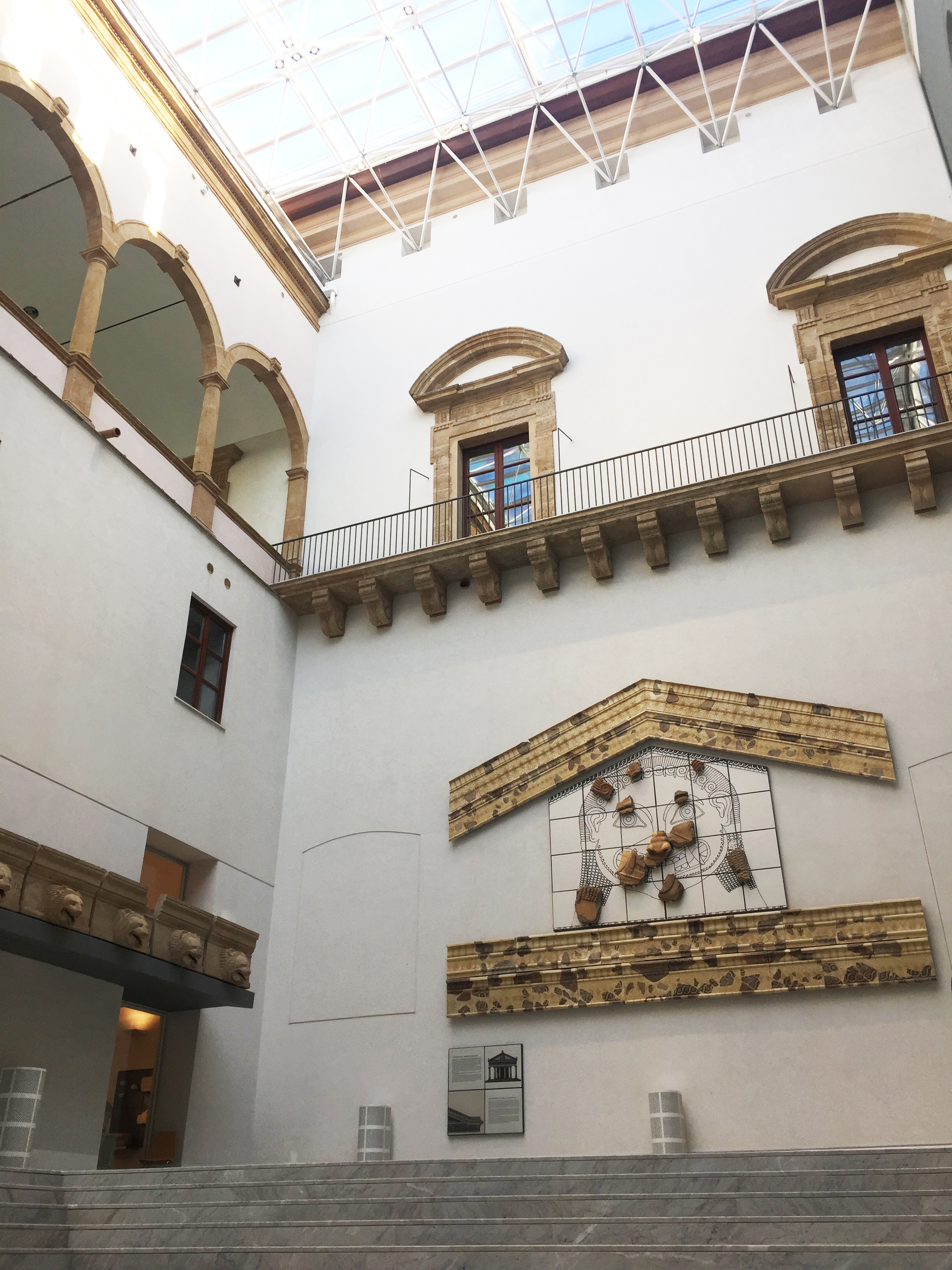
Museo archeologico regionale Antonio Salinas

- Museo archeologico regionale Antonio Salinas
- Palazzo Abatellis - Galleria regionale della Sicilia
- MUDIPA - Museo diocesano di Palermo
- Palazzo Branciforte - Museo della Fondazione Sicilia, (collezioni archeologiche, numismatiche, filateliche, scultoree, di maioliche e pupi siciliani)
- Villa Zito - Museo della Fondazione Sicilia, (pinacoteca)
- Palazzo Butera - Collezione Francesca e Massimo Valsecchi
- GAM - Galleria d'arte moderna Sant'Anna
- RISO - Museo d'arte contemporanea della Sicilia
- Museo etnografico siciliano "Giuseppe Pitré"
- Museo internazionale delle marionette Antonio Pasqualino
- La Zisa - Museo d'arte islamica
- Museo del Risorgimento
- Tesoro della cattedrale
- Tesoro della Cappella Palatina
- Museo di paleontologia e geologia Gaetano Giorgio Gemmellaro
- Museo dell'osservatorio astronomico di Palermo Giuseppe S. Vaiana
- Museo di zoologia Pietro Doderlein
- Museo della radiologia
- Arsenale di Palermo - Museo del mare
- Palermo Museum[72]
- Museo della memoria 1943[73]
- No Mafia Memorial[74]
- Museo alla Squadra mobile di Palermo[75]
- Casa museo del beato Padre Giuseppe Puglisi[76]
- Museo del presente e della memoria della lotta alle mafie Giovanni Falcone-Paolo Borsellino[77]

### Ville, parchi e giardini
L'area verde più estesa è quella del Parco della Favorita. Sono presenti ville e giardini d'interesse storico che mantengono la loro conformazione originale. L'area urbana comprende inoltre ancora rilevanti porzioni di verde agricolo.

### Riserve naturali

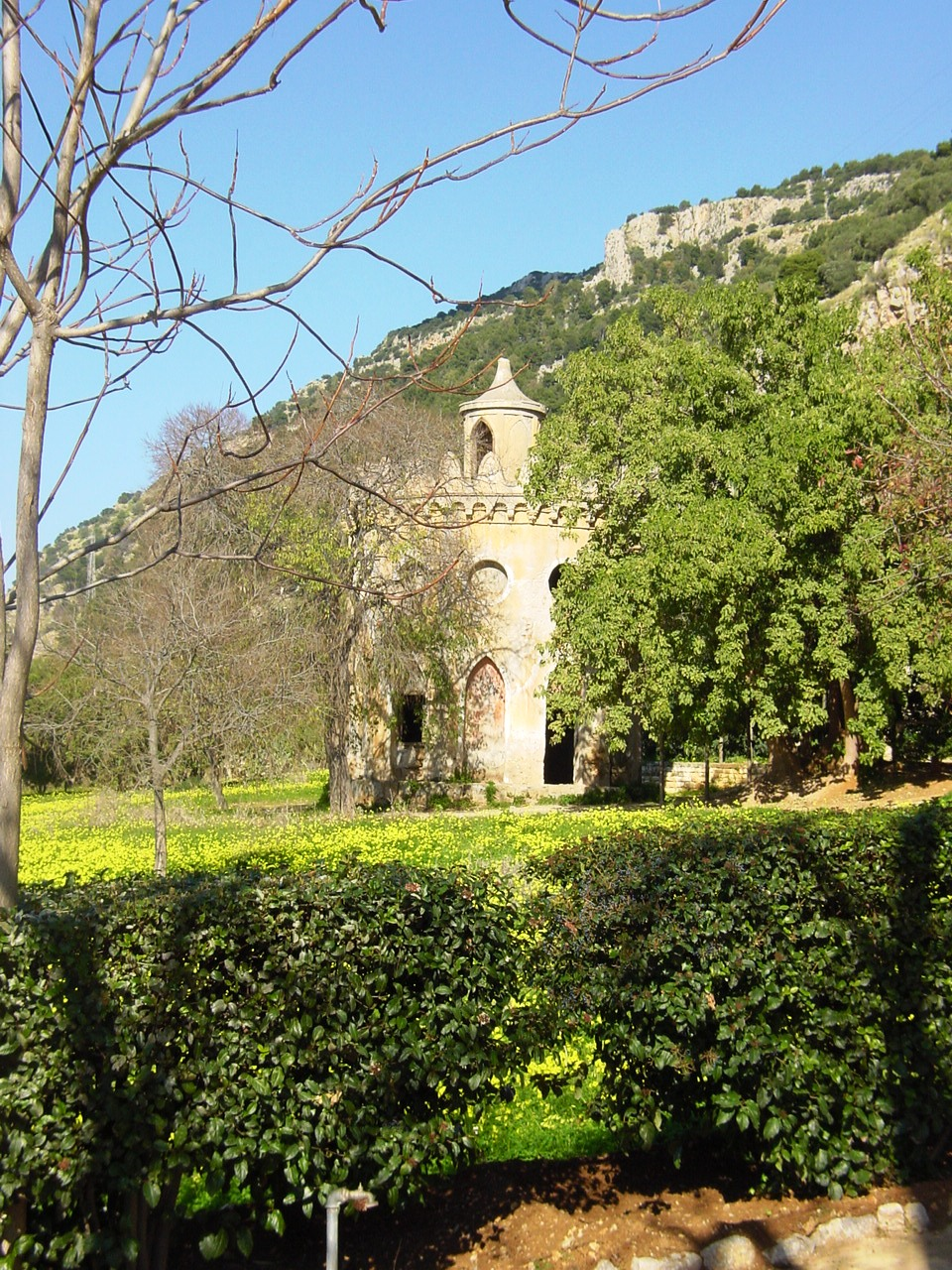
Scuderie reali della riserva di Monte Pellegrino

All'interno del territorio comunale di Palermo sono presenti quattro riserve naturali:
- Riserva naturale orientata Capo Gallo: 5858300 m²; comprende l'intero promontorio del Monte Gallo e separa le due borgate di Sferracavallo e Mondello. Vi sono tutelati tratti di costa rocciosa, importanti falesie carbonatiche e tracce di macchia mediterranea;
- Riserva naturale integrale Grotta Conza: 43000 m²; corrispondente all'area prossima alla grotta e la cavità stessa, la riserva è collocata sul Pizzo Manolfo, nei pressi di Tommaso Natale. Viene preservato l'ambiente naturale mediterraneo e protette specie di pipistrelli[78];
- Riserva naturale orientata Monte Pellegrino: 10500000 m²; comprende l'intero promontorio del Monte Pellegrino e il Parco della Favorita. È stata istituita nel 1996, completando l'iniziativa del XVIII secolo di Ferdinando di Borbone. Sono tutelate le cavità carsiche presenti e le specie endemiche vegetali e animali;
- Riserva naturale orientata Grotta della Molara: 400000 m²; situata nella periferia ovest di Palermo. La riserva contiene testimonianze paleontologiche, paletnologiche e archeologiche, oltre a numerose peculiarità faunistiche (invertebrati cavernicoli e chirotteri), altrove raramente riscontrabili[79].

## Società

### Evoluzione demografica

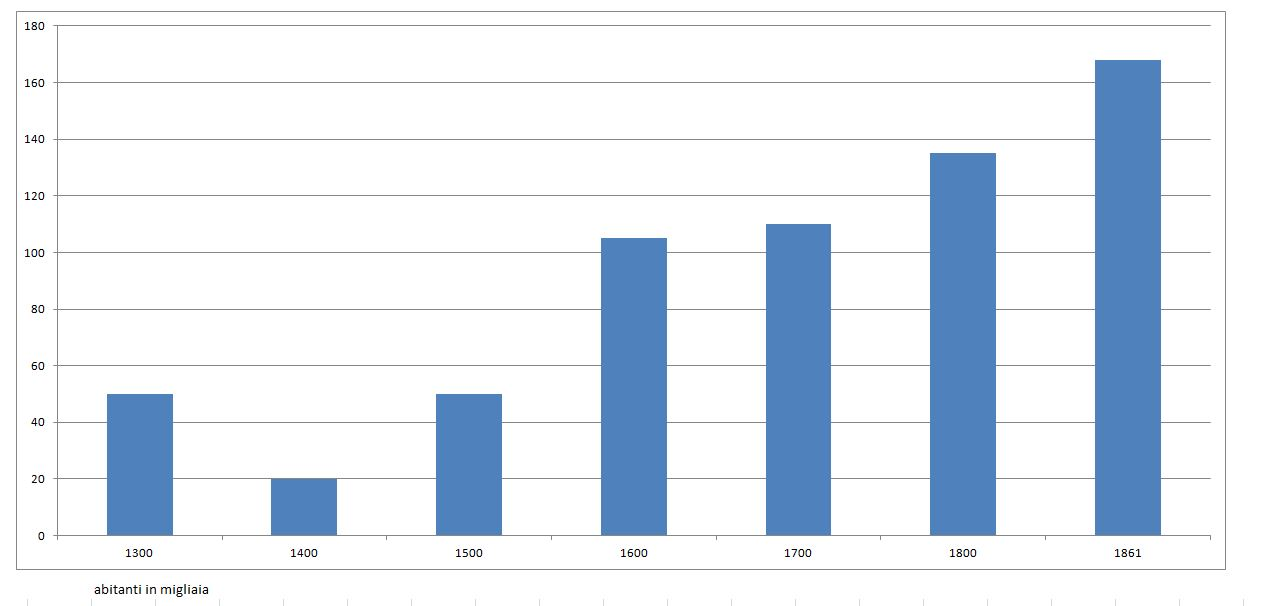

Popolazione storica (migliaia)
Abitanti censiti

### Etnie e minoranze straniere
Al 1° gennaio 2024 la popolazione straniera era di 25 135 persone, pari a circa il 4,0% dei residenti. Le nazionalità maggiormente rappresentate erano le seguenti:
- Bangladesh: 5 942
- Sri Lanka: 2 811
- Romania: 2 583
- Filippine: 1 672
- Ghana: 2 597
- Tunisia: 1 075
- Marocco: 985
- Cina: 959
- Nigeria: 838
- Mauritius: 754

A partire dal 2020, si registra una forte crescita della presenza di cinesi, concentrati soprattutto nella zona della stazione centrale, in particolare sulla centralissima via Lincoln, dove si sta sviluppando una piccola Chinatown attorno a un piccolo centro commerciale, sorto con accordo internazionale tra Cina e Regione Siciliana.
Storicamente una nutrita comunità di arbëreshë della provincia vive a Palermo..

### Lingue e dialetti
Le lingue più parlate a Palermo sono l'italiano e il siciliano nella sua variante locale.

### Religione

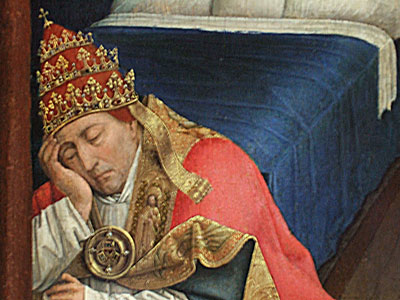
Il santo papa palermitano Sergio I

La confessione religiosa più diffusa è quella cristiana cattolica di rito latino. I cattolici dal 1624 riconoscono come patrona di Palermo Santa Rosalia, a cui sono dedicate le celebrazioni del festino. I patroni secondari Sant'Agata, Santa Cristina, Santa Ninfa, Sant'Oliva, San Benedetto il Moro, Sant'Onofrio e Sant'Agatone non sono più ricordati. Palermo è stata città natale di due pontefici (Agatone e Sergio I), entrambi santificati.
La parrocchia di San Nicolò dei Greci alla Martorana e la comunità religiosa delle suore basiliane nella chiesa di Santa Macrina, appartenenti alla storica enclave albanese della provincia, osservano il cattolicesimo di rito bizantino.
Sono anche presenti, in minoranza, altri cristiani di più recente arrivo: tra i protestanti gli anglicani hanno un loro edificio di culto, la Chiesa anglicana di Palermo, così come i valdesi il Tempio valdese di Palermo; sono piccoli i gruppi di evangelici e ortodossi.
Nel periodo della dominazione musulmana erano presenti a Palermo più di 300 moschee, molte delle quali luoghi di culto cristiani trasformati. Negli ultimi anni, con l'arrivo di migranti Islamici del nord Africa, è stata istituita nel 1990 la Moschea di Palermo, ricavata dalla vecchia chiesa sconsacrata di San Paolino.
Il quartiere ebraico medievale era diviso in due parti collegate tra loro dalla Pubblica via (poi diventata via Mastrangelo): la contrada della Meschita (nei pressi di via Giardinaggio e via Calderai) e la contrada della Guazzetta (nei pressi di via Lattarini e vicolo Corrieri). Nel 2011 è stato celebrato per la prima volta dal XV secolo un Bar mitzvah. Dopo quasi cinque secoli, nel 2018 l'oratorio di Santa Maria del Sabato viene trasformato in sinagoga della città, diventando così punto di riferimento per l'intera comunità ebraica dell'isola.
Sono individuabili da molto più recente, sempre relativo ai flussi migratori, altre piccole minoranze religiose.

### Tradizioni e folclore

#### Tradizioni religiose

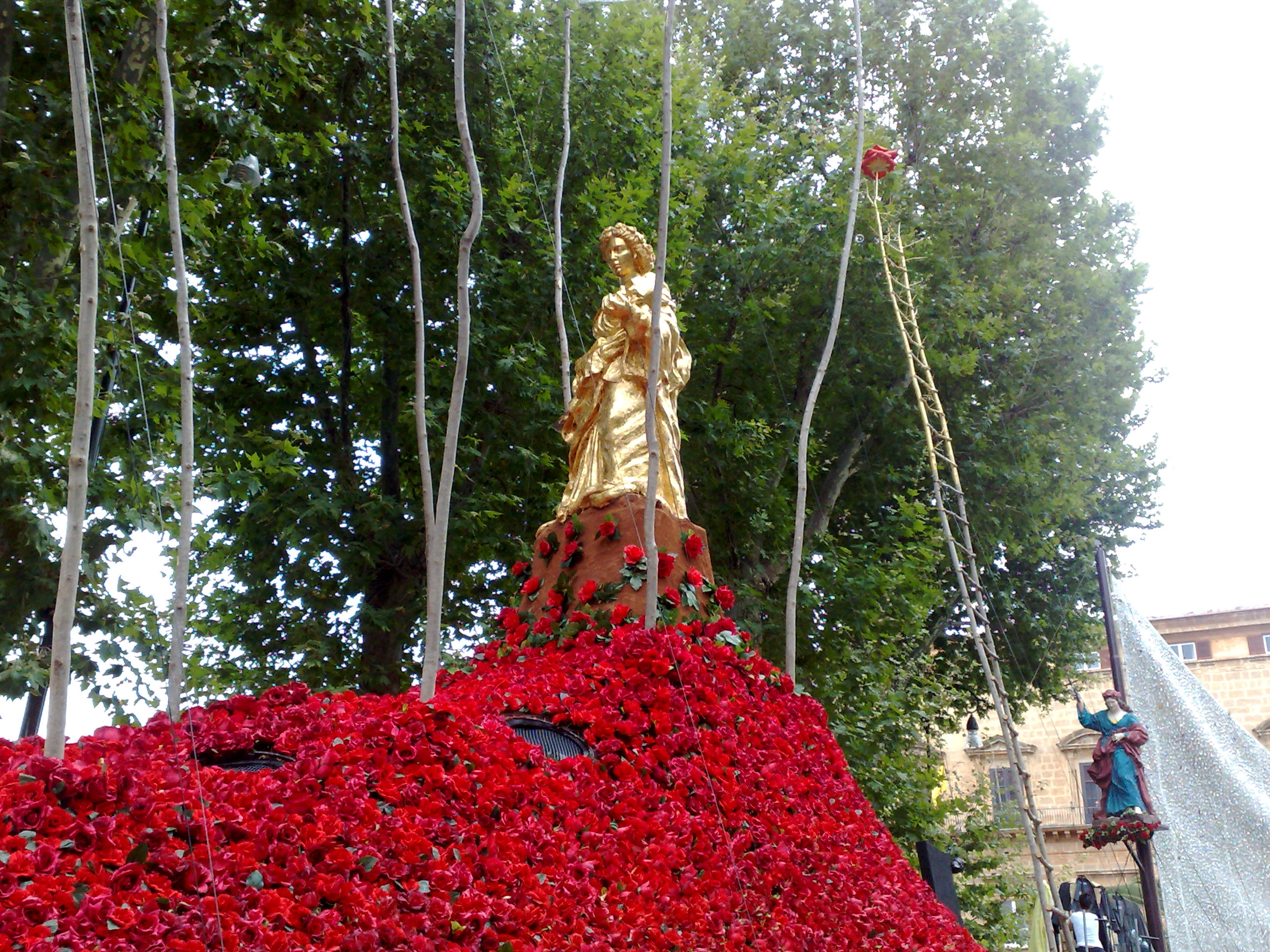
Il Carro Allegorico Minore della Santuzza nel 2008.

- La festa di santa Rosalia o U fistinu è la festa dedicata alla santa patrona dal 1624 in poi. Ogni anno rappresenta un evento a cui prendono parte migliaia di persone e si svolge con la processione dei carri trionfali della santa per il Cassaro, con il finale della festa colorato dai giochi pirotecnici sul lungomare del Foro Italico
- Il 13 dicembre si commemora la fine della carestia del 1646 quando, secondo la leggenda, proprio il giorno di Santa Lucia, arrivò in porto un bastimento carico di cereali. Da allora, per commemorare questo miracolo attribuito alla Santa, in questo giorno i palermitani non mangiano alimenti prodotti con farina di cereali (principalmente pane e pasta), bensì con cereali interi o con altre farine. In questa occasione si preparano quindi le classiche arancine, la cuccìa (grano con crema di latte, ricotta e gocce di cioccolato), e le panelle salate e dolci[95]. Secondo alcuni autori, si tratta di un uso derivante dal ciceone anticamente consumato in onore di Demetra[96].

#### Opera dei Pupi

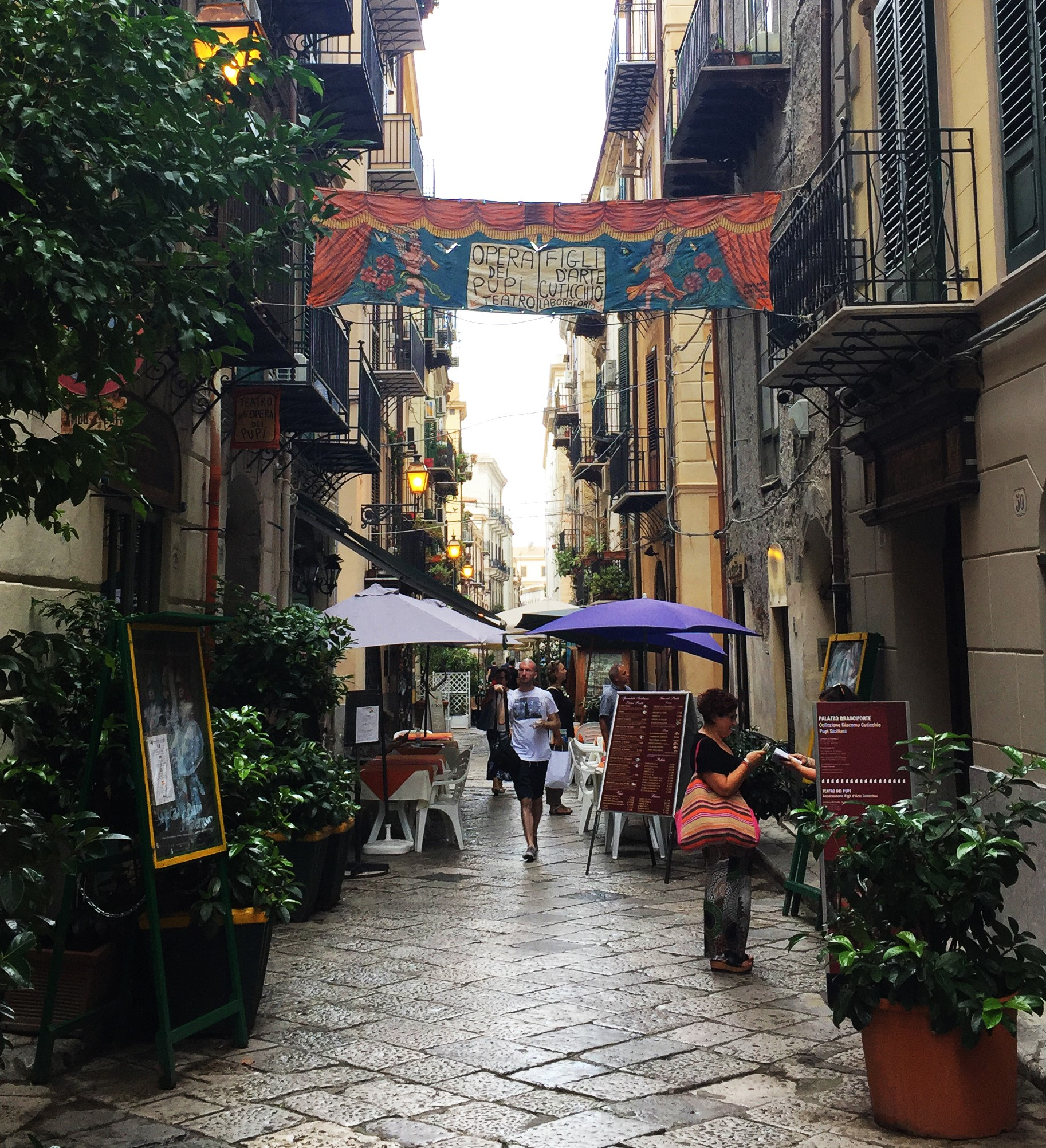
Ingresso del teatro dell'Opera dei Pupi di Mimmo Cuticchio in via Bara all'Olivella

L'Opera dei Pupi, patrimonio dell'UNESCO, appartiene alla tradizione marionettistica del teatro epico-popolare della Sicilia da almeno il 1700 e prende spunto dalle narrazioni cavalleresche tratte da romanzi e poemi del Ciclo carolingio.
Lo stile “palermitano” dell'opera dei pupi caratterizza la Sicilia occidentale e in particolare la città metropolitana di Palermo e i liberi consorzi comunali di Agrigento e Trapani. I pupi palermitani sono alti circa cm. 90 e pesano tra i 5 e i 10 chili. Le gambe possono eseguire un movimento pendolare, hanno le ginocchia articolate e possono sguainare e riporre la spada nel suo fodero grazie a un filo che attraversa la mano destra collegando il ferro di manovra all'elsa della spada.
A Palermo, i pupari si dispongono ai lati del palcoscenico (per questo motivo il teatro è più profondo che largo) e, nascosti dalle quinte laterali, operano sullo stesso piano delle marionette, stendendo le braccia. Il maestro puparo si trova dietro la quinta destra (la sinistra degli spettatori), dirige lo spettacolo, manovra le marionette, improvvisa i dialoghi prestando la voce a tutti i personaggi (anche femminili) e realizza gli effetti sonori e di luci.
Lo spettacolo veniva accompagnato dalla musica di uno o più violini che, alla fine dell'Ottocento, furono sostituiti dal pianino a cilindro, ancora oggi utilizzato.
I cartelli palermitani, dipinti a tempera su tela, sono divisi in diversi riquadri, in genere otto, denominati “scacchi”. Ogni scacco, spesso sottotitolato, corrisponde a uno degli episodi del lungo ciclo carolingio. Un foglio che riportava la scritta “oggi” veniva fissato sullo scacco relativo allo spettacolo della sera mostrando a che punto del ciclo si era arrivati.
A Palermo si può ammirare la più ricca collezione di Pupi divisa tra il Museo etnografico siciliano Giuseppe Pitré, il Museo internazionale delle marionette Antonio Pasqualino e Palazzo Branciforte dove è esposta la Collezione Giacomo Cuticchio e Pina Patti Cuticchio. Ogni anno, oltre alla quotidiana attività dei pupari, viene organizzato il Festival di Morgana.

### Comunità LGBT

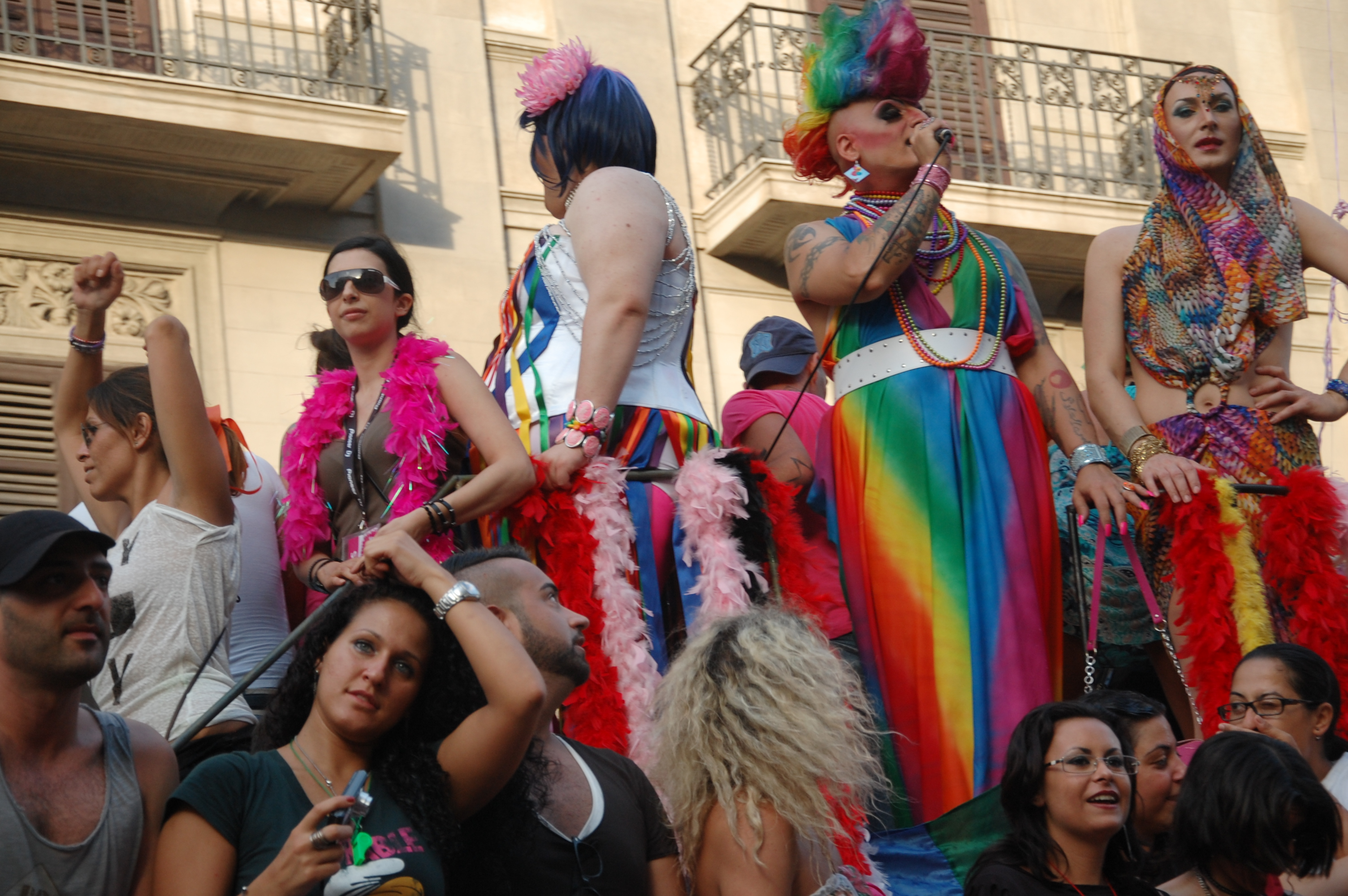
Palermo Pride 2013

Palermo è stata una delle città italiane pioniere del movimento per i diritti LGBT. Il 9 dicembre 1980 a Palermo, da un'idea del sacerdote Marco Bisceglia con la collaborazione di Nichi Vendola, Massimo Milani, Gino Campanella e altri militanti, viene fondata l'Arcigay, la prima sezione italiana dell'ARCI dedicata alla cultura omosessuale, che si diffonderà di lì a poco in tutta Italia. Pochi mesi dopo, il 28 giugno 1981, presso Villa Giulia si svolse la festa dell'orgoglio omosessuale, una delle prime manifestazioni pubbliche per i diritti LGBT in Italia.
Alla parata del Pride nazionale, svoltasi a Palermo il 22 giugno 2013, hanno preso parte, per la prima volta nella storia delle parate italiane, diverse importanti cariche istituzionali: la Presidente della Camera, la Ministra delle pari opportunità, il Presidente della Regione Siciliana e il sindaco della città ospitante. Inoltre, per l'occasione, è stato istituito il villaggio LGBT più grande d'Europa all'interno dei Cantieri Culturali alla Zisa (50000 m²), dove per 10 giorni sono stati organizzati concerti, mostre d'arte, convegni, rassegne cinematografiche, due discoteche e grandi spazi per la ristorazione e l'artigianato. Appena tre giorni prima dell'inaugurazione il comune di Palermo aveva dato un segnale concreto di apertura: aveva istituito il registro delle unioni civili.
Dal 2010 a Palermo si svolge il Sicilia Queer Filmfest, festa internazionale del cinema LGBT e nuove visioni e dal 2012 aderisce alla rete RE.A.DY. (Rete Nazionale delle Pubbliche Amministrazioni per il superamento delle discriminazioni basate sull'orientamento sessuale e sull'identità di genere).

### Media

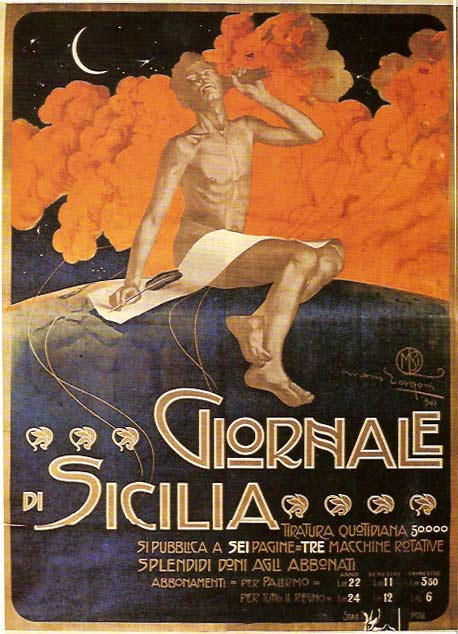
Manifesto del Giornale di Sicilia dei primi del '900

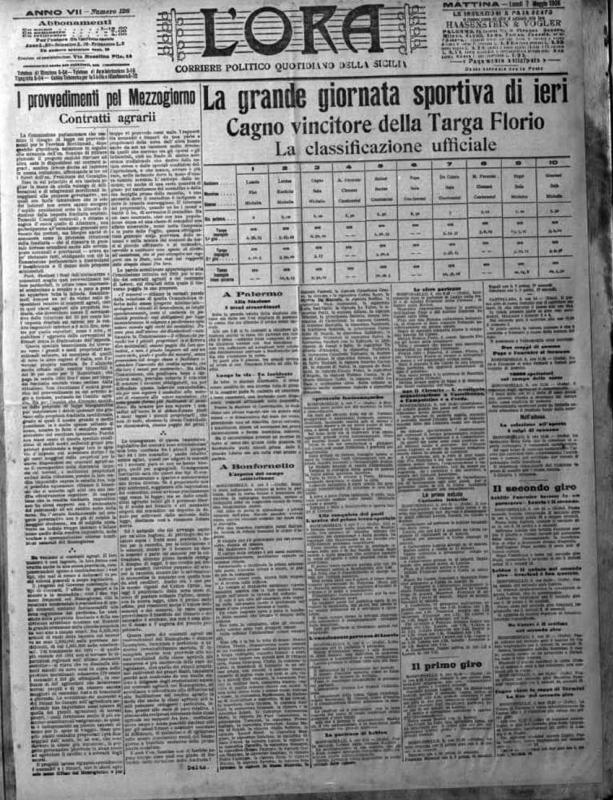
Prima pagina de L'Ora del 1906

#### Stampa ed editoria
Il principale quotidiano cartaceo attualmente pubblicato a Palermo è il Giornale di Sicilia. La Repubblica ha una redazione in città, che pubblica l'edizione locale del quotidiano.
Dal 1900 al 1992 si pubblicò anche il quotidiano L'Ora
In città hanno sede diverse case editrici:
- Sellerio
- Flaccovio
- Palumbo
- Kemonia Edizioni
- Navarra Editore
- Urban Apnea Edizioni
- Qanat, Editoria & Arti Visive
- Novantacento
- Edizioni Kalòs
- Edizioni della Battaglia
- Edizioni Leima
- Ila Palma
- Il Palindromo
- Glifo edizioni

Dal 2011 la città ospita Una marina di libri, festival dell'editoria indipendente.

#### Radio
- Radio Rai
- Radio Giornale di Sicilia
- Radio Med
- Primaradio
- RTA Radio Tivù Azzurra
- Radio In
- Radio Margherita
- Radio Action
- Radio One
- Radio Show
- Radio Time

- Radio Time 90
- Radio Sprint[107]
- Radio Battikuore
- Radio Reporter
- Radio Margherita Giovane
- Radio Arcobaleno
- Dabliu Radio
- Radio Evangelica
- Radio Spazio Noi InBlu
- Radio Palermo Lido Arenella

#### Televisione

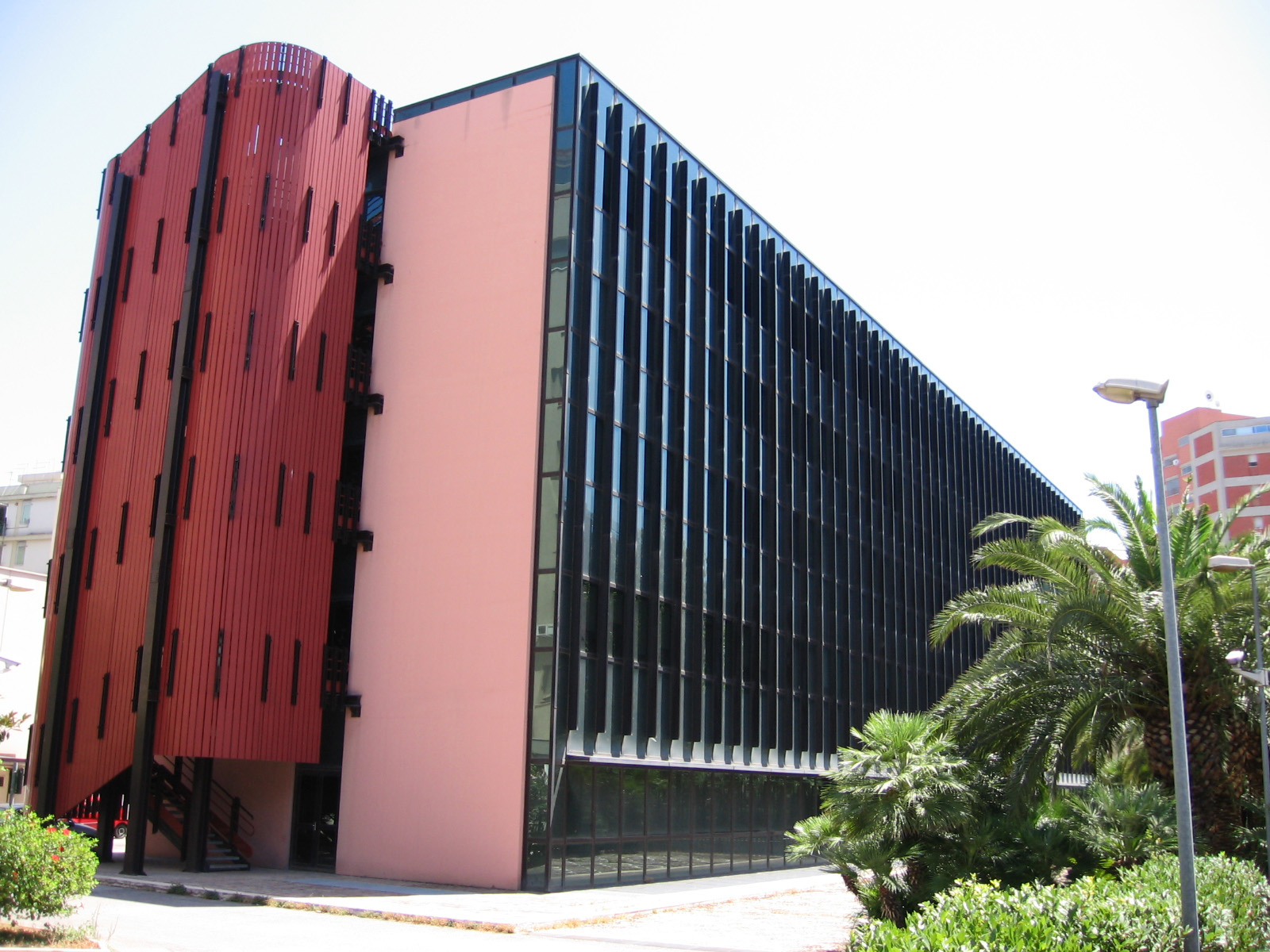
Sede RAI regionale.

Nella sede RAI di Palermo, inaugurata nel 1986, vi è un polo produttivo dedicato al Mediterraneo, con un centro di produzione TV e un auditorium. Dal 2001 al 2012 produceva il canale in italiano e arabo Rai Med. Quotidianamente si trasmettono TG e GR regionali e si producono le rubriche Mediterraneo, Riva Sud, Buongiorno regione e il Settimanale della TGR. L'archivio storico di RAI Sicilia è costituito da 886 programmi televisivi realizzati tra il 1979 e il 1993, riversati e digitalizzati.
- RAI - Rai 3 TGR Sicilia (LCN 3)
- TGS - Telegiornale di Sicilia | Gruppo Giornale di Sicilia (LCN 12)
- TRM 13 - Tele Radio del Mediterraneo - (LCN 13)
- Tele One 16 - Gruppo MEDIA ONE (LCN 16)
- Gruppo 7 Gold - Telerent[108] (LCN 15)
- TVM - Tele Video Market (LCN 19)

## Cultura

Archivio Storico Comunale

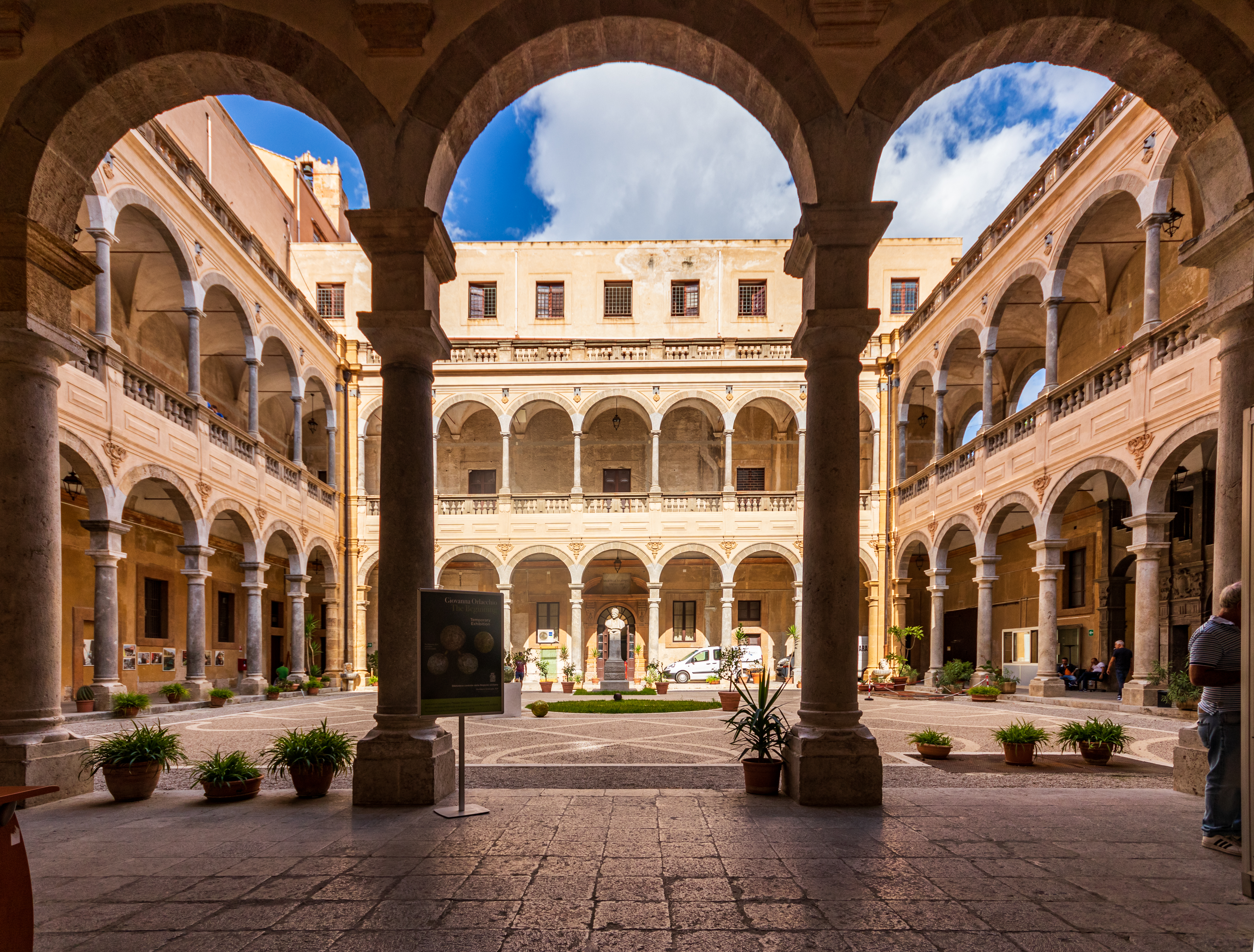
Biblioteca centrale della Regione Siciliana

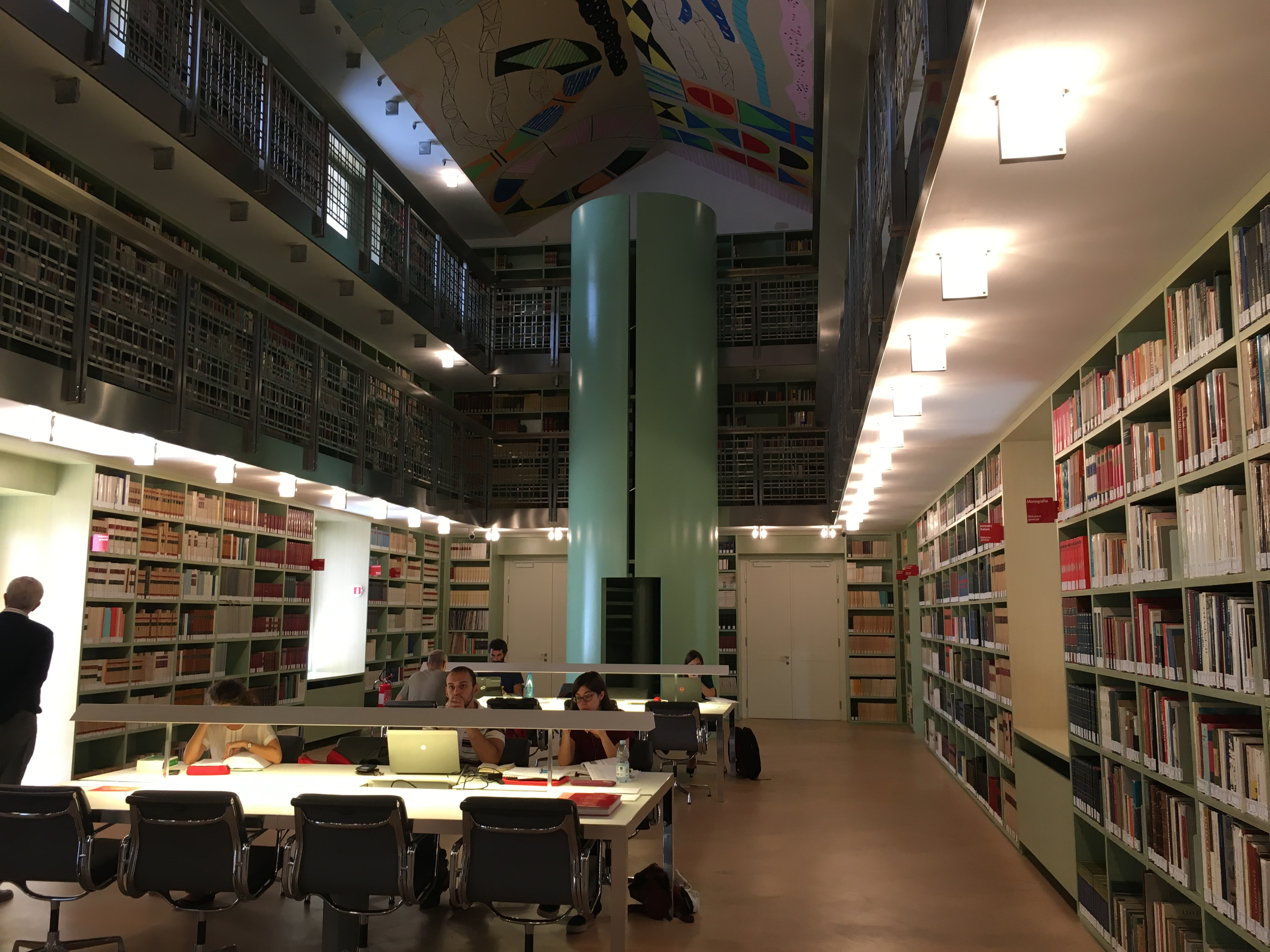
Biblioteca di Palazzo Branciforte

I Cantieri Culturali alla Zisa, oltre a essere un pregevole esempio di archeologia industriale, costituiscono uno spazio espositivo per eventi teatrali, musicali, artistici e iniziative culturali di ogni genere. Il Padiglione 18 ospita il Centro internazionale di fotografia, diretto da Letizia Battaglia.

### Archivi e biblioteche
Presso l'Archivio di Stato nella sede della Catena, oltre a carte topografiche, pergamene, manoscritti, stampe e atti notarili, è conservato il Mandato di Adelasia. Si tratta del documento cartaceo più antico d'Europa: una lettera bilingue, in greco e in arabo, scritta nel 1109 dalla terza moglie di re Ruggero I, Adelasia del Vasto.
A Palermo ha sede la Biblioteca centrale della Regione Siciliana, che custodisce ogni volume stampato nell'isola.
- Archivio di Stato di Palermo
- Archivio Storico Comunale, ospitato nella Sala Almeyda dell'ex convento dei domenicani in via Maqueda
- Archivio Storico Diocesano
- Biblioteca comunale in Casa Professa
- Biblioteca centrale della Regione Siciliana
- Poli bibliotecari dell'Università di Palermo
- Biblioteca centrale per le Chiese di Sicilia
- Biblioteca del Centro culturale arabo Al-Farabi
- Biblioteca del Centro Regionale per la progettazione e il restauro e per le scienze naturali ed applicate ai beni culturali
- Biblioteca del Centro Siciliano di documentazione "Giuseppe Impastato"
- Biblioteca del Museo etnografico Giuseppe Pitré
- Biblioteca dell'Associazione Flavio Beninati
- Biblioteca dell'Istituto Antonio Gramsci Siciliano
- Biblioteca dell'Istituto di Formazione Politica "Pedro Arrupe"

- Biblioteca dell'Istituto siciliano di studi bizantini e neoellenici
- Biblioteca dell'Istituto Siciliano per la storia antica "Eugenio Manni"
- Biblioteca dell'Officina di Studi Medievali
- Biblioteca della Fondazione Gaetano Costa
- Biblioteca della Fondazione Mormino del Banco di Sicilia
- Biblioteca della Soprintendenza per i Beni Culturali e Ambientali di Palermo
- Biblioteca e discoteca del Settore Culturale dell'Opera universitaria
- Biblioteca ed Emeroteca del Centro Regionale per l'inventario, la catalogazione e la documentazione
- Biblioteca Francescana di Palermo
- Biblioteca mediateca Raymond Roussel del Centro culturale francese di Palermo e di Sicilia
- Biblioteca Multimediale Comunale di Villa Trabia
- Biblioteca Regionale dei Domenicani
- Centro di Documentazione per la Promozione e l'Educazione alla Tutela dei Diritti Umani “Peter Beneson” di Amnesty International

Ci sono inoltre le biblioteche dell'Università degli Studi di Palermo, che costituiscono il Sistema bibliotecario dell'Ateneo (SBA), e le due biblioteche dell'Università LUMSA, che invece aderiscono al Polo SBN comunale.

### Istruzione

#### Ricerca

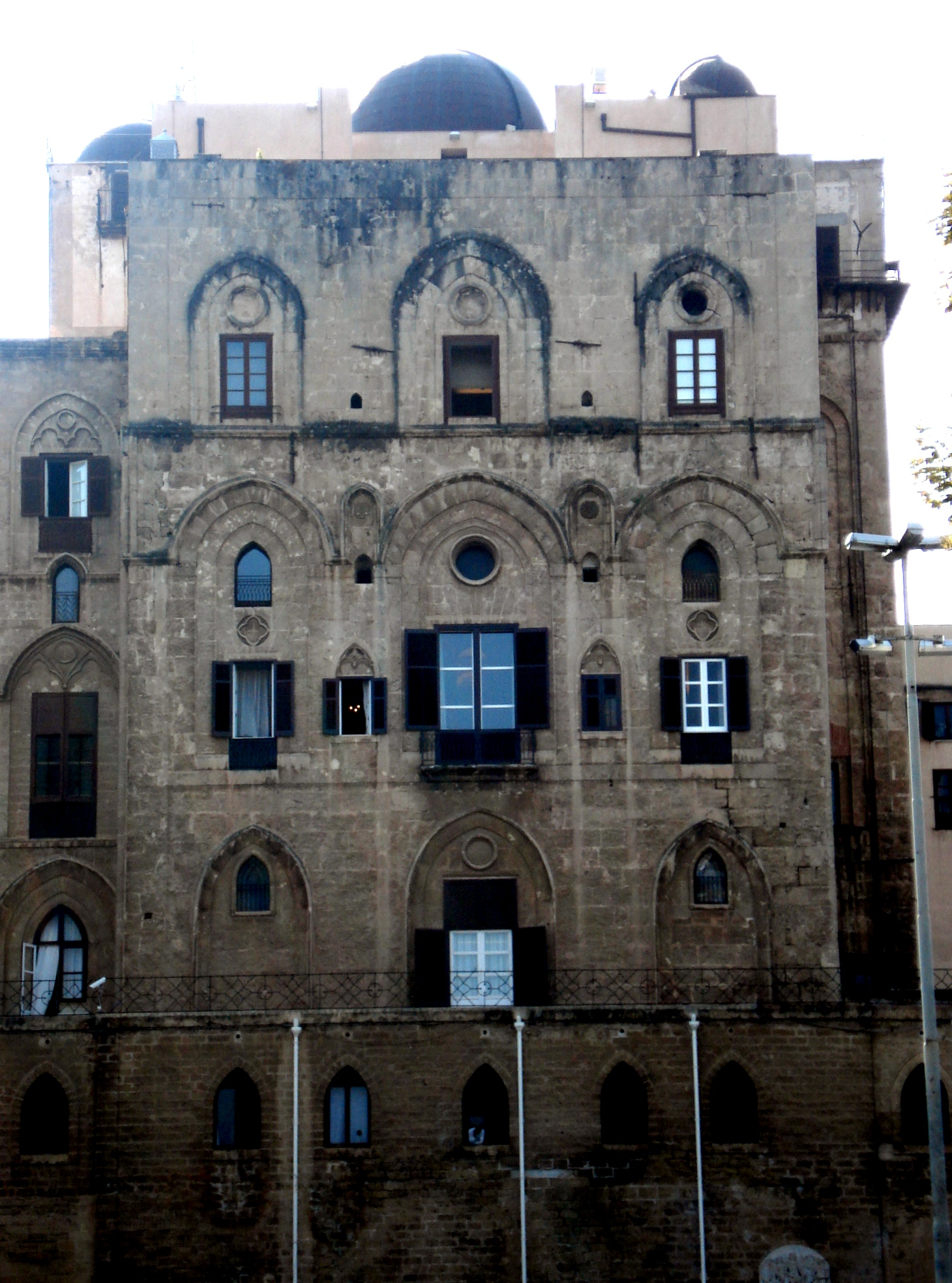
Torre Pisana di Palazzo dei Normanni dove si trova l'Osservatorio Astronomico di Palermo "Giuseppe S. Vaiana"

- Istituto mediterraneo per i trapianti e terapie ad alta specializzazione (ISMETT)
- Istituto zooprofilattico sperimentale della Sicilia "Adelmo Mirri"
- Osservatorio Astronomico di Palermo "Giuseppe S. Vaiana" (INAF)
- Istituto di astrofisica spaziale e fisica cosmica di Palermo (IASF)
- Istituto Euro-Mediterraneo di Scienza e Tecnologia (I.E.ME.S.T.)
- Fondazione Ri.MED

Strutture del Consiglio Nazionale delle Ricerche
- Istituto di biomedicina e di immunologia molecolare "Alberto Monroy"
- Articolazioni territoriali dell'istituto
  - Istituto di calcolo e reti ad alte prestazioni
  - Istituto di studi sui sistemi intelligenti per l'automazione
  - Istituto per lo studio dei materiali nanostrutturati
  - Istituto di genetica vegetale
  - Istituto per le tecnologie didattiche
  - Istituto di biofisica

L'accademia cittadina è la Accademia nazionale di scienze, lettere e arti.

#### Scuole
A Palermo sono presenti più di 450 plessi scolastici, così suddivisi: 162 scuole materne, 144 Istituti di Istruzione primaria, 76 Istituti di Istruzione secondaria di primo grado e 71 Istituti di Istruzione secondaria di secondo grado (dati all'anno scolastico 2007/2008). Tra essi vi è l'Istituto Alberghiero Pietro Piazza, scuola più grande d'Italia con 3000 studenti, 370 docenti e 120 aule.

#### Università

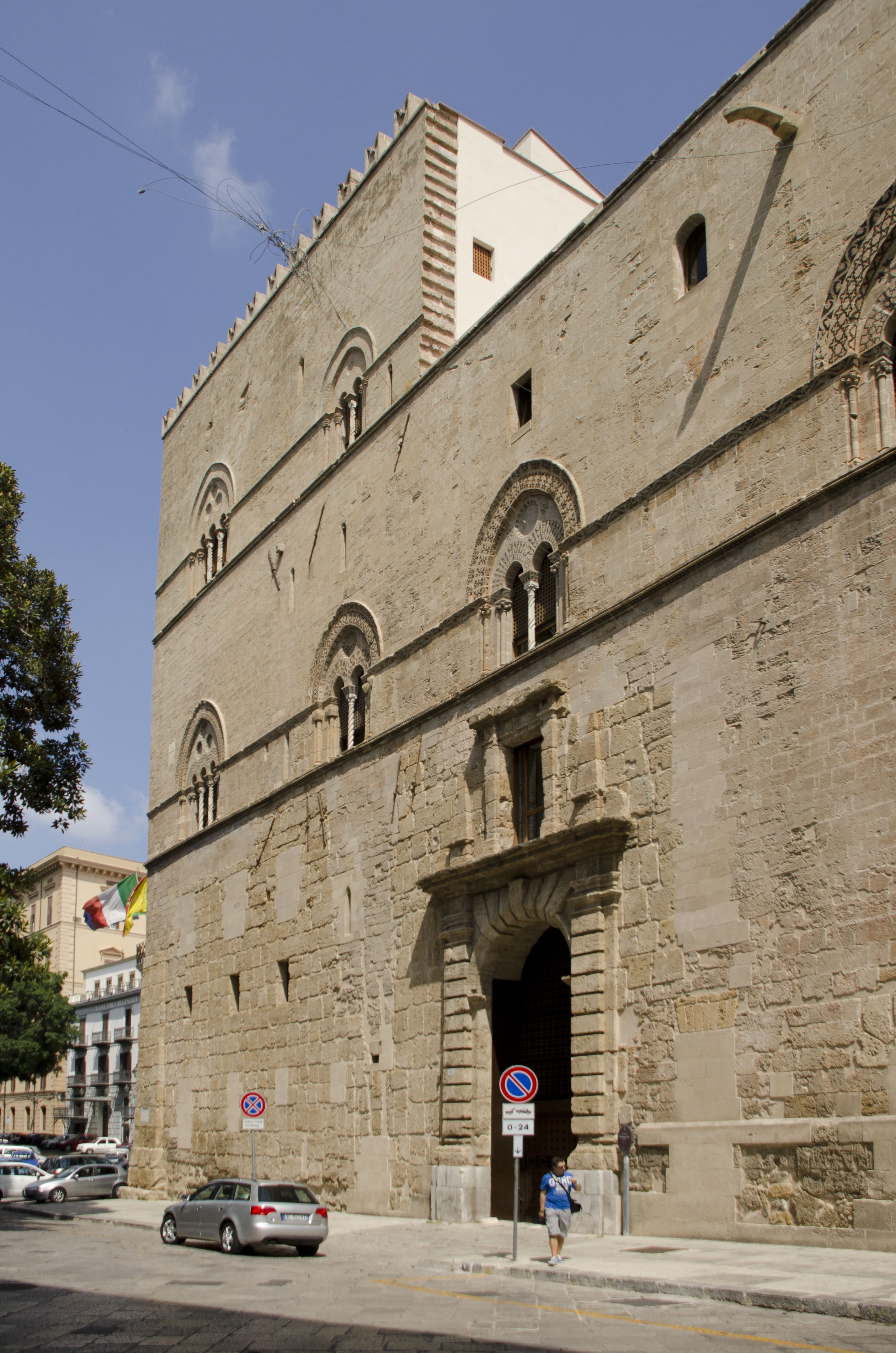
Palazzo Steri, sede del rettorato dell'Università degli Studi di Palermo

- Università degli Studi di Palermo, fondata nel 1805, con circa 40 000 iscritti[114], è una delle principali università italiane ed è oggi organizzata nelle cinque scuole delle scienze di base e applicate, giuridiche ed economico-sociali, scienze umane e del patrimonio culturale, medicina e chirurgia, politecnica.
- Università LUMSA, ateneo non statale con sede principale a Roma, è presente a Palermo dal 1997[115].
- Pontificia facoltà teologica di Sicilia "San Giovanni Evangelista", istituita dalla Congregazione per l'educazione cattolica della Santa Sede, iniziò l'attività didattica il 1º ottobre 1981;
- sono presenti sedi distaccate di diverse università telematiche

Istituti universitari per l'Alta formazione artistica, musicale e coreutica
- Accademia di Belle Arti, istituita nel 1780, è ubicata nelle storiche sedi di Palazzo Molinelli di Santa Rosalia e Palazzo Fernandez. In origine nacque come Scuola di disegno, assumendo l'attuale conformazione degli istituti nel 1923.
- Conservatorio Alessandro Scarlatti, istituito nel 1618 nella chiesa della Santissima Annunziata per volontà del viceré Conte De Castro, con il nome di Conservatorio del Buon Pastore

Istituti internazionali per la diffusione della lingua e della cultura
- Società Dante Alighieri - Lingua italiana
- Goethe-Institut - Lingua tedesca
- Instituto Cervantes - Lingua spagnola
- Institut français - Lingua francese
- Centro di studi filologici e linguistici siciliani - Lingua siciliana

### Letteratura

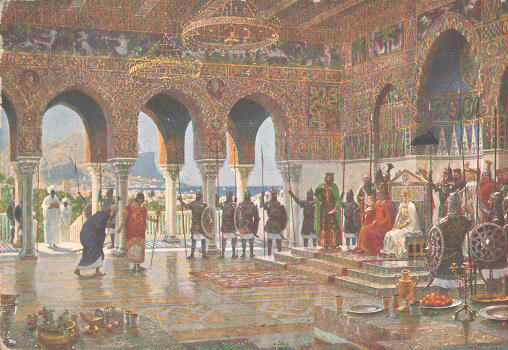
Il Cancelliere Aulico alla corte di Federico II, a Palazzo della Favara con i poeti e i filosofi della Scuola siciliana

Decisiva per lo sviluppo in territorio italiano di una produzione letteraria in volgare romanzo fu la Scuola siciliana, una corrente filosofico-letteraria, che si sviluppò dal 1166 al 1266. Ebbe i suoi centri maggiori a Palermo e Messina. Fu particolarmente operosa nella prima metà del XIII secolo, tra il 1230 e il 1250, presso la corte di Federico II di Svevia. La poesia lirica della scuola, in volgare siciliano aulico, ebbe anche il merito di introdurre il sonetto. Esercitò un chiaro influsso sulla produzione culturale delle città ghibelline dell'Italia centrale (come per esempio Bologna, dove visse Guido Guinizelli, padre del Dolce stil novo). La Scuola siciliana, anche se in genere ricordata soprattutto per la produzione poetica, fu in realtà caratterizzata da una molteplicità di interessi culturali e scientifici. Diede infatti un notevole impulso alle conoscenze matematiche, tecnico-scientifiche, agli studi di letteratura filosofica araba, di alchimia, astrologia e mantica, per opera principalmente di Michele Scoto (presso la corte palermitana furono tradotti Avicenna, Averroè e Alpetragio), e alla conoscenza della letteratura greco-bizantina e della poesia tedesca, soprattutto della lirica cortese d'amore del Minnesang.

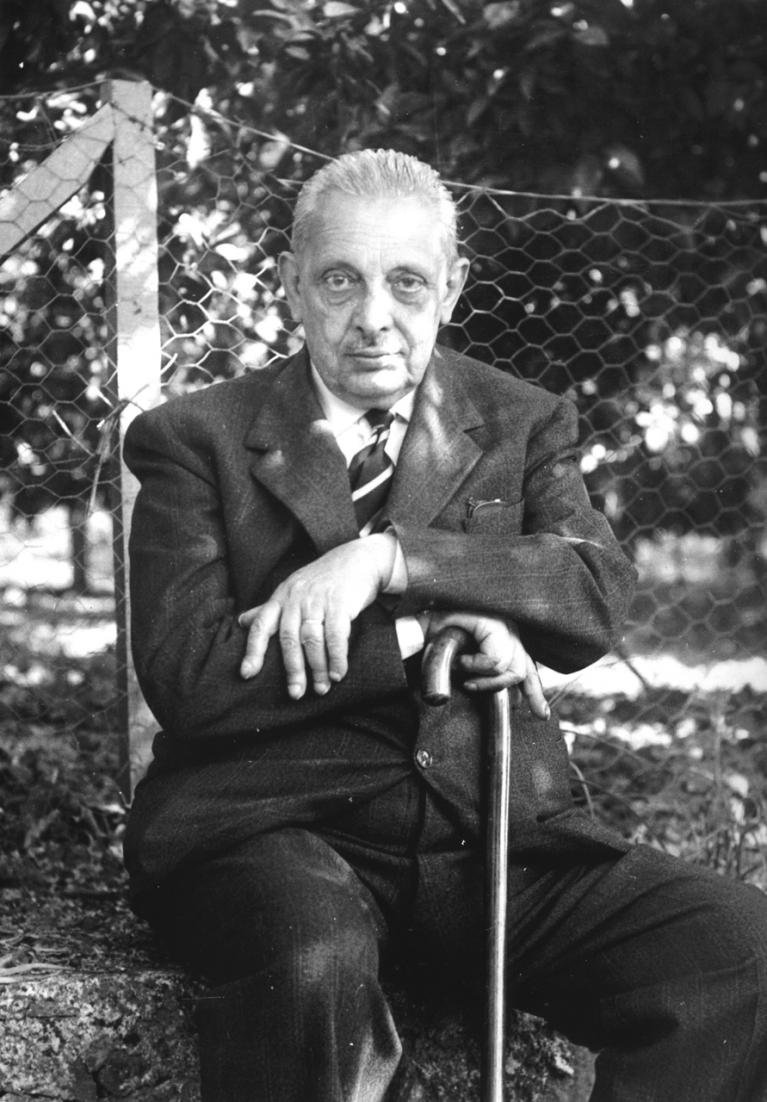
Giuseppe Tomasi di Lampedusa

Tra i primi anni del XIV secolo e la metà del XV la cultura umanistica diffuse l'importanza della filologia e personaggi di spicco del periodo, come Antonio Beccadelli, detto il Panormita, si dedicarono quasi esclusivamente a dar nuova vita a testi antichi, senza donare contributi originali, ma producendo materiale importantissimo dal punto di vista accademico. Francesco Balducci fu uno degli ultimi esponenti della corrente letteraria siciliana del petrarchismo. Il più importante poeta palermitano del XVII secolo fu Pietro Fullone. Fece parte dell'Accademia dei Riaccesi, assieme a Tommaso Aversa, Ortensio Scammacca, Giuseppe Galeano, Vincenzo Auria, Giuseppe Galeano, Ippolito Maia e tanti altri. Pietro Fullone rappresentò il legame tra il monrealese Antonio Veneziano, che scrisse nel XVI secolo, e i due più importanti poeti siciliani a cavallo tra il XVIII e il XIX secolo, il catanese Domenico Tempio e il palermitano Giovanni Meli.
Giovanni Meli raggiunse notorietà in tutta Italia aderendo ai modi e allo stile dell'Arcadia, di cui è ritenuto il più grande esponente assieme a Metastasio. Tra i più illustri scrittori palermitani va ricordato Giuseppe Tomasi di Lampedusa.
Il movimento letterario Gruppo 63 si costituì a Palermo nel 1963 per iniziativa di alcuni intellettuali fortemente critici nei confronti dei modelli letterari degli anni cinquanta. Fu definito di neoavanguardia per differenziarlo dalle avanguardie storiche del Novecento.

### Filosofia
La Biblioteca filosofica di Palermo, fu fondata da Giuseppe Amato Pojero. Dapprima cenacolo, si trasformò poi in Società per gli studi filosofici e infine in Biblioteca filosofica di Palermo, costituita legalmente il 26 luglio 1910 da un gruppo di soci fondatori con in testa Giovanni Gentile. Ebbe vita attivissima dal 1910 al 1937, quando divenne una sezione dell'Accademia di scienze, lettere e arti. Esercitò larga influenza nel generale movimento del pensiero speculativo e scientifico, facendo di Palermo la capitale della filosofia italiana. Vide la partecipazione di eminenti studiosi italiani e stranieri come Cosmo Guastella, Francesco Orestano, Santino Caramella, Vito Fazio Allmayer, Agostino Gemelli, Giovanni Vailati, Lev Gillet, Franz Brentano. Dallo scoppio della Seconda guerra mondiale non ha più svolto vera ed efficace attività, anche se ne è stata proposta la ricostituzione. Va inoltre ricordato Antonio Aliotta, che si pose in polemica con l'imperante neoidealismo di Benedetto Croce e di Giovanni Gentile.

### Arte

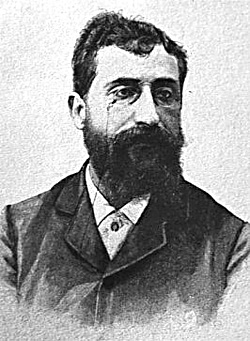
Ernesto Basile

L'Accademia di Belle Arti di Palermo venne istituita nel 1780 e in origine nacque come Scuola di disegno, assumendo l'attuale conformazione degli istituti nel 1923. In quell'anno nasce il liceo artistico Eustachio Catalano, fondato da Ernesto Basile. Dal 2013 si svolge la Biennale Internazionale d'Arte di Palermo.
Palermo ha dato i natali a Giacomo Serpotta, principale esponente della famiglia di scultori, famoso per aver rinnovato significativamente la tecnica dello stucco. 
Altra nota dinastia di artisti, considerati tra i principali maestri nella scultura del Rinascimento siciliano fu quella dei Gagini, il cui principale esponente fu Antonello.

### Musica

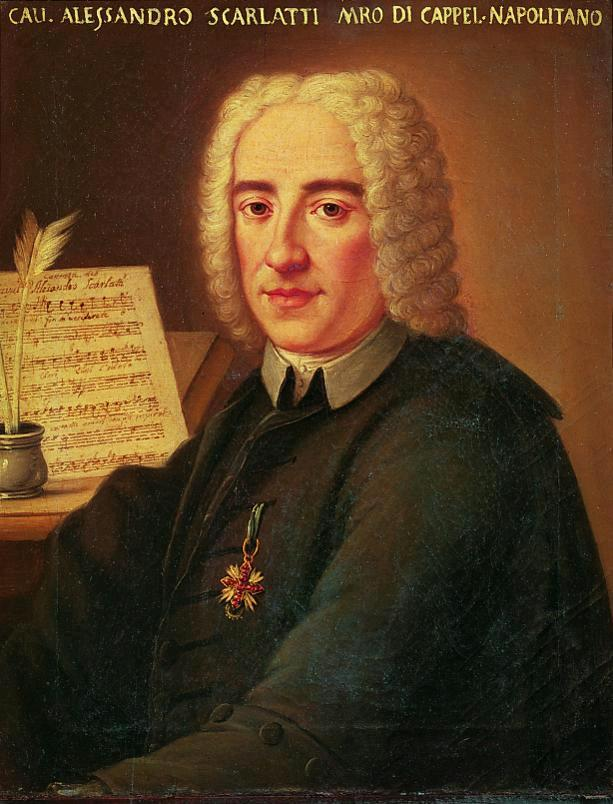
Alessandro Scarlatti

Palermo ha dato i natali a importanti musicisti come, per esempio, Sigismondo d'India. Il più celebre è Alessandro Scarlatti, compositore italiano di musica barocca, che, in campo operistico, viene considerato uno dei padri della Scuola musicale napoletana.
Di rilievo anche il musicologo Nino Pirrotta, autore di numerose pubblicazioni sulla musica antica.
Il teatro dell'opera di Palermo è il Teatro Massimo Vittorio Emanuele.
L'Orchestra Sinfonica Siciliana, istituita dalla Regione Siciliana nel 1951, dal 2001 ha la sua sede fissa presso il Teatro Politeama. All'interno dell'ex chiesa di Santa Maria dello Spasimo c'è la sede del Brass Group, che la utilizza come auditorium per concerti.
Negli anni settanta la città è stata sede del Palermo Pop, tra i primissimi festival rock tenutisi in Italia.

### Cinema
La città ospita storicamente produzioni cinematografiche ed ha fatto da sfondo a diverse pellicole, fra le quali, tra le più celebri Il Gattopardo per la regia di Luchino Visconti e Il padrino - Parte III di Francis Ford Coppola. In città avviene la prima proiezione siciliana del cinematografo dei fratelli Lumière nell'aprile del 1897 e, successivamente nasce la Lucarelli Film nel 1905, prima Casa di produzione cinematografica dell'Isola.

### Scienze matematiche, fisiche e naturali

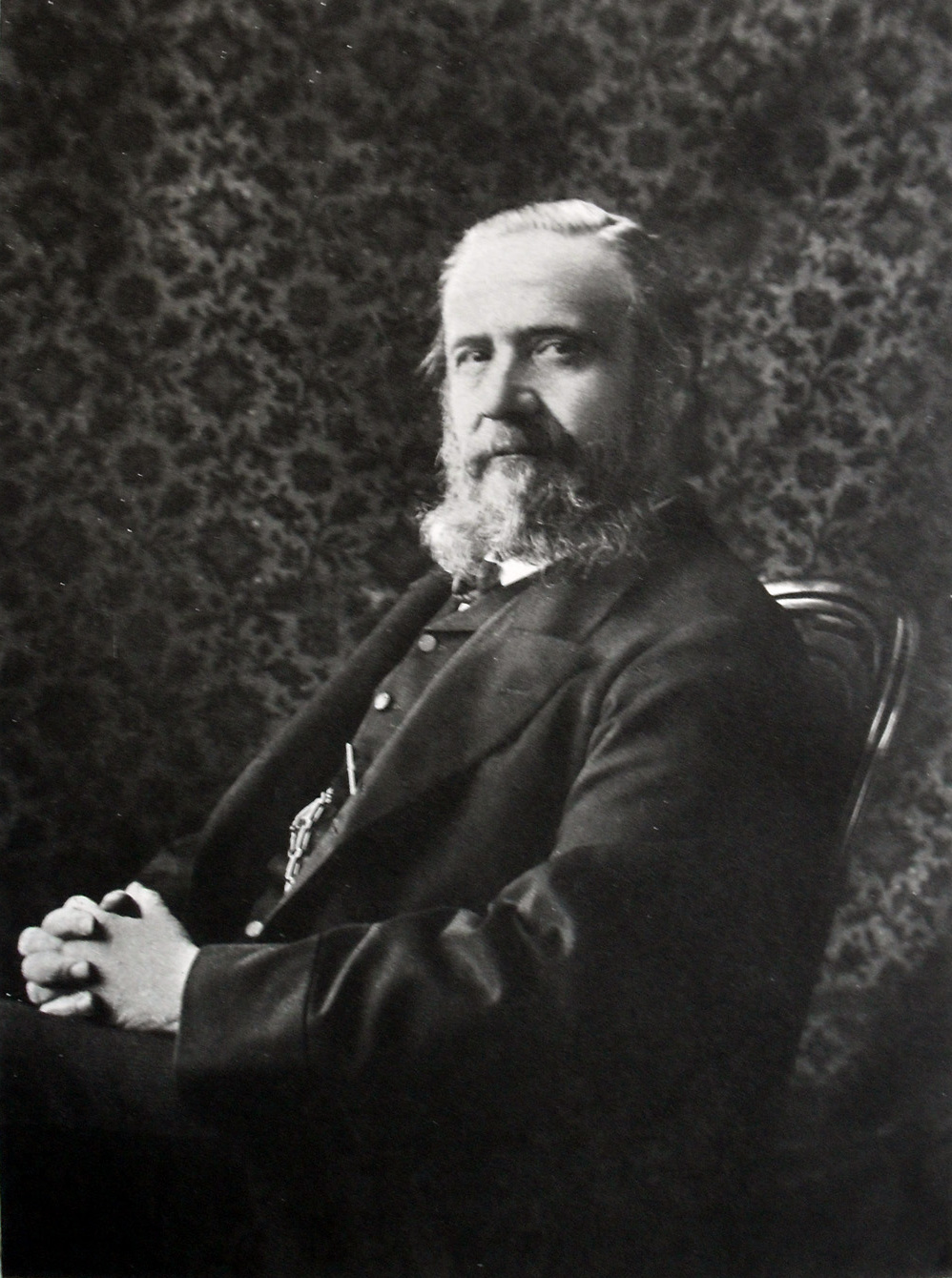
Stanislao Cannizzaro

Il Circolo Matematico di Palermo è un'organizzazione accademica di matematica fondata da Giovanni Battista Guccia il 2 marzo 1884. Viene considerata la più antica tra le società matematiche fondate in Italia. All'inizio del XX secolo il circolo annoverava tra i suoi membri quasi mille tra i più prestigiosi matematici del mondo. Edmund Landau, il grande teorico dei numeri di Gottinga, nell'aprile del 1914 definiva Palermo Il centro del mondo matematico.
Tra i più noti scienziati palermitani va ricordato Domenico Scinà. Fu il primo a occupare la cattedra di fisica sperimentale all'Accademia degli studi di Palermo. Nei primi anni del XIX secolo venne inoltre nominato regio storiografo dal re Ferdinando di Borbone. Nel 1812 collaborò alla stesura della costituzione siciliana e fu membro perpetuo della Commissione di pubblica istruzione ed educazione in Sicilia. Ha lasciato diverse opere di carattere scientifico e storico.
Decisivo fu poi l'intervento nel 1867 di Gaetano Giorgio Gemmellaro, che confermò i risultati cui era pervenuto Domenico Scinà. Gemmellaro nel 1866 creò la prima collezione universitaria di geologia e paleontologia, fondando il museo che porta il suo nome. Svolse un'intensa attività di ricerca e collaborò con Charles Lyell e con la Geological Society, uno dei centri più prestigiosi della geologia mondiale. Importante fu inoltre l'attività svolta a Palermo da Pietro Doderlein. Originario di Dubrovnik, nel 1862 venne chiamato a ricoprire la cattedra di zoologia e anatomia comparata all'Università di Palermo e organizzò in modo esemplare il Museo di storia naturale di Palermo, poi divenuto Museo di zoologia Pietro Doderlein, ed ebbe un'influenza decisiva sullo sviluppo della zoologia e sul progresso della biologia marina in Sicilia.
Va ricordato anche l'Osservatorio astronomico di Palermo, con una storia di oltre duecento anni di attività, segnati da picchi di eccellenza e fasi di declino. Fondato nel 1790 per volontà di Ferdinando I di Borbone, venne eretto sulla torre pisana del Palazzo Reale, e fu immediatamente dotato della migliore strumentazione allora disponibile, commissionata da Giuseppe Piazzi, che ne fu il primo direttore. Nel 1801 dall'Osservatorio di Palermo venne scoperto Cerere, così chiamato in onore del famoso mito che si svolge proprio in Sicilia. Un'altra importante scoperta fu quella dell'ammasso globulare NGC 6541 da parte di Niccolò Cacciatore. Oggi l'Osservatorio di Palermo, intitolato a Giuseppe Vaiana, è una delle strutture dell'Istituto nazionale di astrofisica (INAF) e porta avanti diversi progetti di ricerca.
Un illustre botanico palermitano fu Filippo Parlatore. Si deve al suo impegno la rinascita di forme associative nel campo della scienza botanica, che condurrà nel 1888 alla nascita della Società botanica italiana. Nel 1841 fondò l'Erbario centrale italiano e nel 1844 il Giornale botanico italiano. Tra i più importanti direttori dell'Orto botanico di Palermo Vincenzo Tineo e Agostino Todaro. Altri due importanti botanici sono stati Paolo Silvio Boccone e Giuseppe Catalano.
Nelle scienze naturali si distinse l'ornitologo Baldassare Palazzotto (1777-1858), dimostratore di Scienze Naturali alla Real Università e direttore della Biblioteca Comunale di Palermo. Va menzionato anche Cesare Airoldi, naturalista del XVIII secolo, che portò avanti soprattutto studi di mineralogia.
Nella chimica si è distinto Stanislao Cannizzaro. Nel 1858 pubblicò il fondamentale Sunto di un corso di filosofia chimica e fece scoperte note come Reazione di Cannizzaro e Regola di Cannizzaro. Fu tra i fondatori, nel 1871 a Palermo, della rivista scientifica Gazzetta Chimica Italiana e nel 1891 vinse la Medaglia Copley per i suoi lavori scientifici. A lui è stato intitolato il cratere lunare Cannizzaro, situato nell'emisfero opposto alla Terra, subito oltre il margine nordorientale. Tra gli altri prestigiosi chimici palermitani vanno ricordati Emanuele Paternò e Domenico Marotta.
Nelle scienze mediche vanno ricordati il pediatra Giovanni Di Cristina, l'oncologo Maurizio Ascoli.
Tra i più noti geodeti palermitani, Corradino Mineo. Tra gli entomologi, Pietro Genduso. Vanno inoltre ricordati i matematici Michele De Franchis, Francesco Paolo Cantelli, Salvatore Correnti, Renato Calapso e Michele Cipolla, e i fisici Damiano Macaluso e Michele La Rosa. Luigi Crocco è stato tra i maggiori studiosi mondiali nel campo dell'aerodinamica teorica e della propulsione a razzo.

### Storiografia
Michele Amari ha contribuito in modo rilevante alla conoscenza della storia della Sicilia islamica ed è ritenuto il fondatore dell'organizzazione scientifica e metodologica degli studi di orientalistica in Italia.

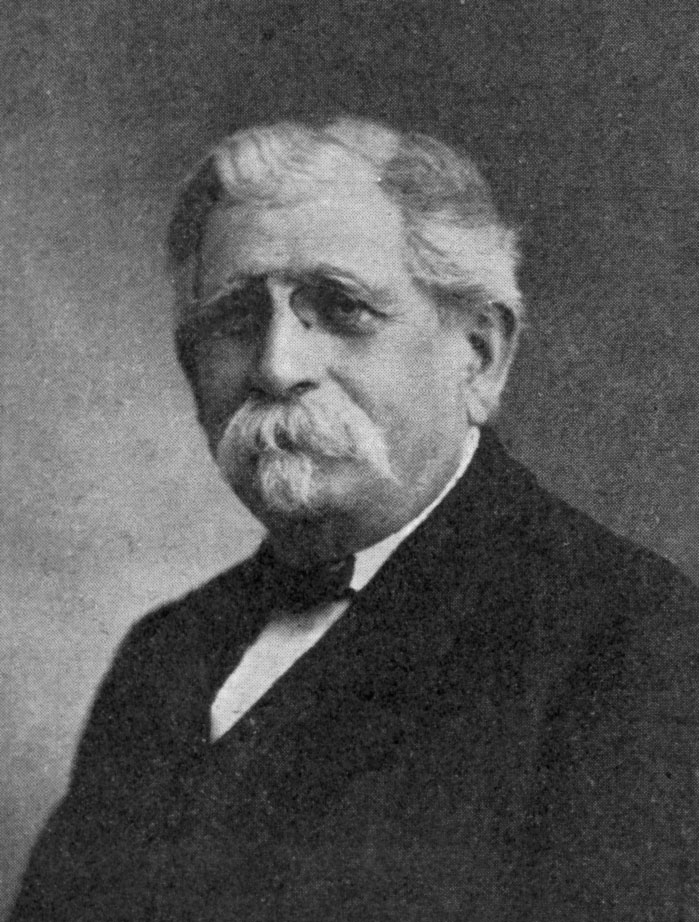
Antonio Salinas

Rosario Gregorio fu uno degli storici palermitani più importanti del XVIII secolo. La sua opera maggiore è Considerazioni sopra la storia di Sicilia dai tempi normanni sino a' presenti, di cui i sette volumi uscirono dal 1805 al 1826.Fondamentale è stato il lavoro svolto da Gioacchino Di Marzo, tra i fondatori della moderna storia dell'arte siciliana, mentre per ciò che riguarda la storiografia siciliana in generale, ebbe il merito d'aver dato vita a la Biblioteca storica e letteraria di Sicilia, ossia Raccolta di opere inedite e rare di scrittori siciliani dal secolo XVI al XIX, in ventotto volumi, in cui raccolse la vita pubblica e privata, intellettuale e morale della Sicilia, e soprattutto di Palermo, dagli inizi del XVI secolo fino alla fine del XVIII, tramite le notizie che ne avevano dato diaristi e cronisti come Rocco Pirri, Filippo Paruta, Vincenzo Auria, il Mongitore e Francesco Maria Emanuele Gaetani.
Va ricordato anche l'archeologo, numismatico e paleografo Antonio Salinas. Socio nazionale dei Lincei, fu tra i più importanti curatori museali in Sicilia, pioniere di un'idea di museo come luogo di raccolta di "bene comune", oltre che tra i fondatori dell'Istituto italiano di numismatica. Partecipò agli scavi che si effettuarono a Mozia, Selinunte, Tindari, Solunto, Lilibeo ed ebbe diversi altri incarichi, come quello di primo archeologo della Missione scientifica italiana ad Atene. Fu il primo a illustrare i monumenti del Ceramico. Tra le collezioni del Museo archeologico regionale di Palermo, intitolato allo studioso, c'è quella di oltre 6.000 pezzi che lo stesso Salinas cedette al Museo nel 1914.

### Cucina

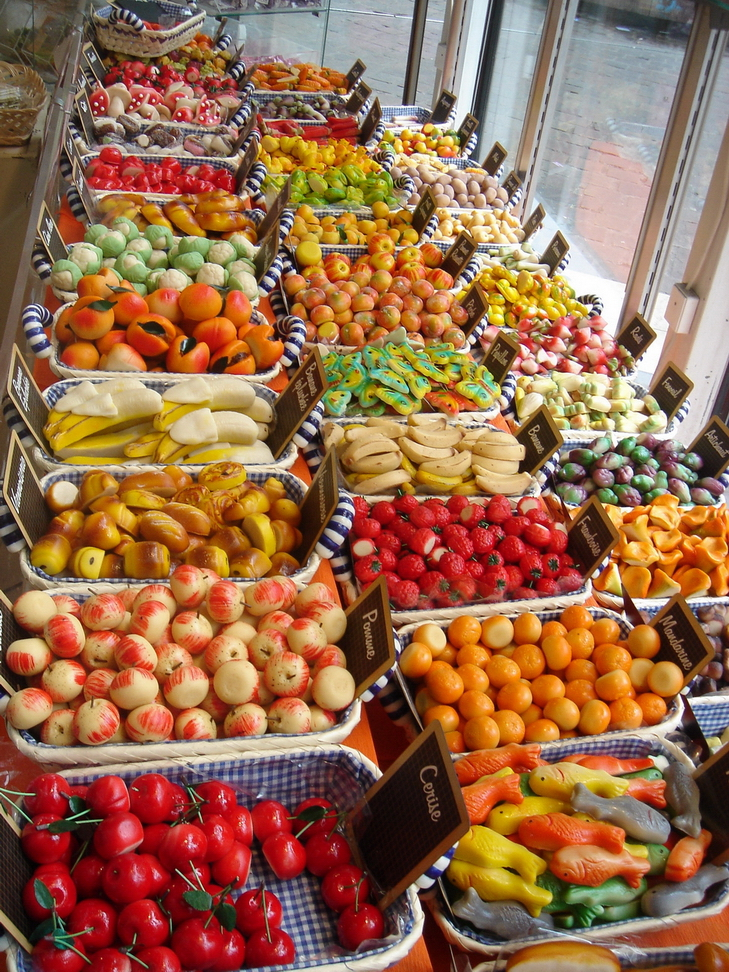
Frutta di Martorana

La cucina palermitana rientra nel modello nutrizionale della dieta mediterranea e mostra tracce e contributi di tutte le culture che si sono stabilite in Sicilia negli ultimi due millenni.
Tra le pietanze più famose troviamo la caponata (utilizzata sia come antipasto sia come contorno), primi come la pasta con le sarde o anelletti al forno e secondi come le sarde a beccafico o l'arrosto panato alla palermitana. L'insalata tipica è invece quella di arance con erba cipollina, olio d'oliva, sale e pepe.
Come in molte parti del Mediterraneo, il vino accompagna i pasti palermitani. La tipica bevanda alcolica è l'Anice Unico Tutone, un prodotto ad altissima gradazione alcolica (60 gradi) a base di anice misto aromatizzato con parti di cumino e che, mischiato all'acqua fredda, compone la famosa bevanda rinfrescante chiamata Acqua i zammù.
Palermo è famosa per la sua pasticceria e in maniera particolare per i dolci tipici, che hanno come ingrediente principale la crema di ricotta: cannoli, cassate, dita d'apostolo, sigarette, sfince (che si mangiano il giorno di San Giuseppe), la cuccìa (che si mangia il giorno di Santa Lucia) e i biscotti di San Martino ripieni (che si mangiano il giorno di San Martino).
Il cuoco palermitano Francesco Procopio dei Coltelli è ritenuto il padre del gelato, uno dei dessert più consumati e noti al mondo. A Palermo hanno avuto origine anche la frutta martorana e più recentemente l'Iris, creata da un pasticcere palermitano nel 1901.
Cibo da strada

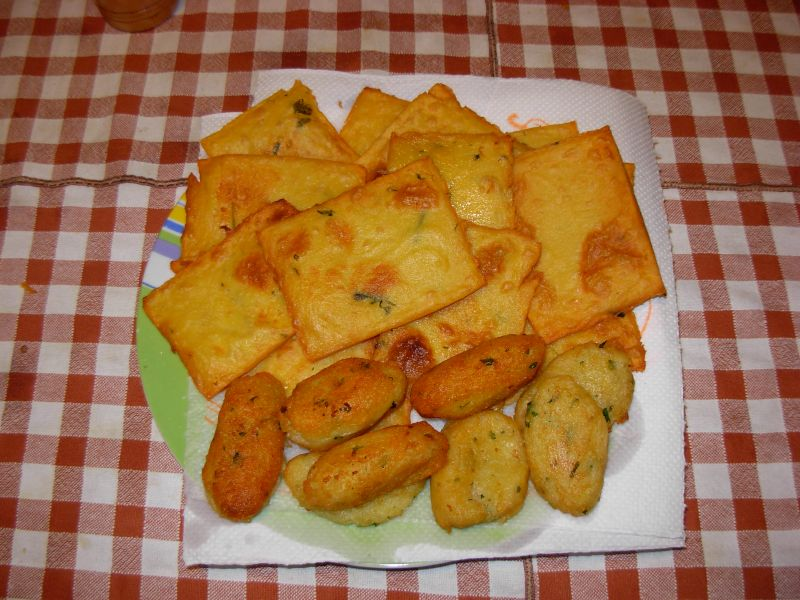
Panelle e crocché.

Un aspetto caratteristico della cucina locale è il cibo da strada, largamente diffuso. 
Il panino con la milza, (pani câ meusa) che viene preparato con fette di milza e polmone di vitello fritte nello strutto e può essere consumato schiettu (semplice) o maritatu (con scaglie di caciocavallo o ricotta o entrambi), e il panino con panelle, frittelle salate di farina di ceci spesso accompagnate con le crocché (morbide crocchette fritte di patate), si contendono il primato in tale campo. Molto popolare anche una variante palermitana della pizza chiamata sfincione: una focaccia preparata con pomodoro, cipolla, caciocavallo e olio d'oliva. Altre pietanze che rientrano nella categoria sono la stigghiola, la frittola e la caldume (quarume).
Molto diffusi i cosiddetti pezzi di rosticceria locale, tra cui: calzoni, ravazzate, rizzuole, rollò (che hanno come base una sorta di pasta brioche poi farcita all'interno), mattonelle (pasta sfoglia in forma rettangolare farcita in vario modo), e le celeberrime arancine.

### Eventi

Il teatro Garibaldi, principale sede organizzativa per Manifesta 12

- Festa di santa Rosalia, le celebrazioni della Patrona (fistinu), che si concludono annualmente il 14 luglio, costituiscono uno degli eventi cittadini più noti;
- Fiera del Mediterraneo, manifestazione espositiva svolta dal 1946 al 2008 e di nuovo nel 2015[131];
- Le Vie dei Tesori, manifestazione nata nel 2006 per promuovere e valorizzare il patrimonio storico-monumentale della città di Palermo, rendendo fruibili anche luoghi solitamente non aperti al pubblico o difficilmente visitabili.[132];
- Palermo Comic Convention, chiamato anche Salone Internazionale del Fumetto - Games - Cinema - New Media, è un evento dedicato alla pop culture che si tiene annualmente dal 2015 e si svolge presso la Fiera del Mediterraneo;
- Palermo Pop, tra i primissimi esempi di festival folk, rock e jazz in Italia, si svolse in tre edizioni dal 1970 al 1972;
- Premio Mondello, premio letterario istituito nel 1975;
- Sole Luna Doc-film Festival[133], rassegna cinematografica dedicata al documentario nata nel 2006;
- Sport film festival, rassegna internazionale del cinema sportivo nata nel 1979;
- Rally aereo di Sicilia, rally organizzato presso l'aeroporto di Boccadifalco dal 1949;
- World Festival on the Beach, manifestazione sportiva attiva dal 1995.

Nel 2015 ha ospitato la biennale europea di arte contemporanea Manifesta 12; è stata inoltre Capitale italiana della cultura nel 2018 e Capitale italiana dei Giovani nel 2017.

## Geografia antropica

Veduta panoramica dal Castello Utveggio sul Monte Pellegrino

### Urbanistica
La forma del primo nucleo della città ricorda un piede e pertanto Palermo viene spesso definita Piede Fenicio. Lo sviluppo urbanistico ha risentito delle varie dominazioni che si sono succedute nel corso dei secoli con una grande varietà di ambienti e scorci; in ultimo l'espansione recente ha reso il centro storico un luogo ben differenziato dalla cosiddetta Palermo Nuova.

### Quadro amministrativo
La città di Palermo è capoluogo della Regione Siciliana (regione a statuto speciale) e della Città metropolitana di Palermo (fino al 2015 Provincia di Palermo).
Il territorio comunale si estende su una superficie di 161 km² con una popolazione di circa 670 000 abitanti.

#### Suddivisioni storiche

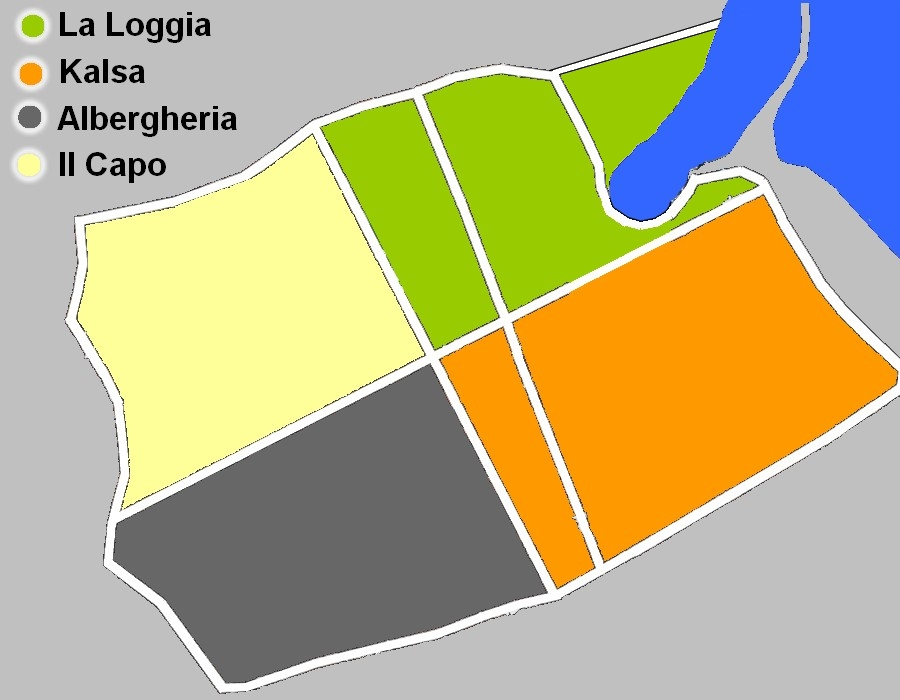
Antica suddivisione del centro storico (attualmente I circoscrizione) in 4 mandamenti

Il centro storico di Palermo (che corrisponde alla prima circoscrizione) è suddiviso in quattro parti da Via Maqueda e Corso Vittorio Emanuele, che incrociandosi a piazza Vigliena danno origine alla croce barocca (i Quattro Canti, detto anche "Teatro del Sole").
I quattro quartieri storici o mandamenti così creati sono:
- Kalsa o Mandamento Tribunali,
- La Loggia o Mandamento Castellammare,
- Seralcadio o Il Capo o Mandamento Monte di Pietà,
- Albergheria o Mandamento Palazzo Reale.

#### Circoscrizioni

L'attuale suddivisione amministrativa in 8 circoscrizioni

La città di Palermo è ripartita in otto circoscrizioni, ripartite a loro volta in 25 quartieri e 55 unità di primo livello.

#### Frazioni
Palermo è una città policentrica, poiché durante l'espansione urbanistica novecentesca vennero inglobati centri urbani preesistenti, talvolta ormai poco distinguibili all'interno del tessuto urbano.
Una capillare rete viaria di antica origine metteva in collegamento il centro storico con questi insediamenti minori, di cui alcuni erano borgate marinare e altri erano dediti all'agricoltura degli agrumi.

##### Borgate marinare

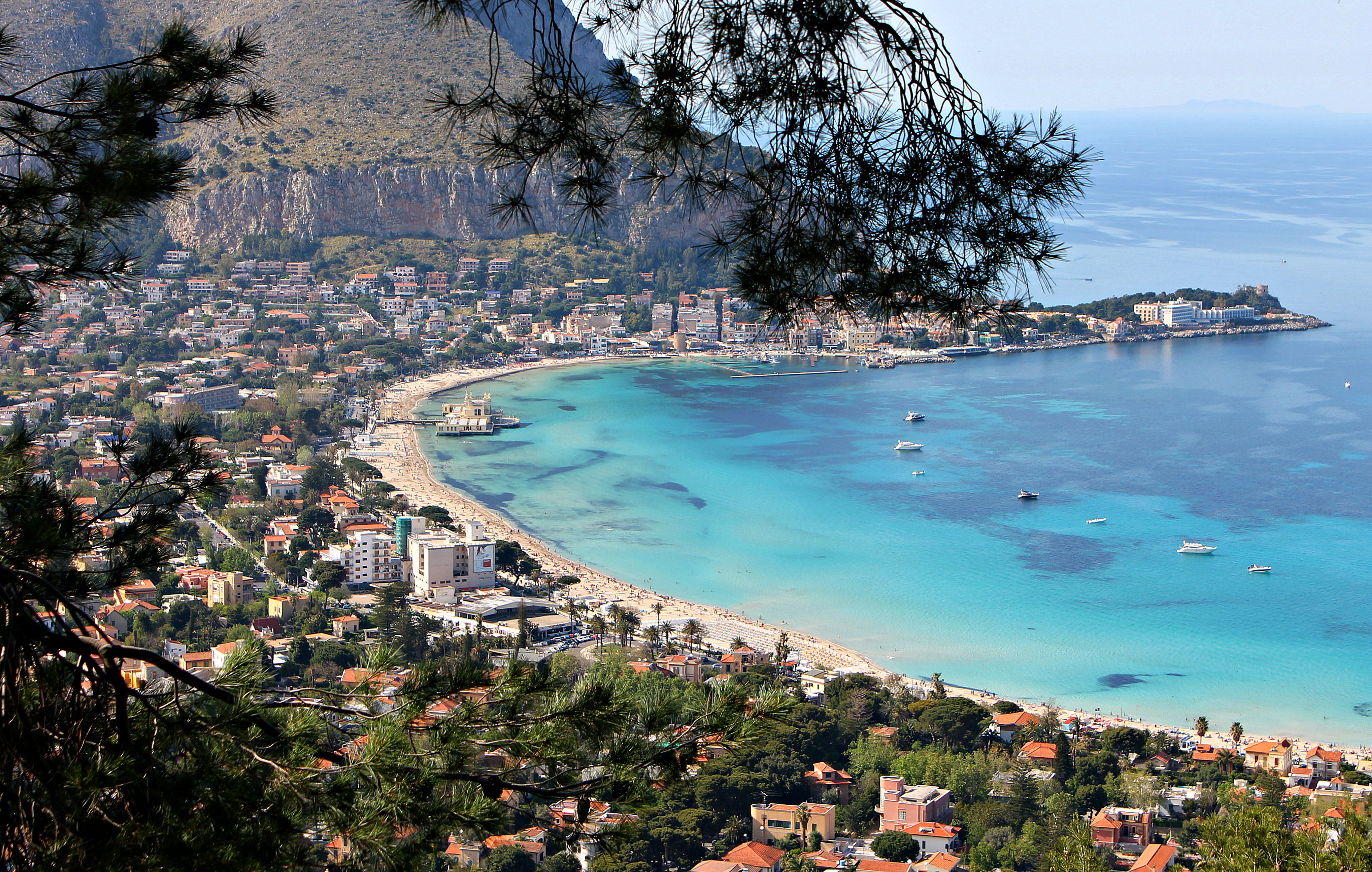
Mondello affacciata sulla sua baia

- Mondello è una località balneare, originariamente villaggio di pescatori, sviluppatosi intorno a un'antica tonnara. In seguito alla bonifica del territorio circostante[141], tra il 1892 e il 1910, viene costruita una città giardino con numerose ville in stile liberty e il Kursaal a mare. Da Mondello si accede alla Riserva naturale di Capo Gallo - Isola delle Femmine.
- Sferracavallo è un borgo marinaro e turistico, e sviluppatosi intorno alla tonnara di Calandria, tra i Monti Billiemi e Pizzo Santa Margherita. Durante alcuni scavi archeologici nelle grotte Impiso, Pecoraro e Conza sono stati scoperti materiali del paleolitico superiore.
- Addaura è una borgata che si trova a sud-ovest di Mondello e che ospita numerose ville di recente costruzione. A circa 70 m s.l.m., si trovano alcune grotte dove sono stati rinvenuti resti del paleolitico e del mesolitico che si trovano al Museo archeologico regionale Antonino Salinas; in altre grotte vicine sono stati rinvenuti graffiti con figure umane e animali d'era paleolitica. La costa dell'Addaura un tempo era difesa da una torre del XV secolo di cui non resta molto.
- Arenella-Vergine Maria sono due borgate marinare un tempo dedite alla pesca del tonno. Le località nacquero come villaggi di pescatori attorno alle tonnare durante l'Ottocento. Formano il XXV quartiere cittadino e al suo interno troviamo il porticciolo turistico dell'Acquasanta. Qui, stretto tra le creste rocciose del Monte Pellegrino e il mare si estende il Cimitero dei Rotoli del 1837.
- Settecannoli è situata nell'area di sud-est della città. Al suo interno hanno sede il litorale di Romagnolo, il porticciolo della Bandita ed il territorio di Acqua dei Corsari. Sede di numerosi stabilimenti balneari - tra cui i più noti Bagni Virzì, Bagni Petrucci, Bagni Italia - da fine Ottocento a metà Novecento, ha poi subito un processo di profondo degrado ed inquinamento.

##### Borgate di campagna

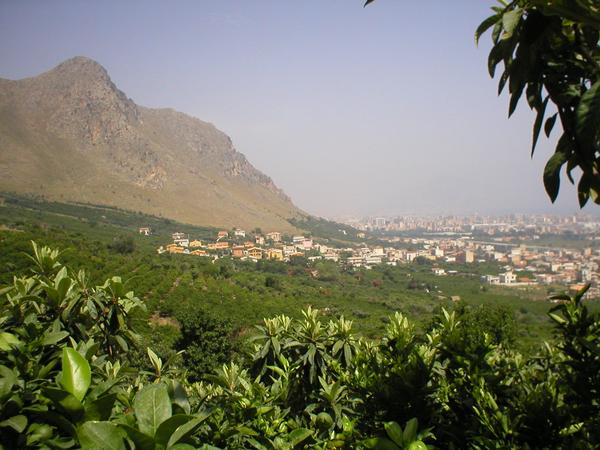
Ciaculli ai piedi del Monte Grifone

- Ciaculli è una località del Comune di Palermo che conserva le caratteristiche della tipica borgata di campagna. Si trova alle porte della città e conta circa 9 500 abitanti. Rientra nella II Circoscrizione e insieme con la frazione di Croceverde-Giardina forma la nona Unità di primo livello di Palermo. Vicino si trova Santa Maria di Gesù, altra borgata di origine contadina. A Ciaculli si coltiva il mandarino tardivo, protetto da Slow Food.
- Croceverde è una piccola frazione o borgata rurale di Palermo. Sorge nell'angolo meridionale della pianura Conca d'Oro, e conta circa 1 100 abitanti. Dista pochi chilometri dal tessuto urbano di Palermo, ed è confinante con due località limitrofe: a nord-ovest Ciaculli, confinante per mezzo dell'omonima strada, e a sud-est Gibilrossa, frazione di Misilmeri, nota per le imprese garibaldine.
- Belmonte Chiavelli è distaccata dal resto del tessuto urbano della città dalla Circonvallazione di Palermo, ed è situata in un'area di forte pendenza ai piedi del Monte Grifone. Da Belmonte Chiavelli è visibile un panorama completo della città.
- Santa Maria di Gesù è una località o borgata del comune di Palermo. Si sviluppa attorno l'omonimo cimitero storico. È ubicata ai piedi del Monte Grifone, tra le altre borgate di Ciaculli e di Belmonte Chiavelli.
- Baida e Boccadifalco, sono due antiche borgate collinari fuse tra loro che offrono una vista panoramica sulla piana palermitana. Abitati sparsi, caratterizzati da strade ripide e tortuose dove sorgono ville immerse nel verde. Ai piedi delle colline si trova la pista dell'Aeroporto di Palermo-Boccadifalco.

## Economia

### Agricoltura e pesca

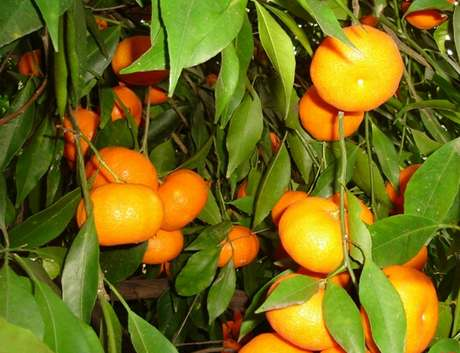
Mandarini tardivi

Benché il territorio sia prevalentemente urbanizzato, all'interno del comune sono presenti vasti territori dedicati all'agricoltura. In particolare forte è la presenza di questi terreni nella zona di Ciaculli, dove viene coltivato un particolare tipo di mandarino locale per il quale i produttori si sono riuniti in un consorzio. Tale consorzio tratta anche un frutto, che in zona trova il suo habitat: la nespola.
La pesca è un'importante attività cittadina: grossi gruppi di pescatori sono presenti in alcuni porti minori cittadini come La Cala e soprattutto il porto di Sferracavallo. La borgata è infatti rinomata per la grossa presenza di ristoranti specializzati nella preparazione di pietanze a base di prodotti ittici. L'allevamento è diffuso soprattutto al di là delle alture, che delimitano il tessuto urbano della città. È inoltre diffuso al largo della costa cittadina l'allevamento del tonno.

### Industria e servizi

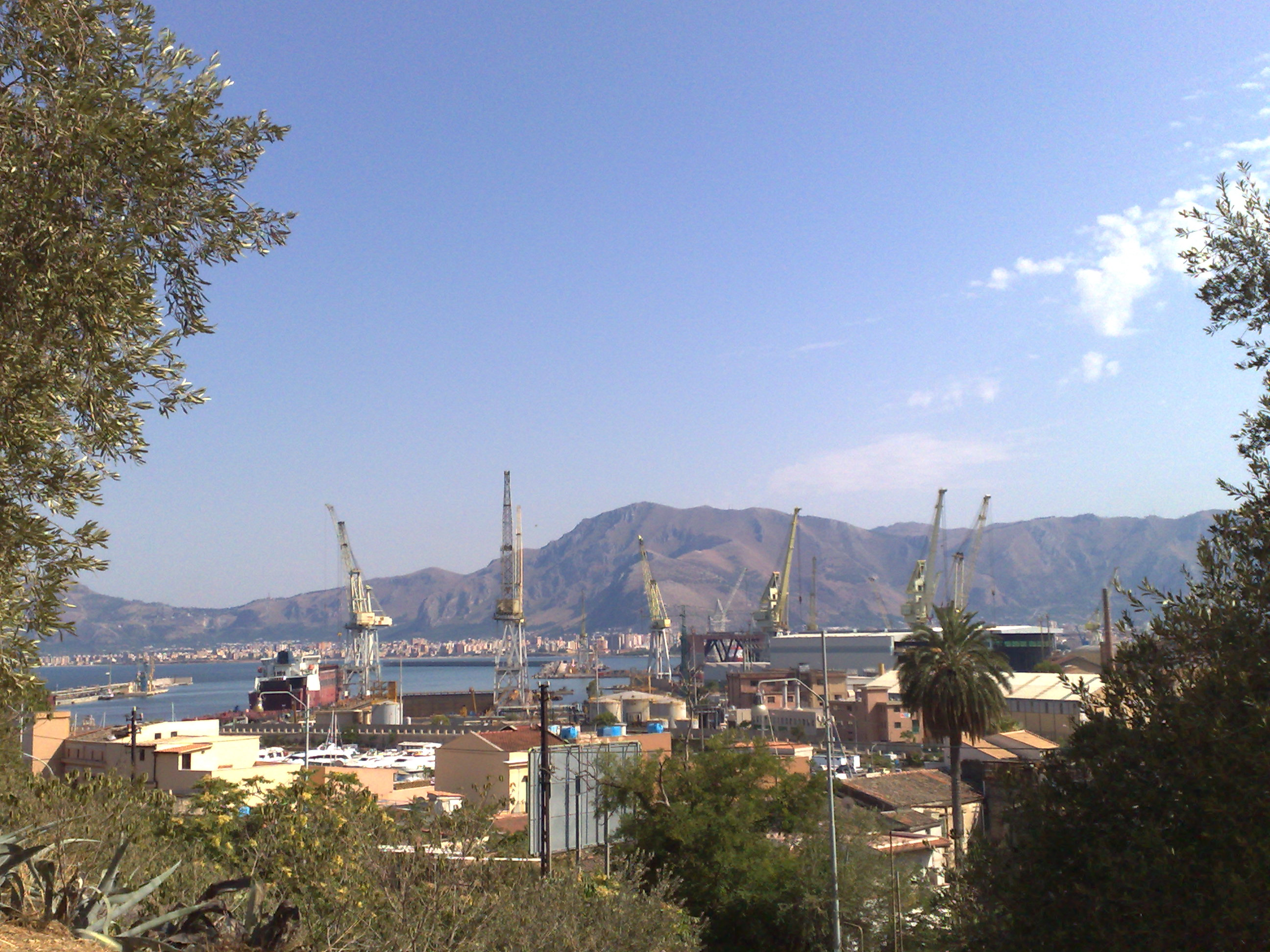
Cantiere navale di Palermo

Il principale polo industriale cittadino è il porto di Palermo con la presenza dei cantieri navali di proprietà della Fincantieri, che generano anche un grosso indotto. Altri poli industriali cittadini sono: il quartiere industriale di Brancaccio dove sono presenti molte attività industriali di media dimensione, il maggiore deposito ferroviario merci della città e i capannoni della nettezza urbana comunale e degli autobus; la Zona Industriale Nord, nota anche come via Ugo La Malfa, anche se quest'area è in larga parte occupata da società di servizi; la zona di Partanna. Altre zone industriali sono ormai dismesse come l'area dell'ex Chimica Arenella, destinata a trasformarsi in zona turistico alberghiera.

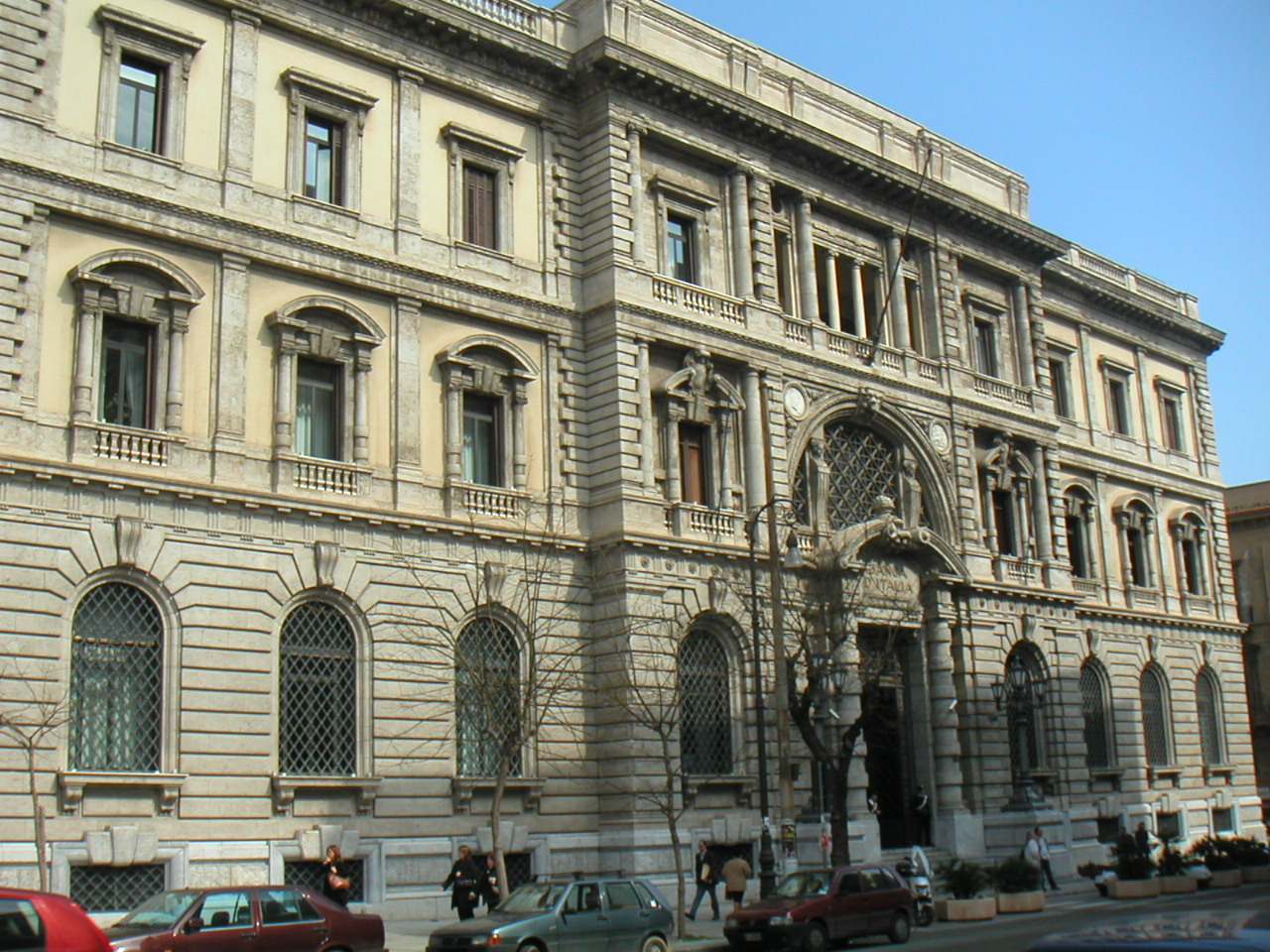
Sede regionale della Banca d'Italia

Il terziario e i servizi rappresentano la principale economia cittadina. In particolare la grossa presenza di uffici governativi della Regione Siciliana, degli uffici comunali e provinciali (tra cui la filiale della Banca d'Italia), oltre che delle sedi regionali di enti pubblici o di società a capitale pubblico, tra cui la RAI, occupa direttamente e tramite l'indotto una grossa fetta della popolazione attiva. Sono inoltre nate molte società di servizi che si occupano di telefonia.
Importante settore è quello bancario. La città è stata per decenni sede principale del Banco di Sicilia sin dalla fondazione del banco fino all'incorporazione in Unicredit. Altre banche con sede a Palermo erano la Banca Nuova e la Banca di Palermo.
Il settore commerciale è invece orientato al dettaglio e alle aziende di piccola e media dimensione. Il 25 novembre del 2009 ha aperto ufficialmente il primo grosso centro commerciale presente sul territorio comunale, il Forum Palermo nel quartiere Roccella, a cui ne sono seguiti altri.

### Turismo

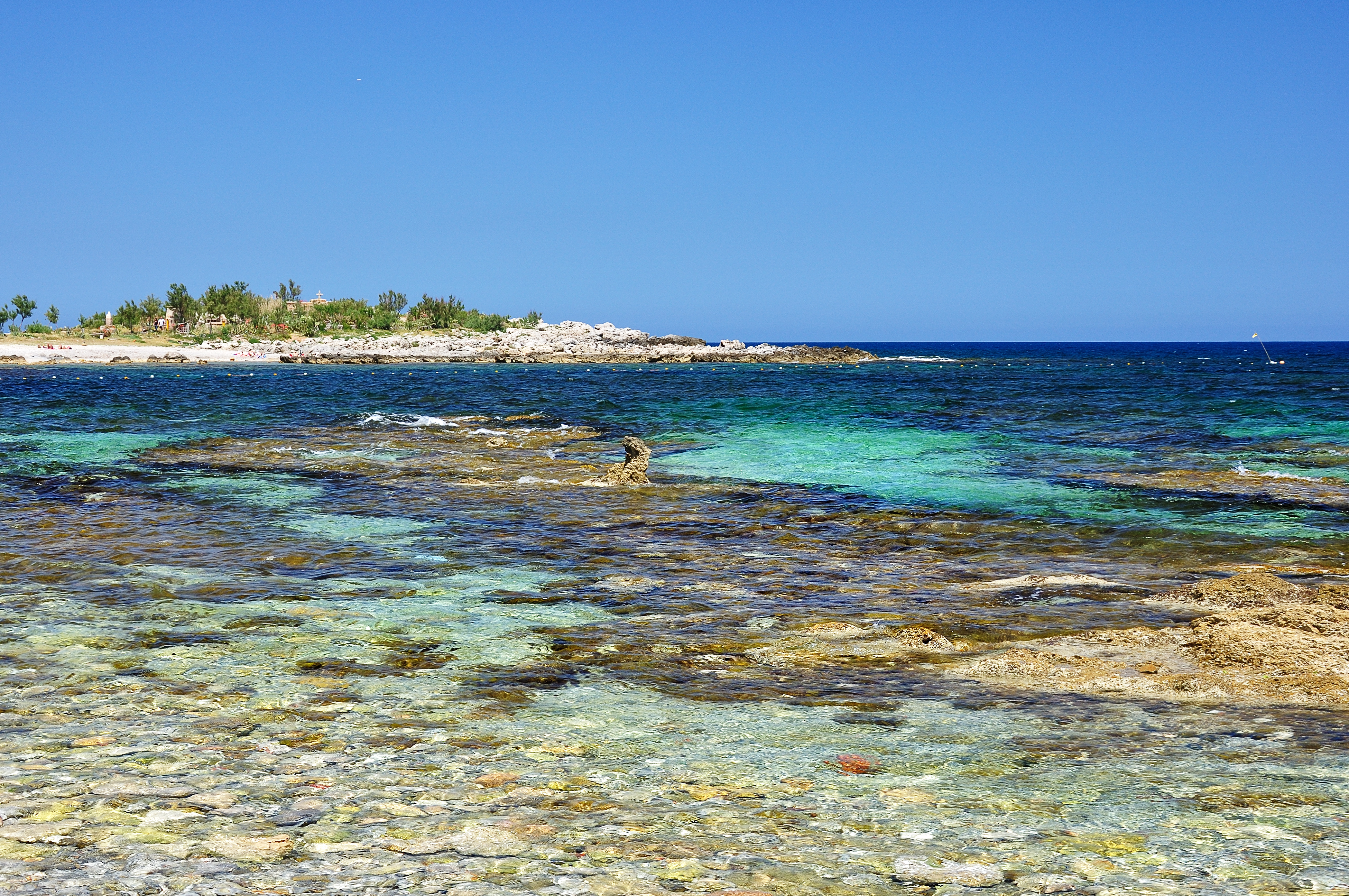
Punta Barcarello.

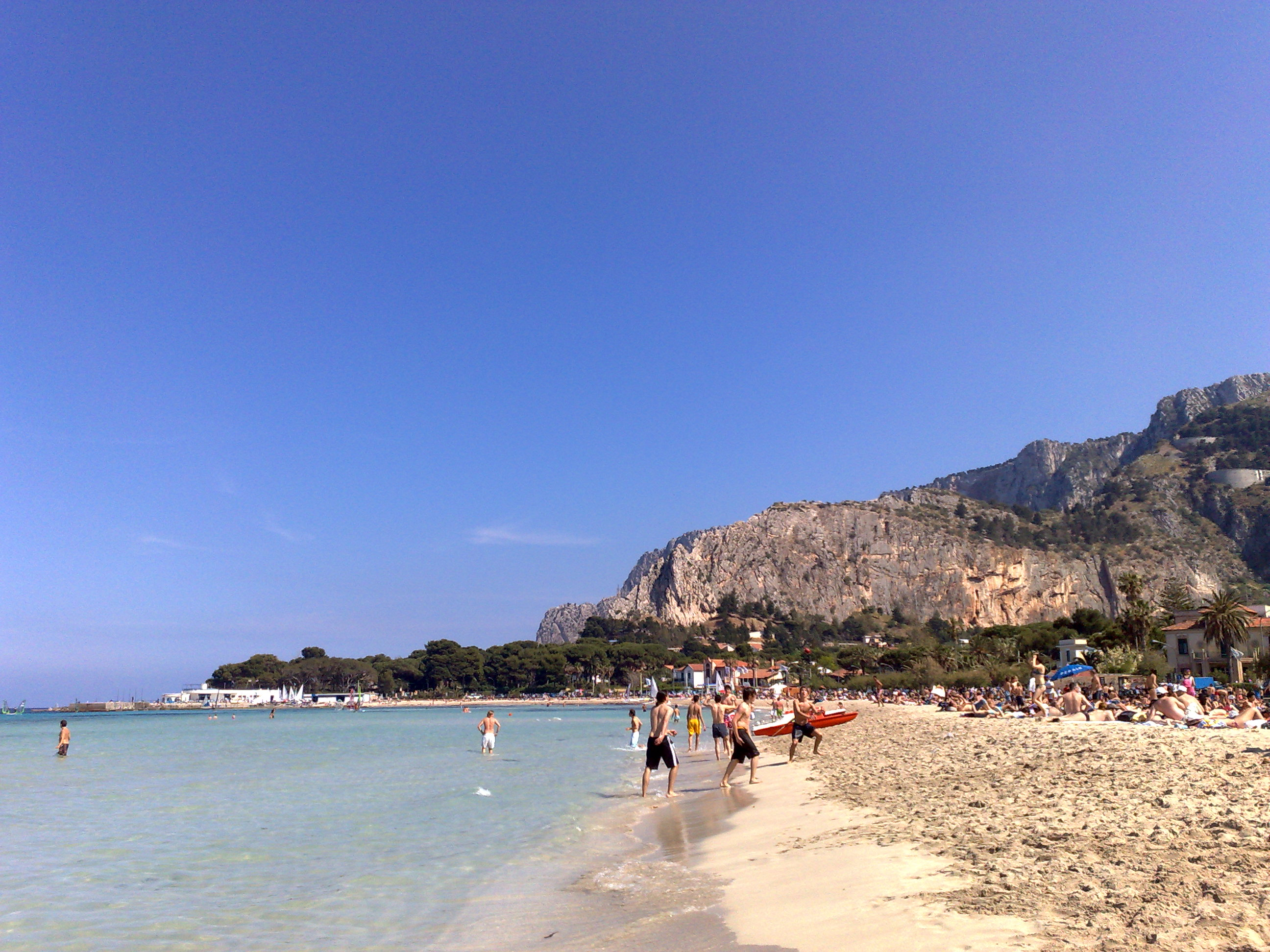
Bagnanti durante la stagione estiva nella spiaggia di Valdesi a Mondello

Palermo, già nel ‘700, era spesso metà di visitatori del Grand Tour compiuto da artisti, letterati e nobili europei (specialmente provenienti da Gran Bretagna, Francia e Germania) vedendo ospite grandi personaggi come per esempio: Jean-Pierre Houël, Alexandre Dumas (padre), Guy de Maupassant e Johann Wolfgang von Goethe.
Il turismo è un settore molto importante nell'economia della città, che attrae per il suo clima mediterraneo, per il cibo caratteristico, per i luoghi naturali, il patrimonio artistico-architettonico e culturale. A partire dagli anni 2000 ha subito un profondo incremento anche grazie al sempre crescente traffico crocieristico.
Il turismo religioso ha il suo fulcro nel culto di Santa Rosalia. A partire dal 2017 è stata rivalutata la "Magna Via Francigena", da Palermo ad Agrigento (sezione della "Via Francigena"), la percorrenza della quale permette di conseguire il "Testimonium", prova della propria devozione.
Il turismo LGBT vede una città da sempre culturalmente aperta alle diversità la quale ha alle spalle una storia che l'ha vista protagonista nel movimento LGBT italiano, con la nascita di Arcigay e lo svolgimento di una delle prime parate italiane. Ricca di locali, serate e di luoghi di ritrovo estivi come le spiagge di Barcarello e Balestrate (dove si può anche praticare nudismo), offre anche importanti iniziative culturali a tema come il Sicilia Queer Filmfest (rassegna di cinematografia gay internazionale) e manifestazioni come il Palermo Pride accompagnato annualmente dall'organizzazione del villaggio LGBT e dalla parata conclusiva nel centro storico della città. Negli ultimi anni è diventata sempre più numerosa l'offerta di strutture turistiche omofile come hotel e bed and breakfast.

## Infrastrutture e trasporti

### Strade

Le principali arterie stradali cittadine

Palermo è attraversata, da sud-est a nord-ovest, dal viale della Regione Siciliana (detto anche circonvallazione di Palermo); l'arteria assume per la città un'importanza fondamentale in quanto connette alla viabilità urbana le due autostrade (A19 e A29): l'autostrada A19, che la collega a Catania dal 1975 e all'autostrada A20 per Messina nei pressi dell'uscita Buonfornello e infine l'autostrada A29, che collega Palermo a Mazara del Vallo, all'aeroporto Punta Raisi e all'A29 Dir. Alcamo-Trapani; questa, inaugurata nel 1978, fu collegata alla circonvallazione alla fine degli anni ottanta. Alla circonvallazione sono connesse anche due strade statali: la SS 186, che collega Palermo a Partinico uscendo in direzione sud-ovest lungo corso Calatafimi e che, dopo aver superato viale della Regione Siciliana, raggiunge il quartiere periferico di Mezzomonreale e prosegue fino a raggiungere Borgetto e Partinico, dove si innesta sulla strada statale 113 Settentrionale Sicula; e la SS 624, che ha inizio da via Ernesto Basile, in corrispondenza del cavalcavia che sovrasta viale della Regione Siciliana sud-est e termina confluendo nella strada statale 115 Sud Occidentale Sicula.
Per Agrigento si percorre lo scorrimento veloce Palermo-Agrigento, che è un asse stradale, che collega le due città passando per Lercara Friddi e per la valle del Platani. Lo scorrimento veloce non ha una classificazione ufficiale in quanto tale ed è costituito da due strade statali:
- parte della strada statale 121 Catanese, dall'intersezione con la A19, presso l'uscita di Villabate, fino al bivio Manganaro, presso Vicari
- l'intera tratta della strada statale 189 della Valle del Platani, dal bivio Manganaro fino ad Agrigento

Le due arterie sono collegate senza soluzione di continuità in corrispondenza del bivio Manganaro, costituendo effettivamente un unico asse stradale.
Strade europee
- Strada europea E90: ne fanno parte le autostrade A19, A20 e A29 ed è una strada europea di classe A della dorsale ovest-est, che si estende da Lisbona in Portogallo fino a Habur in Turchia ai confini con l'Iraq.
- Strada europea E25: è una strada di classe A e una dorsale nord-sud. In particolare la E25 collegava inizialmente Hoek van Holland a Genova con un percorso lungo 1547 km, attraverso Paesi Bassi, Belgio, Lussemburgo, Francia, Svizzera e Italia. Nel 1999 è stato deciso di allungare l'itinerario fino a Palermo, passando per la Corsica e la Sardegna.

### Ferrovie

Mappa del nodo ferroviario

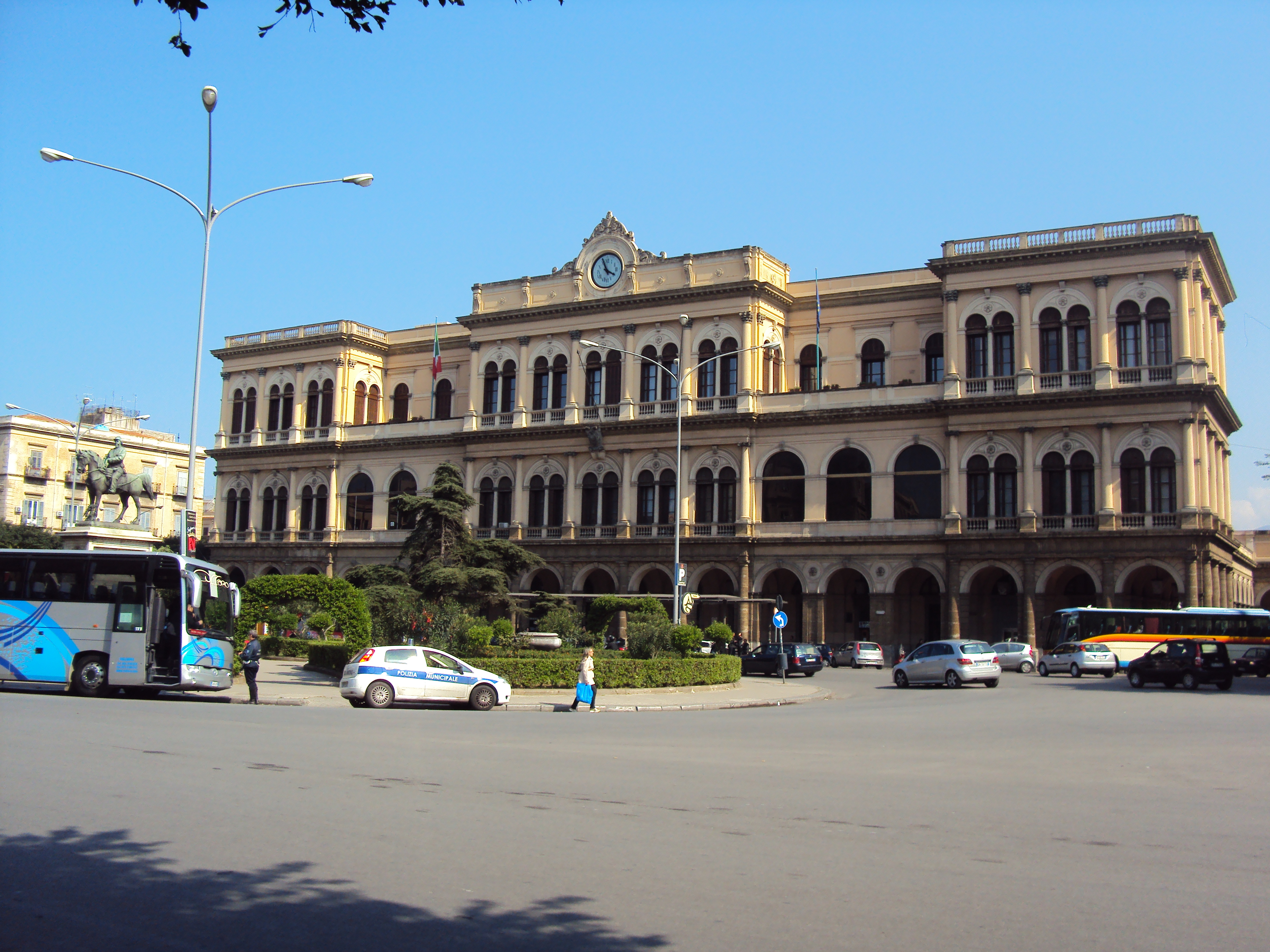
Stazione Centrale di Palermo

Nel territorio comunale passa gran parte dei treni isolani: le stazioni ferroviarie svolgono anche il traffico metropolitano. Le principali stazioni sono:
- La stazione centrale, edificata alla fine del XIX secolo; fu rimodellata nel dopoguerra con la costruzione di due piani superiori mantenendone lo stile architettonico neoclassico. Nello stesso periodo furono ricostruite le pensiline. Il fascio viaggiatori conta dieci binari; all'interno della struttura si trovano negozi e luoghi di ristoro.
- La stazione Notarbartolo, costruita negli anni settanta per servire la nuova area a nord della città. Conta sette binari. All'interno vi è un punto ristoro e alcuni negozi di servizio. La stazione è inserita nel progetto Pegasus delle Ferrovie dello Stato[163].
- La stazione di Palazzo Reale-Orleans, di più recente costruzione, si trova totalmente sotto il livello stradale; svolge servizio metropolitano. Nei pressi sono, l'Università di Palermo, il Palazzo dei Normanni e Piazza Indipendenza.
- La stazione Lolli, sorta a fine Ottocento, da febbraio 2016 è divenuta fermata del Servizio ferroviario metropolitano di Palermo. Altre stazioni sono Tommaso Natale, Brancaccio, San Lorenzo Colli, Francia, Giachery e Vespri.

### Porti

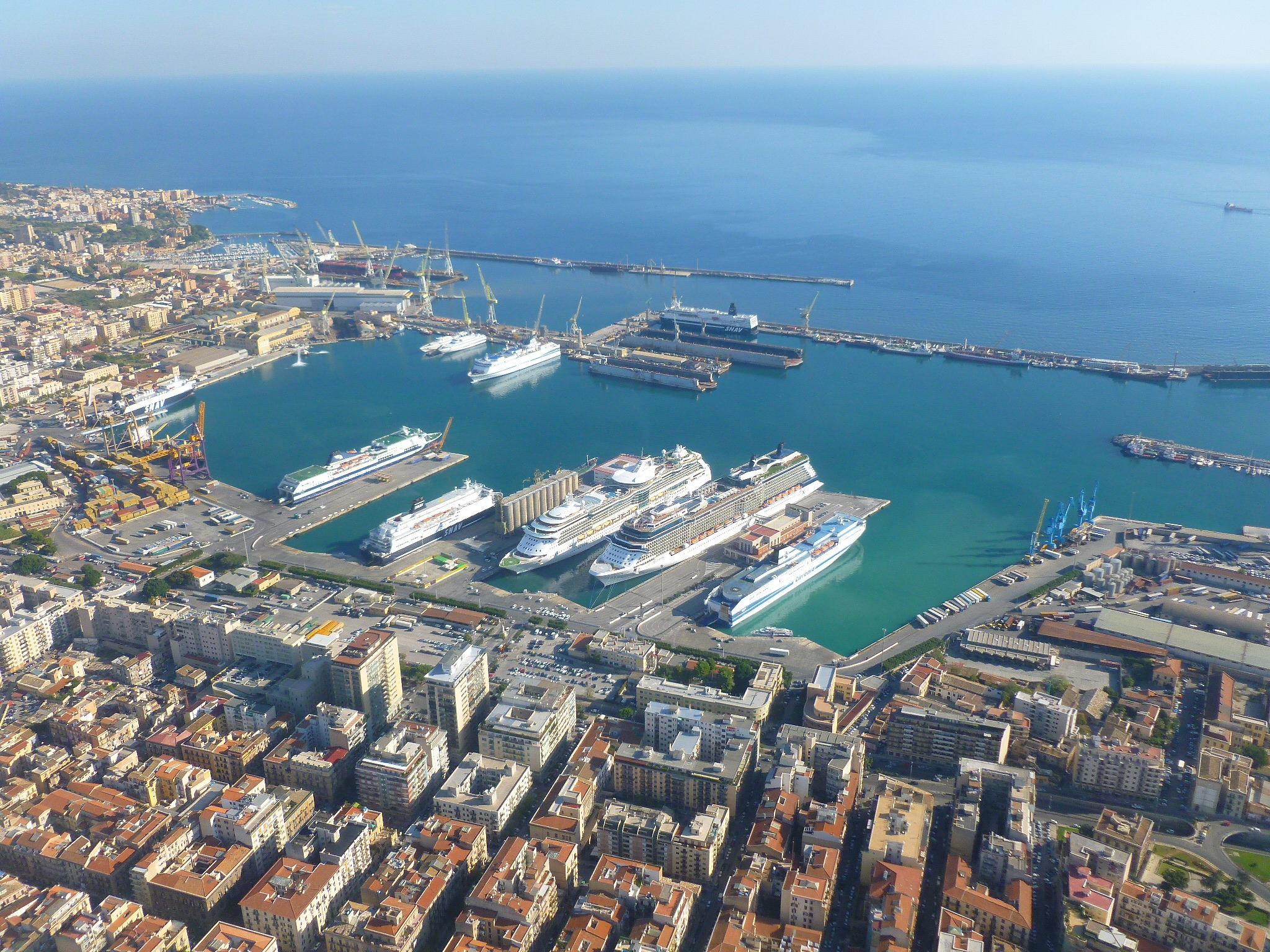
Un'immagine del porto civile dall'alto

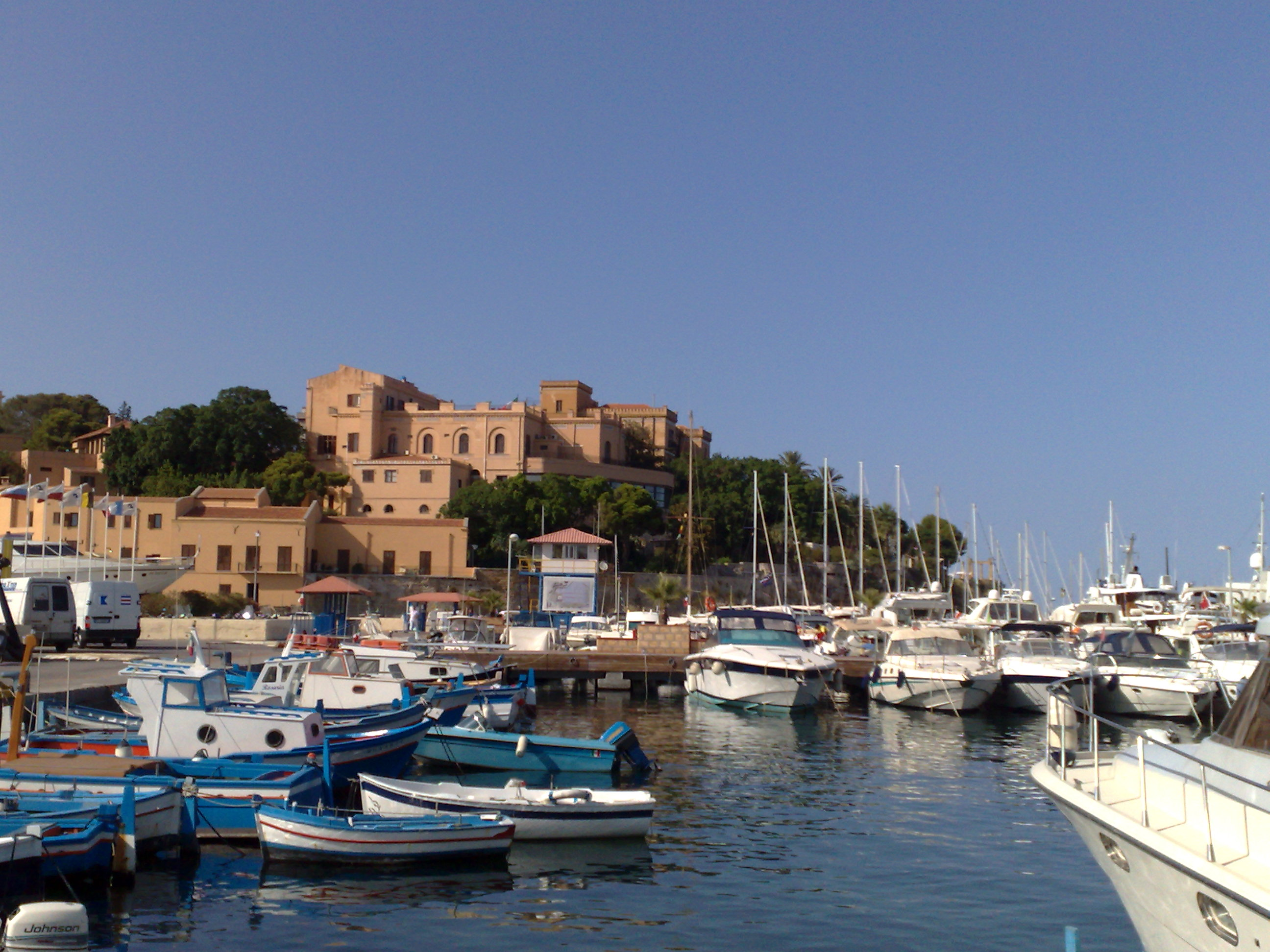
Porto turistico dell'Acquasanta

La città ospita uno dei maggiori scali nazionali per traffico di passeggeri e merci. L'area gestita dall'Autorità portuale della Sicilia Occidentale comprende, oltre al moderno porto commerciale, anche l'antico scalo de La Cala e quelli ad uso diportistico e peschereccio dell'Arenella, dell'Acquasanta e di Sant'Erasmo.
Sono inoltre presente piccoli porti approdi turistici all'Addaura, alla Bandita, a Fossa di Gallo e nelle due frazioni costiere di Mondello e Sferracavallo.
Il porto di Palermo è connesso con servizi regolari di navi-traghetto con Napoli, Livorno, Cagliari, Civitavecchia, Genova, Tunisi e, in maniera meno frequente, con diverse altre località italiane e del bacino del Mediterraneo. Inoltre, è collegato attraverso aliscafi alle isole Eolie e all'isola di Ustica. Esso ospita anche un notevole traffico merci, con la movimentazione di contenitori provenienti, via Gioia Tauro, da tutte le parti del mondo e destinati all'intero territorio siciliano. All'interno del porto esiste il cantiere navale di Palermo, fra i pochi esistenti del Mezzogiorno d'Italia nel Mediterraneo. I cantieri navali sono di proprietà della Fincantieri, che riserva ai cantieri di Palermo il compito di costruire e ristrutturare le navi passeggeri e merci. È uno dei porti più importanti del mediterraneo per traffico crocieristico.

### Aeroporti
- Aeroporto di Palermo-Punta Raisi: è situato in zona Punta Raisi a est del golfo di Castellammare, a 35 km a ovest della città di Palermo, lungo la strada statale 113 Settentrionale Sicula, ora affiancata dalla autostrada A29 in direzione di Trapani, nel territorio del comune di Cinisi. È il terzo aeroporto del Mezzogiorno d'Italia per numero di passeggeri, dopo Napoli-Capodichino e Catania-Fontanarossa, e al 2025 è il nono aeroporto italiano per traffico passeggeri. La struttura è intitolata alla memoria di Giovanni Falcone e Paolo Borsellino, entrambi uccisi dalla Mafia nel 1992.[165]
- Aeroporto di Palermo-Boccadifalco: ex aeroporto militare, nel 2005 fu convertito in civile[166] dopo l'acquisto da parte dell'ENAC. Posto nel quartiere Boccadifalco, ai piedi del versante orientale del monte Cuccio, è uno degli aeroporti più antichi d'Italia ed è base regionale per la protezione civile[167]. Fu utilizzato per voli regionali verso Enna e le Eolie[168].

### Mobilità urbana
Servizio ferroviario metropolitano
A Palermo è attivo un servizio ferroviario metropolitano, gestito da Trenitalia, articolato su due linee:
- Il passante ferroviario (da Roccella a Palermo Aeroporto)
- L'anello ferroviario (da Palermo Notarbartolo a Giachery)

Inoltre la Stazione Centrale, la Stazione Notarbartolo e la Stazione di Roccella sono servite dai treni regionali di Trenitalia.
Autobus
Il trasporto urbano su gomma è curato dall'ex azienda municipalizzata AMAT; le linee (cinquantadue ordinarie, otto notturne, una navetta per il centro storico e quattro stagionali) sono diffuse in tutto il territorio cittadino e arrivano anche in alcuni comuni limitrofi
Tranvia e filobus

Mappa della rete tranviaria

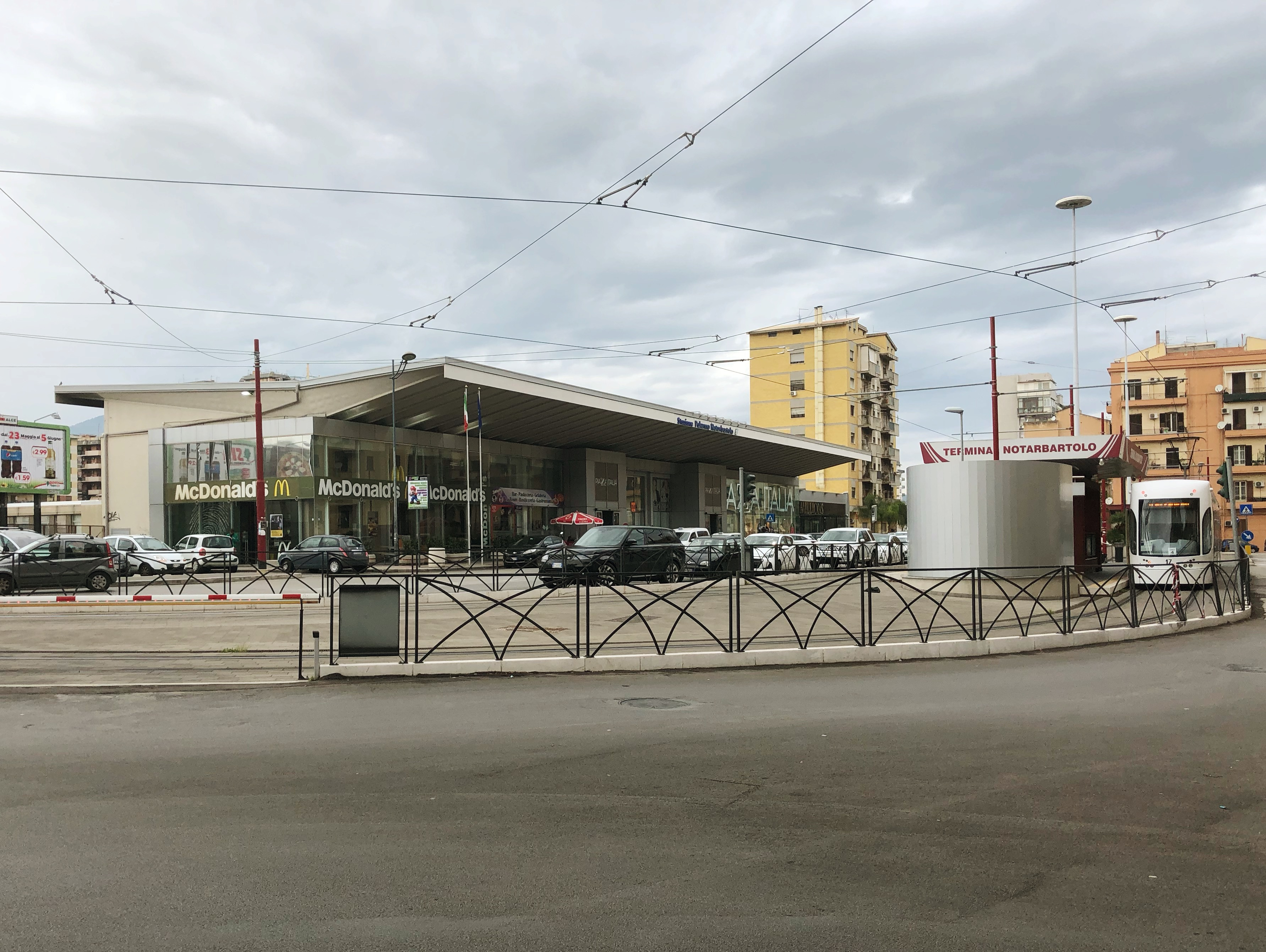
Terminal Notarbartolo delle linee tranviarie 2, 3 e 4

La prima rete tranviaria venne inaugurata nel 1887, il sistema venne utilizzato per circa 60 anni, dismesso nel 1947 e sostituito da una rete filoviaria (ugualmente soppressa nel 1966). Della rete palermitana faceva parte l'originale tranvia Palermo-Monreale, con capolinea in piazza Bologni, la cui tratta intermedia superava la forte pendenza esistente per mezzo di una sezione a trazione funicolare.
La rete attuale, completata nel 2015, si compone di quattro linee.
Piste ciclabili
Nel 2009 sono state costruite due piste ciclabili con percorso che dalla zona pedemontana va verso il mare scavalcando letteralmente la circonvallazione. Entrambe sono lunghe 7 km ciascuna, per un totale di quasi 14 km di pista ciclabile che si vanno ad aggiungere all'altra pista ciclabile lunga poco più di 1 km che costeggia via Messina Marine.
Taxi condiviso
A partire da gennaio 2016 è stato attivato un servizio comunale di taxi condiviso che interessa cinque percorsi urbani più uno extraurbano, per il collegamento tra lo scalo Falcone-Borsellino e il centro abitato.

## Amministrazione

### Consolati
Albania, Austria, Bangladesh, Belgio, Bolivia, Brasile, Bulgaria, Burkina Faso, Capo Verde, Repubblica Ceca, Cile, Cipro, Corea del Sud, Costa d'Avorio, Danimarca, Estonia, Filippine, Finlandia, Francia, Germania, Ghana, Grecia, Libia, Lituania, Lussemburgo, Macedonia, Malta, Marocco, Messico, Norvegia, Paesi Bassi, Pakistan, Polonia, Portogallo, Principato di Monaco, Regno Unito, Federazione Russa, Senegal, Slovenia, Spagna, Stati Uniti, Sudafrica, Svezia, Tunisia, Ungheria, Zambia.

### Gemellaggi
Palermo è gemellata con le seguenti città:
- Santiago di Cuba, dal 1996[176]
- Pistoia, dal 1996
- Tbilisi, dal 1997[176]
- Miami, dal 1997[176]
- Palermo, dal 1998[177]
- Khan Yunis, dal 1998[176]
- Bukavu, dal 1998[178]
- Jaroslavl', dal 1998[176]
- Chengdu, dal 1999[176]
- Monterey, dal 2000[179]
- Biserta, dal 2000[180]

- Danzica, dal 2005[181]
- Timișoara, dal 2006[182]
- Samara, dal 2008[183]
- Vilnius, dal 2012[184]
- Betlemme, dal 2014[185]
- Las Vegas, dal 2014
- Düsseldorf, dal 2015[186]
- Grand-Bassam, dal 2016[187]
- Montpellier, dal 2016[188]
- La Valletta, dal 2018[189]
- Sekondi-Takoradi, dal 2021[190]